# Sibiu
 (janvier 2022).
Si vous disposez d'ouvrages ou d'articles de référence ou si vous connaissez des sites web de qualité traitant du thème abordé ici, merci de compléter l'article en donnant les références utiles à sa vérifiabilité et en les liant à la section « Notes et références ».
Sibiu (/siˈbiw/ ; en allemand : Hermannstadt ; en hongrois : Nagyszeben /ˈnɒcsɛbɛn/ ; plus rarement Villa Hermani, Civitas Hermanorum, Civitas Cibiniensis, Cibinium, Prepositus Cibiniensis/Scibiniensis, Sabinia en latin, et historiquement en français Sébeste ou Ceben) rappelant le nom des montagnes proches : Cibin, est le chef-lieu du județ de Sibiu en Roumanie. Avec une population de 147 245 habitants (2011), c'est une des plus grandes villes transylvaines. Elle est traversée par la petite rivière Cibin, affluent de la rivière Olt, elle-même affluent du Danube.
Fondée par des colons allemands au XIIe siècle, elle fut le centre culturel traditionnel des Saxons (ainsi qu'il est d'usage d'appeler les Allemands de Transylvanie) et demeura presque exclusivement allemande jusqu'au milieu du XIXe siècle ; ensuite, l'exode rural la peupla peu à peu de Roumains, jusqu'à devenir à majorité roumaine dans les années 1930. Comme toute la Roumanie, à laquelle elle est rattachée depuis le 1er décembre 1918, Sibiu a subi les régimes dictatoriaux carliste, fasciste et communiste de février 1938 à décembre 1989, mais connaît à nouveau la démocratie depuis 1990.
Aujourd'hui, en particulier après l'exode massif des Saxons vers l'Allemagne, la ville est roumaine en très grande majorité (plus de 95 %). Cependant, Klaus Iohannis, ancien président de la Roumanie et d'origine allemande, a été maire de la ville de 2000 à 2014, élu à de larges majorités sous l'étiquette du Forum démocratique des Allemands de Roumanie (FGDR/DFDR).
La ville a une bonne santé économique. Le taux de chômage y est relativement bas, et la ville a su attirer de nombreux investisseurs étrangers, surtout allemands et autrichiens. Sibiu est une plaque tournante logistique, vers où convergent les principales voies de communication de Transylvanie ; de plus, la ville est desservie par un aéroport international (SBZ), avec des liaisons quotidiennes avec Bucarest, l'Italie, l'Autriche et l'Allemagne.
Préservée autant des ravages de la guerre que des plans d’urbanisme de l'ère Ceaușescu, elle a conservé des époques gothique, Renaissance et baroque nombre de monuments de l'architecture religieuse, civile et militaire, ainsi qu'une multitude de demeures anciennes. Sa désignation comme Capitale européenne de la culture pour l'an 2007, conjointement avec Luxembourg, a incité la municipalité à mener une campagne de restauration et d'embellissement de grande ampleur. Ses monuments, alliés à la richesse de ses musées (particulièrement la pinacothèque Brukenthal) et aux attraits de la région environnante, font de cette ville un centre touristique de premier ordre.
La vieille ville de Sibiu a été classée comme le « 8e endroit le plus idyllique d'Europe à vivre » par le magazine américain Forbes en 2008.

## Géographie et climat

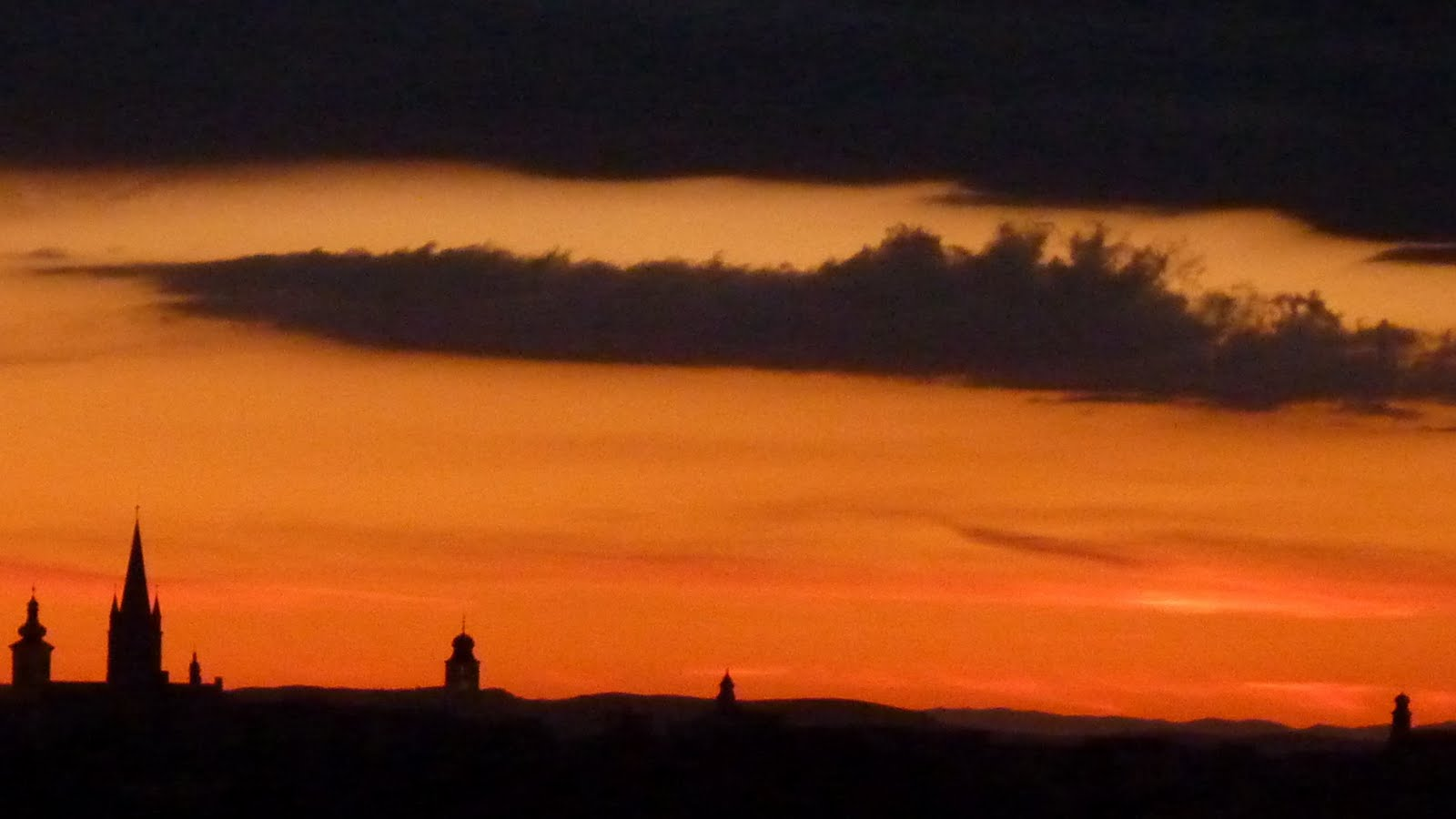
Regards vers l'ouest.

Sibiu est situé près du centre géographique de la Roumanie, dans le sud de la Transylvanie. Placé dans la dépression du Cibin qui est traversée par la rivière homonyme, la ville se trouve à 20 km des montagnes de Făgăraș, à 12 km des montagnes de Cibin et à 15 km environ des montagnes Lotrului, qui bordent la dépression au sud-ouest. Au nord et à l'est, Sibiu confine au plateau des Târnave, qui descend vers la vallée du Cibin par la colline Gușteriței.
Le climat de Sibiu est tempéré-continental, avec une température de 8 à 9 °C. La moyenne multiannuelle des précipitations est de 662 l/m2 et il y a par an approximativement 120 jours de gel dur.

### Repères historiques
Dans l’ancien Szászföld (cantons des Saxons transylvains), Sibiu était le chef-lieu de la Hermannstädter Stuhl (« chaire de Sibiu »), le plus important de ces cantons quant à la population et la superficie, s’étendant au sud jusqu’à la chaîne des Carpates, et limité à l'est, au nord, et à l'Ouest, respectivement par les cantons de Nocrich/Leschkirch, de Mediaș/Mediasch et de Miercurea Sibiului/Reußmarkt. C’est ici que convergeaient les principales routes commerciales de Transylvanie, y compris celle vers le sud, en direction de la Valachie, par le défilé de la Tour rouge (en roumain : pasul Turnu Roșu ; en allemand Roter-Turm-Pass). Cette localisation à un carrefour de voies de circulation, pour être bénéfique au développement de la ville, lui a cependant valu en même temps de subir de façon répétée au cours de son histoire de violents assauts, notamment de la part des Turcs ottomans.

### Découpage
L’agglomération se compose des zones et quartiers suivants :
- la Ville haute (Orașul de Sus, en allemand Oberstadt) et la Ville basse (Orașul de Jos, en allemand Unterstadt), qui constituent ensemble la vieille ville ;
- le Val d’or (Valea Aurie, en allemand Goldtal), Hippodrom I-IV, Vasile Aaron, Piață Cluj (en allemand Konradwiese), Ștrand et Țiglari. ;
- les villages de Turnișor (en allemand Neppendorf) et de Gușterița (en allemand Hammersdorf), devenus faubourgs, font partie également de l’agglomération urbaine.

## Histoire

### Faits internationaux
- 1671 : à côté de Sibiu on découvre le gaz méthane
- 1782 : le chimiste Franz Joseph Müller découvre le tellure
- 1795 : le plus ancien paratonnerre du sud-est de l'Europe est installé à Cisnădie (Heltau en allemand), à une dizaine de km de Sibiu
- 1797 : Samuel Hahnemann crée le premier laboratoire d'homéopathie du monde
- 1852 : Telegraful român (ro) paraît pour la première fois ; il est aujourd'hui le plus ancien journal du sud-est de l'Europe
- 1896 : les premières lignes de courant électrique de cette partie de l'Europe.
- 1945 : déportation en Russie de la majeure partie de la population d'origine allemande.
- 2007: Sibiu accueille le 3e Rassemblement Œcuménique Européen réunissant 2 500 délégués des Églises catholique, orthodoxe et protestantes européennes, à l'initiative de la Conférence des Églises européennes (KEK) et du Conseil des conférences épiscopales d'Europe (CCEE, catholique) ; pour la première fois, ce Rassemblement a lieu en terre de tradition orthodoxe. Signe de contribution à la construction européenne, il y a été décidé de réserver la période du 1er septembre au 4 octobre pour célébrer un Temps pour la Création.
- 2014 : Sibiu accueille le Congrès Européen de Go, réunissant les meilleurs joueurs de nationalités européennes ainsi que des joueurs professionnels.

### Faits roumains
- 1292 : premier hôpital de la Roumanie actuelle
- 1380 : première attestation d'une école en Roumanie actuelle
- 1494 : on ouvre la première pharmacie de Roumanie
- 1534 : premier moulin à papier de Roumanie
- 1544 : premier livre en langue roumaine édité à Sibiu en 1544
- 1817 : ouverture du musée Brukenthal, le premier de Roumanie actuelle
- 1859 : premier pont en fer de la Roumanie actuelle
- 1875 : première fabrique de voitures de Transylvanie
- 1895 : ouverture du musée d'Histoire naturelle
- 1896 : premières centrales électriques de la Roumanie actuelle
- 1928 : ouverture du premier jardin zoologique de Roumanie
- 1904 : Sibiu est la 2e ville d'Europe à introduire l'omnibus - un ancêtre des trolleys.
- 1989 : Sibiu est la 2e ville de Roumanie à s'opposer au communisme
- 2007 : Capitale européenne de la culture

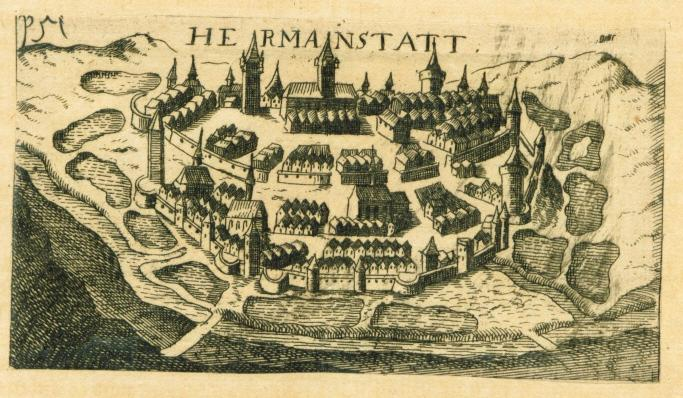
Gravure représentant Sibiu (Hermanstatt) vers 1630.

Les premiers colons allemands atteignirent la région en 1143 ; ils s’établirent sur la colline dominant la rivière Cibin, l’actuelle ville haute. La première attestation écrite d’une implantation humaine se trouve sur un document du Vatican (une charte de 1191 du pape Célestin III), sous le nom latin de praepositum Cibiniensem ; un prieuré fut fondé, et le nom latin de Villa Hermanni est attesté à partir de 1223.
En 1241, la ville fut détruite lors de l’invasion mongole, mais s’en rétablit promptement. Au XIVe siècle, Hermannstadt évolua en un important centre commercial. La cité était une des villes allemandes les plus importantes de Transylvanie, voire sans doute la plus importante, car en plus d’être un centre commercial, administratif et ecclésiastique, elle possédait aussi les fortifications les plus étendues de toute la Transylvanie.
Face à la menace turque, la ville fit élever trois enceintes de murailles (qui ont été partiellement conservées jusqu’à aujourd’hui), avec des dizaines de tours et plusieurs grandes portes. À plusieurs reprises, Hermannstadt fut assiégée par les Turcs, mais résista ; jamais les Turcs ne parvinrent à s’emparer de la ville, ce qui lui valut le surnom de « bastion de la Chrétienté ».
Cependant, les armées, de passage ou assiégeant la ville, ne laissaient de ravager les terres environnantes. Une unique fois seulement, le souverain hongrois de Transylvanie, Gabriel Báthory, réussit, usant de stratagème, à occuper la ville, à la piller, et à reléguer hors des murailles tous les habitants allemands.
Dans les années 1830, l'homme politique français Charles Lemercier de Longpré, qui visita l'Europe centrale, écrira à propos de la ville : « Hermanstadt occupe une position gracieuse sur la pente d'un coteau… Percée de rues fort larges, ornée d'une place vaste et presque régulière et d'une promenade bien ombragée, Hermanstadt serait classée parmi les jolies villes si ses rues étaient mieux pavées et si l'alignement en était entendu. Cette ville possède un théâtre, une bibliothèque assez nombreuse et dans laquelle on s'est attaché à réunir tous les ouvrages relatifs aux controverses religieuses de l'Allemagne, et un musée où l'on trouve quelques tableaux médiocres de maîtres connus et quelques très bons ouvrages de peintres à peu près ignorés… ». La ville renferme également deux écoles destinées aux fils des militaires de grades inférieurs, et « une maison d'orphelins fondée par Joseph II, dans laquelle quatre cents enfants des deux sexes sont très convenablement élevés ».
Hermannstadt était le centre politique des Saxons transylvains et siège de la Universitas Saxonum, façon de parlement transylvanien, lequel jusqu’en 1878 se chargea de défendre les intérêts des Saxons de Transylvanie et constituait le symbole de leur unité et de leur indépendance politiques.
La ville intra-muros fut purement allemande jusqu’à la première décennie du XVIIIe siècle. Ce n’est qu’après que la Transylvanie eut été rattachée à l’Autriche-Hongrie que les anciennes lois, selon lesquelles il était interdit à d’autres nationalités de s’établir dans la cité, furent abolies.
Au XVIIIe siècle, Hermannstadt pouvait s’enorgueillir d’être, parmi les villes d’Europe raccordées au système postal, celle située le plus à l'Est.
À l’issue de la Première Guerre mondiale, la ville majoritairement peuplée d’Allemands et ayant été durant de longs siècles sous tutelle politique hongroise ou autrichienne, fut incorporée en 1920 à la Roumanie par le traité de Trianon. La ville garda néanmoins son caractère allemand et multiculturel. Dans le courant de la décennie 1930 les Saxons transylvains perdirent la majorité absolue dans leur métropole.
Contrairement aux autres chefs-lieux de județe, Sibiu ne verra pas sous le régime de Nicolae Ceaușescu son centre ancien démoli pour être remplacé par les barres d'immeubles impersonnels en béton de l'architecte Cezar Lăzărescu et de ses émules. En effet, le dirigeant local n'avait rien à prouver au dictateur communiste : c'était son propre fils, Nicu Ceaușescu.
Après le rétablissement de la démocratie et l'ouverture des frontières, Sibiu retrouva ses liens traditionnels avec l'Europe centrale et connut un développement qui s'accéléra d'autant plus facilement après 2007 (intégration dans l'Union européenne).

## Population
La population s’élève actuellement à 147 245 habitants (2011).
18 % de la population est titulaire d’un diplôme de l’enseignement supérieur.

### Évolution démographique
| Année | Total   | Roumains | Hongrois | Allemands |
| ----- | ------- | -------- | -------- | --------- |
| 1850  | 12 765  | 2 089    | 977      | 8 790     |
| 1880  | 19 446  | 2 810    | 2 065    | 14 327    |
| 1890  | 21 465  | 4 581    | 3 199    | 13 148    |
| 1900  | 29 577  | 7 106    | 5 747    | 16 141    |
| 1910  | 33 489  | 8 824    | 7 252    | 16 832    |
| 1920  | 32 748  | 8 553    | 4 291    | 18 218    |
| 1930  | 49 345  | 19 006   | 6 782    | 22 045    |
| 1941  | 63 765  | 33 829   | 4 262    | 23 574    |
| 1948  | 60 602  | 37 371   | 5 060    | 16 359    |
| 1956  | 90 475  | 60 526   | 4 772    | 24 636    |
| 1966  | 109 515 | 78 548   | 5 124    | 25 387    |
| 1977  | 151 005 | 119 507  | 5 111    | 25 403    |
| 1992  | 169 610 | 158 863  | 4 163    | 5 605     |
| 2002  | 154 892 | 148 269  | 3 135    | 2 508     |
| 2011  | 147 245 | 131 414  | 2 131    | 1 481     |

### Présence allemande

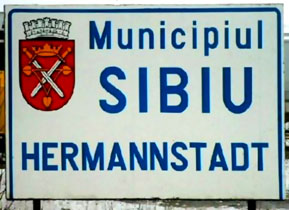
De nombreuses inscriptions, notamment sur les plaques de noms de lieu, sont redevenues bilingues roumain-allemand.

Au 31 décembre 2003 vivaient à Sibiu 1 464 Allemands de confession évangélique, ce qui porte à estimer le nombre total d’Allemands dans cette ville à quelque 2 000 personnes (soit 1,3 %, estimation haute).
En dépit des émigrations massives qui avaient eu lieu depuis le milieu de la décennie 1970, il subsistait encore à Sibiu, jusqu’à la fin du régime communiste en Roumanie, quelque 20 000 Saxons transylvains. Cependant, après 1990, leur part relative dans la population de la ville baissa rapidement et constamment, jusqu’à retomber, avec un taux de 1,6 % environ, en dessous de celui de la minorité hongroise. Néanmoins, la ville est entre-temps redevenue officiellement bilingue ; plaques de noms de localité et renseignements touristiques sont libellés à la fois en roumain et en allemand ; et administrativement, la ville est aujourd’hui désignée par l’appellation bilingue Sibiu/Hermannstadt.
Une revue de langue allemande, la Hermannstädter Zeitung, paraît chaque semaine. Il existe des écoles maternelles et primaires allemandes, ainsi qu’un lycée allemand (le lycée Brukenthal), qui jouit d’une excellente réputation dans tout le pays, et permet de préparer en allemand un baccalauréat qui est reconnu également par les universités d’Allemagne. Il y a aussi le Lycée pédagogique, centre de formation des futurs éducateurs et enseignants germanophones. L’allemand est langue d’enseignement dans quatre établissements d’enseignement supérieur (les Lyzeen), et à l’université de la ville, certains cursus peuvent aussi être suivis en allemand.
Y est implantée, par ailleurs, une faculté allemande de théologie évangélique, au sein de laquelle l’église évangélique C.A. (c'est-à-dire se réclamant de la confession d’Augsbourg — Augsburger Bekenntnis, ou A.B., en allemand) de Roumanie forme ses prêtres. Il convient de mentionner également une Académie de l’église évangélique C.A. à Neppendorf, une maison de retraite évangélique allemande (le Carl-Wolff-Altenheim), sans oublier une intense vie communautaire. Il existe aussi une maison d’édition privée (Hora Verlag), qui fait régulièrement paraître de nouvelles publications en langue allemande, ainsi qu’une imprimerie moderne (la Honterus-Druckerei), qui est aux mains de la minorité allemande, et dont les productions sont d'un haut niveau de qualité.
Après l’exode de la majorité des Saxons transylvaniens, tous objets d’importance, que ce soient objets d’art, objets du culte, missels, registres, documents d’archives, etc., ont été transférés des communautés évangéliques dissoutes et des villages abandonnés vers les salles d’archives, dépôts et bibliothèques épiscopaux, et placés en lieu sûr. C’est aujourd’hui le Centre culturel et de rencontre Friedrich Teutsch qui abrite les archives centrales de la minorité allemande; celles-ci comprennent une riche collection d’objets et de documents historiques, composant un trésor d’une valeur inestimable, tenu à jour et archivé depuis des années, notamment grâce au soutien financier de la fondation Volkswagen. Le même lieu héberge également le Landeskirchliches Museum der Evangelischen Kirche A.B. in Rumänien, le musée de l’église évangélique C.A. de Roumanie.
Enfin, le consistoire évangélique de la circonscription de Sibiu, autre institution importante de la minorité allemande, est établi dans cette ville, de même qu’y réside l’évêque évangélique des Saxons transylvaniens, le docteur Christoph Klein, qui tient un rôle considérable dans le processus d’intégration de la minorité allemande en Transylvanie.
Il convient aussi d’apprécier à sa juste valeur le fait que depuis l’an 2000 la ville soit de nouveau dirigée par un bourgmestre (maire) allemand, Klaus Iohannis. Celui-ci, fort populaire en raison de sa gestion rigoureuse et de son intégrité, a été réélu en 2004 avec 88,7 % des suffrages. Le parti de la minorité allemande DFDR ayant obtenu la majorité au conseil municipal (et même, depuis 2004, la majorité absolue), les Saxons restés à Sibiu sont à nouveau en situation d’exercer le pouvoir dans leur cité.
Ces circonstances sont invoquées, parmi d’autres, pour expliquer l’ampleur des investissements directs en provenance de pays germanophones dont a bénéficié Sibiu ces dernières années.

« L'histoire et la culture des Allemands en Transylvanie constitue un pan de l'héritage européen commun qu'il convient de préserver et de transmettre, ici comme dans les pays où la Seconde Guerre mondiale et ses conséquences ont mis fin à une présence allemande parfois séculaire. J'ai ces derniers temps beaucoup voyagé entre Tartu, en Estonie, l'ancienne Dorpat, et Timișoara en Roumanie. Il est beau de voir à quel point les jeunes démocraties de cette région considèrent l'héritage culturel des Saxons de Transylvanie comme le leur et tentent de le faire vivre, en dépit des difficultés économiques extrêmes. »

— Discours prononcé par Günter Verheugen, commissaire européen à l'élargissement, à l'occasion de la fête des Saxons de Transylvanie, en 2001, à Dinkelsbühl

### Religions

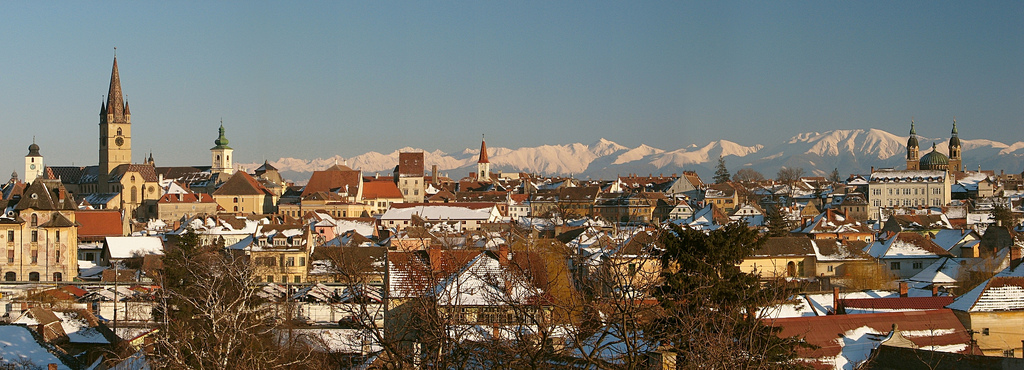
La diversité religieuse à Sibiu, figurée par ses clochers. Coup d’œil vers le Sud-Est ; dans la ville enneigée, l’on distingue, de g. à dr. : la Tour du Conseil (édifice civil, sorte de beffroi) ; le robuste clocher gothique de l’église évangélique ; le campanile (surmonté d’un bulbe) de l’église catholique, dite église des Jésuites ; le clocher (coiffé d’une flèche rouge) de l’église réformée ; enfin, un peu à l’écart à droite, les deux tours et la coupole de la cathédrale orthodoxe. Dans le lointain, cimes neigeuses des Carpates méridionales.

La répartition des groupes confessionnels se présente comme suit :
- Orthodoxes (91,0 %)
- Catholiques romains (2 %)
- Gréco-catholiques (1,5 %)
- Luthériens (1 %)
- Réformés (1 %)
- Unitariens (0,5 %)
- Juifs (0,1 %)

En 2024, la pasteure suisse Rita Famos est élue à la présidence de la Communion d'Églises protestantes en Europe lors du congrés de Sibiu,.

## Vie économique
Sibiu est une des villes les plus prospères de Roumanie, et aussi une ville où les investissements étrangers sont parmi les plus élevés du pays. L’économie de Sibiu a connu depuis le début de la décennie 2000 un essor ininterrompu, renforcé encore par la croissance du tourisme, par les investissements immobiliers dans la vieille ville (les prix dans l'ancien y varient de 1 500 à 2 500 €/m2), et par les efforts qui ont été consentis en matière d’infrastructures publiques (notamment grâce au soutien de la BERD), très mal en point après 40 ans de régime communiste. Le taux de chômage, de 3,3 % environ, se situe nettement en dessous de la moyenne roumaine de 5–6 %.
Sibiu est un important centre de fabrication de composants automobiles, avec Bilstein-Compa, Takata, Continental, ou encore NTN-SNR Roulements pour les roulements à billes). Parmi les autres activités présentes à Sibiu, signalons la fabrication de composants mécaniques et électriques, le textile et l’industrie agro-alimentaire.
Louis Vuitton possède également une usine qui y fabrique un dixième de sa production mondiale.
Les sociétés allemandes et autrichiennes sont les investisseurs les plus importants. Il semble que la personnalité et les origines allemandes du maire Klaus Iohannis aient contribué à cette forte présence germanique. Parmi les plus grosses entreprises étrangères établies dans la zone industrielle « Ouest », sise à proximité directe de l’aéroport :
- Le groupe Bramac, fabricant autrichien de tuiles, qui a ouvert un atelier de production à Sibiu en septembre 2004, au terme de travaux de construction d’une durée de seulement neuf mois. De plus, le siège de la firme a été transféré de Brașov à Sibiu.
- La firme allemande Continental, qui a mis en service en juillet 2004 après 10 mois de chantier une nouvelle unité de production de dispositifs automatiques pour portières de voiture. Ont été créés ainsi 216 postes de travail au total, dont 135 pour des ingénieurs en développement.
- La firme Marquardt, qui possède à Sibiu, depuis 2006, une unité de finition, d’une superficie totalisant, pour la production et l’administration, quelque 6 800 m2.
- La firme autrichienne Greiner-Gruppe, spécialisée dans les techniques d’emballage.
- Le groupe Siemens, présente à Sibiu par ses trois filiales (Simea, Siemens Electrical Installation Technology, A&D Sykatek), où sont fabriqués des composants électromécaniques, des éléments métalliques et des dispositifs électroniques. L'entreprise allemande emploie en 2007 quelque 400 travailleurs à Sibiu. Plus de 800 postes de travail supplémentaires seront créés au cours des prochaines années.
- La société ThyssenKrupp Bilstein Compa, emploie 1 800 travailleurs dans l'équipement automobile.
- La firme Wienerberger, premier fabricant mondial de briques, opère à Sibiu depuis la reprise et la modernisation d’une briqueterie existante. La firme a annoncé en 2004 vouloir investir 9 millions d’euros dans ce site de production.
- Le distributeur Metro, a ouvert un grand supermarché de gros (Metro Cash and Carry).

En outre, la ville héberge un grand nombre de filiales de diverses autres entreprises allemandes et autrichiennes (BauMax, Plus, Raiffeisen Bank, HVB, etc.), et est le siège du Deutscher Wirtschaftsclub Siebenbürgen (DWS), association de droit roumain, fondée en 1998 à Sibiu, visant à promouvoir les relations commerciales entre l'Allemagne et la Roumanie, et à laquelle sont affiliées plus de 70 entreprises (sit. 2005).
Enfin, la ville abrite la deuxième plus grande bourse de valeurs du pays, après celle de Bucarest.

### Répartition de l’emploi par secteur économique
- Industrie - 40 %
- Commerce - 17 %
- Construction - 8 %
- Santé - 8 %
- Transport - 7 %
- Enseignement - 5 %
- Autres services - 15 %

## Politique
| Période                                  | Période  | Identité       | Étiquette | Qualité |
| ---------------------------------------- | -------- | -------------- | --------- | ------- |
| Les données manquantes sont à compléter. |          |                |           |         |
| 1996                                     | 2000     | Dan Condurat   | CDR       |         |
| 2000                                     | 2014     | Klaus Iohannis | FDGR/DFDR |         |
| 2014                                     | En cours | Astrid Fodor   | FDGR/DFDR |         |

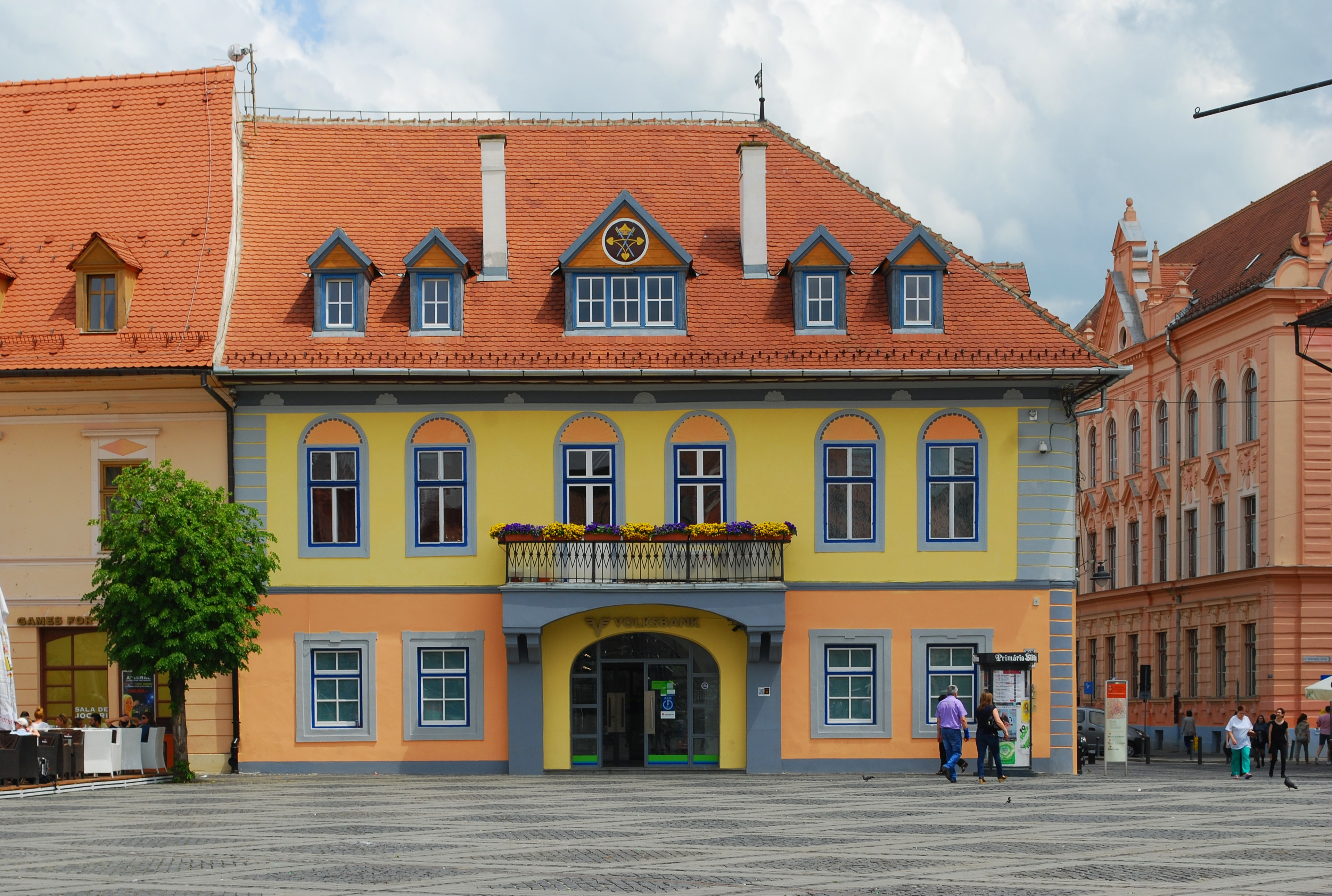
La maison Lutsch, siège du FDGR sur la Grande Place.

Bien que les Allemands ne représentent plus que 2 % de la population de Sibiu, Klaus Iohannis, l'ancien président du Forum démocratique des Allemands de Roumanie (FDGR) et actuel président de la Roumanie, est maire de la ville de 2000 à 2014, faisant de lui le premier maire allemand d'une ville roumaine depuis la Seconde Guerre mondiale. De plus, il est toujours élu avec d'importants scores (69,18 % en 2000, 88,7 % en 2004, 83,3 % en 2008 et 78,2 % en 2012). Enfin, le FDGR détient depuis 2004 la majorité absolue au conseil municipal de la ville. Le 21 décembre 2014, sa première adjointe Astrid Fodor également membre du FDGR et soutenue par le PNL, le remplace à la tête de la ville.

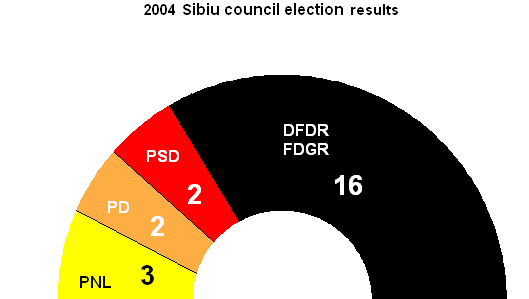
Composition du conseil municipal de Sibiu en 2004 :
Forum démocratique des Allemands de Roumanie (FDGR/DFDR)
Parti social-démocrate (PSD)
Parti national libéral (PNL)
Parti démocrate (PD)

| Parti | Parti                                                    | Conseillers | Statut     |
| ----- | -------------------------------------------------------- | ----------- | ---------- |
|       | Forum démocratique des Allemands de Roumanie (FDGR/DFDR) | 12          | Majorité   |
|       | Parti national libéral (PNL)                             | 5           | Majorité   |
|       | Parti social-démocrate (PSD)                             | 6           | Opposition |

## Voies de communication

### Liaisons aériennes

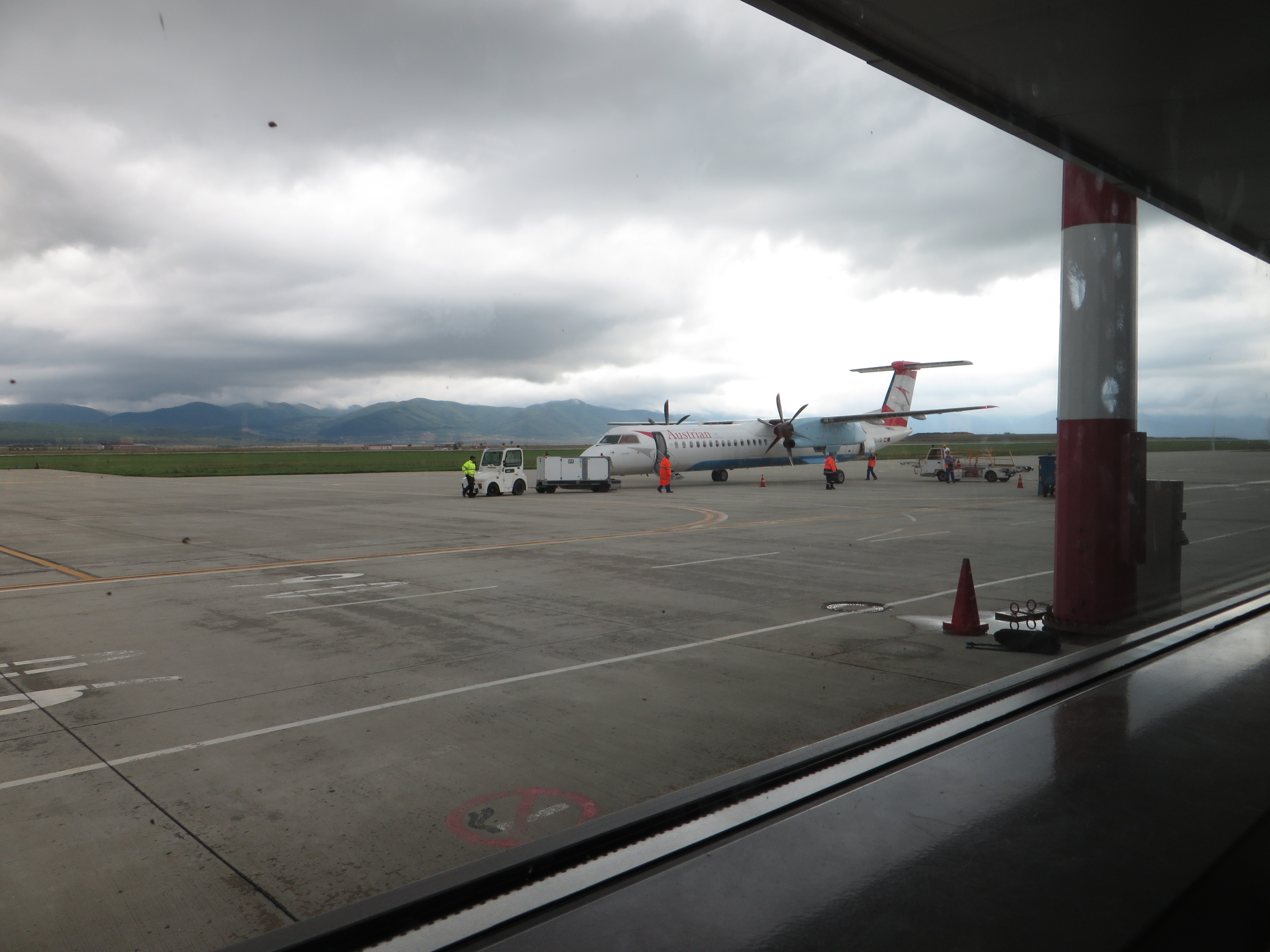
Aéroport de Sibiu

La ville dispose d’un aéroport, situé sur la route de Alba Iulia, et d’où partent des vols directs à destination de Vienne, de Munich, de Stuttgart, de Düsseldorf, et de plusieurs villes italiennes et roumaines.
Début 2006, la décision fut prise conjointement par la municipalité de Sibiu et par le conseil de district de Sibiu de considérablement agrandir l’aéroport. L’administration du district n’a cessé depuis lors de propulser énergiquement ce projet de développement de l’aéroport, avec le soutien notamment de la Banque européenne d'investissement. Celle-ci a octroyé un crédit de 40 millions d’euros pour l’allongement de la piste d’envol, le renforcement de la sécurité, la construction d’un terminal et l’augmentation du nombre de places de stationnement.

#### Transports en commun

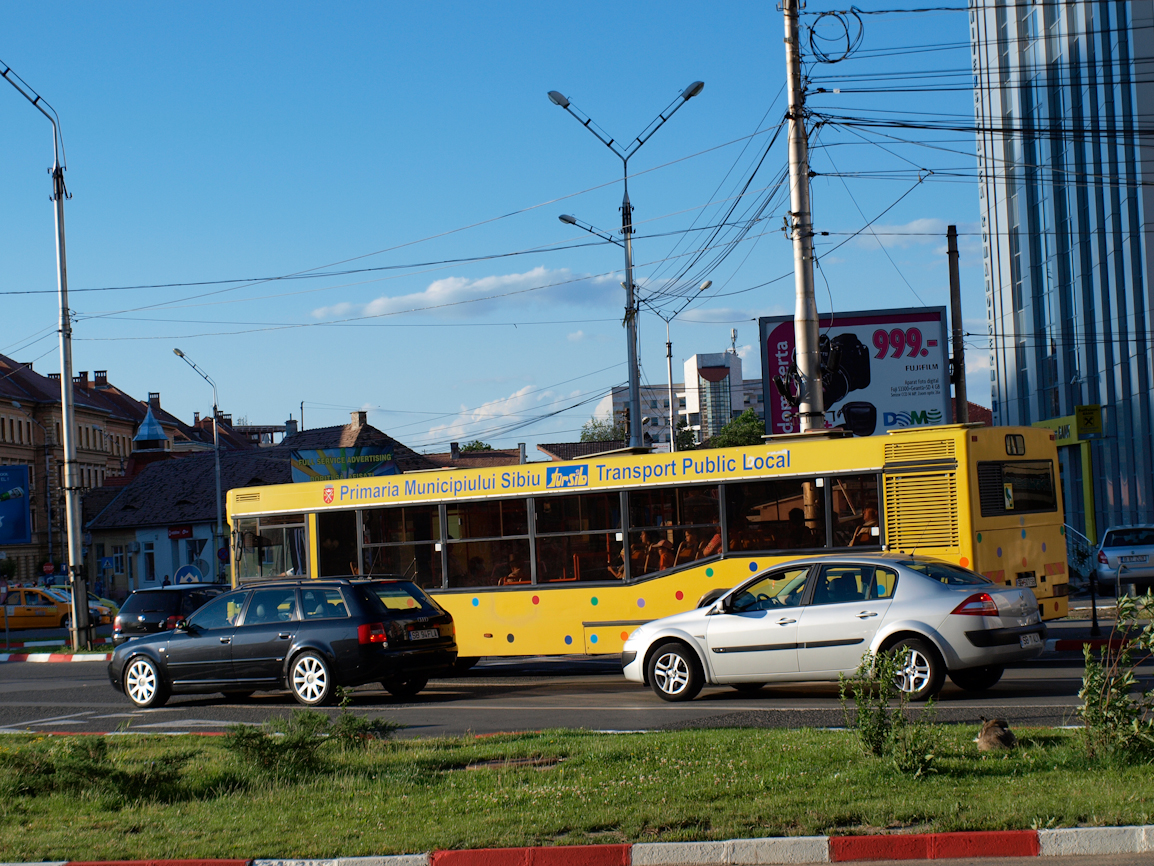
Transport public à Sibiu.

Le réseau de transport public de Sibiu est composé de 20 lignes de bus exploitées par la compagnie de transport locale, Tursib, gérée par la municipalité. Il existe 3 lignes de bus principales, les lignes 1, 2 et 5, où les stations sont desservies toutes les 10 minutes. Les lignes 10, 11, 12, 13, 14, 15, 16, 17, 18 ont une fréquence d'un départ toutes les 20 minutes.
La société de transport possède un parc de 84 autobus, 4 minibus, ainsi que de 3 tramways pour desservir Rășinari. Les transports en commun représentent 41 % des déplacements effectués dans la ville de Sibiu.

### Liaisons ferroviaires
Le raccordement de Sibiu au réseau ferroviaire apparaît moins favorable. La voie ferrée reliant Vințu de Jos à Brașov, qui dessert aussi la ville de Sibiu, n’est pas électrifiée, pas davantage que la liaison Sibiu — Mediaș.

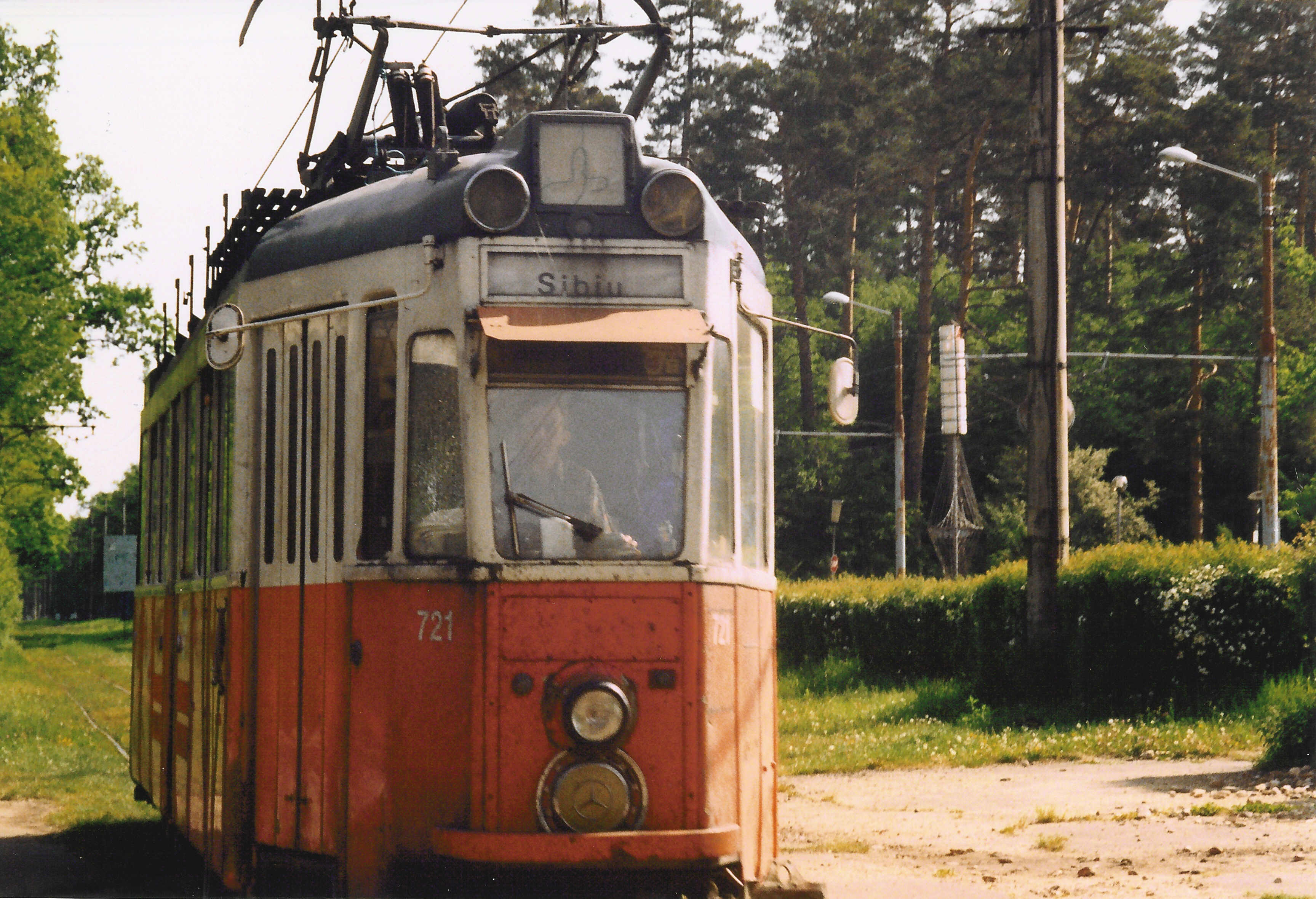
Le « Fromage Express » nom familier du tram assurant la liaison entre Sibiu et la petite ville de Rășinari, d'où les producteurs de fromages de montagne comme le Burduf descendent en ville.

Jadis, une ligne ferroviaire à voie étroite (la Wusch) reliait Sibiu à Sighișoara par la vallée du Hârtibaciu (Valea Hârtibaciului, en allemand Harbachtal). Cependant, après une période où, à partir des années 1960, le service n’était déjà plus assuré par ce tortillard au-delà de la ville d’Agnita, les Chemins de Fer roumains (CFR) prirent finalement la décision d’en cesser tout à fait l’exploitation.
Un tramway fait plusieurs fois par jour le trajet de 8 km entre Sibiu et Rășinari, petite localité située au pied des Carpates. Cette ligne est appelée familièrement « Fromage express », par allusion à l’activité professionnelle de beaucoup des habitants de la Mărginimea Sibiului (nom qu’on pourrait, un peu librement, traduire par « arrière-pays de Sibiu »), région au sud-ouest de Sibiu, dans laquelle se trouve Rășinari. Il existe par ailleurs, pour remplacer le réseau de trams, supprimé en 1983, plusieurs lignes de trolleybus, notamment à destination de l’aéroport.

### Réseau routier

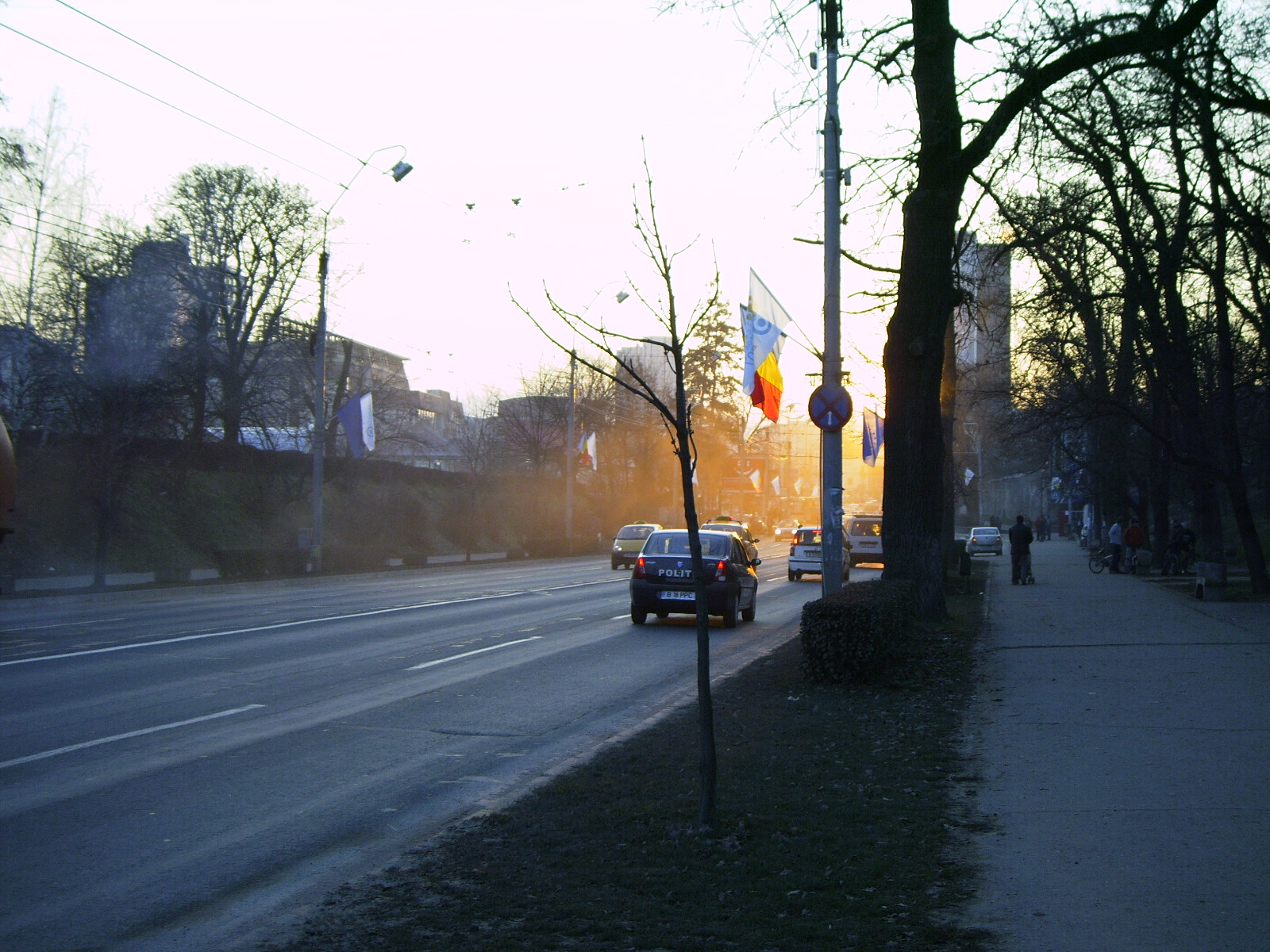
Le boulevard Corneliu Coposu dans le centre-ville.

Grâce aux autoroutes européennes E68 (Route nationale 1) et E81 (route nationale 7), Sibiu est bien raccordé au réseau routier international. Venant de la direction de Deva, à l'Ouest, ces autoroutes traversent l’agglomération de Sibiu pour se séparer, au sud de la ville, en deux branches, l’une prenant la direction est vers Brașov (E 68/N1), et l’autre se dirigeant vers le sud, à travers les Carpates méridionales, par le col de la Tour rouge, pour desservir la Valachie et Bucarest (E 81/N7). Une autre liaison routière importante est la nationale 14 vers le Nord, en direction de Mediaș et de Sighișoara. Une large rocade autoroutière, appelée à s’insérer ensuite dans l’axe autoroutier A1, a été ouverte au trafic le 1er décembre 2010. Des voies express fortement sollicitées par une circulation de transit de plus en plus intense relient la ceinture périphérique de Sibiu à Făgăraș (en direction de Brașov) et à Deva (en direction de Arad et de la Hongrie, par la vallée de la rivière Mureș).

## Monuments historiques

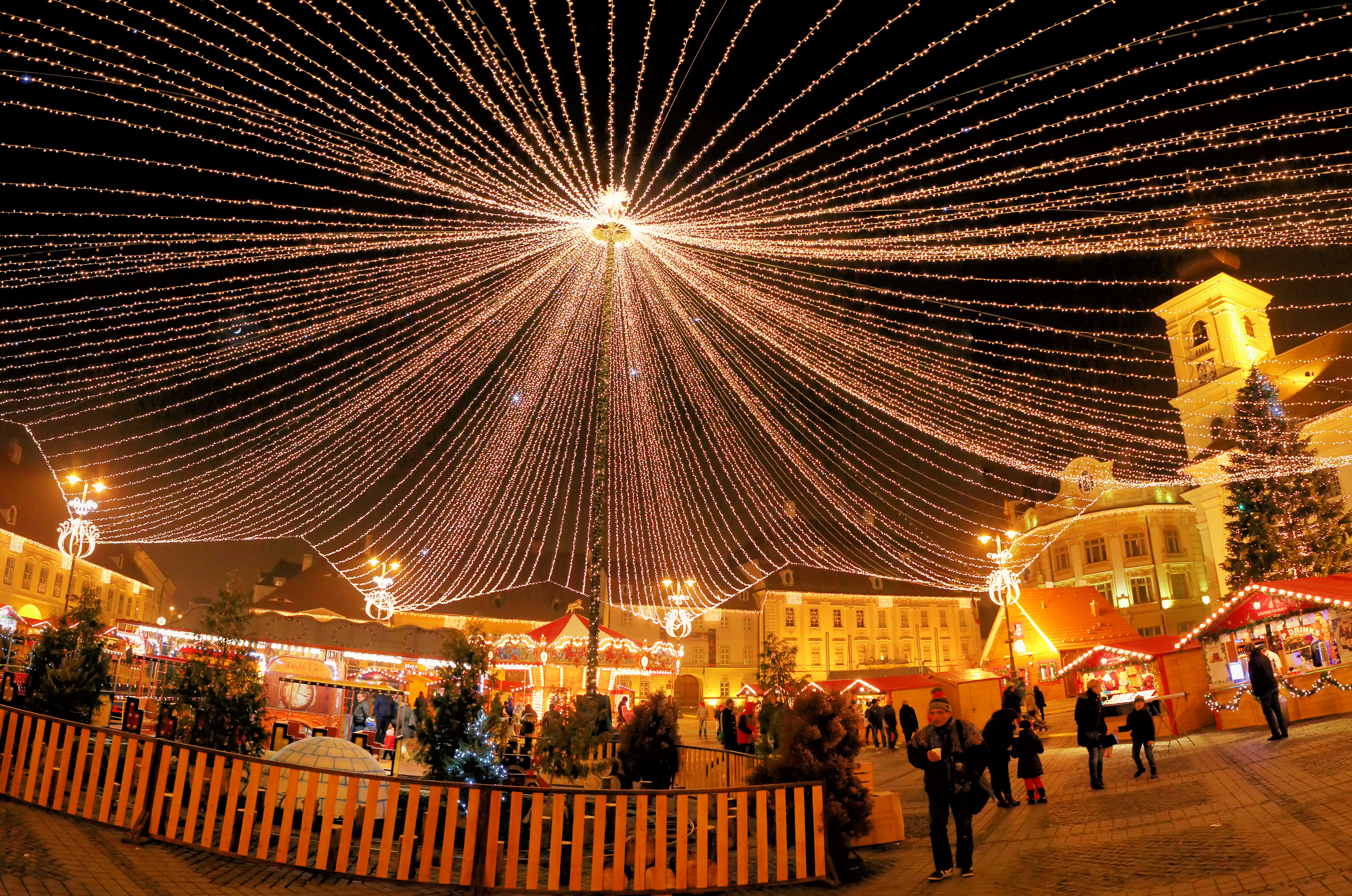
Marché de Noël sur la Grande Place.

La ville de Sibiu et ses environs sont assurément parmi les lieux les plus visités de toute la Roumanie. Elle est, à juste titre, considérée comme une des villes historiques les plus belles et les mieux préservées, non seulement de toute la Roumanie, mais aussi d’Europe. La vieille cité fortifiée de Hermannstadt fut épargnée par la Seconde Guerre mondiale, et, miraculeusement, échappa aux malencontreuses interventions urbanistiques du régime de Ceaușescu (sans doute était-elle jugée trop petite pour servir de vitrine du communisme, et de plus, le fils du Conducător, Nicolae 'Nicu' Ceaușescu, avait des responsabilités dans la ville et aimait à y séjourner). Sibiu offre, sur une superficie totale ne dépassant pas les 80 hectares, une riche palette de monuments de l’architecture médiévale, Renaissance et baroque, et a su conserver l’esprit et l’atmosphère des siècles révolus. Le centre historique est depuis 2004 en instance de reconnaissance par l’UNESCO au titre de patrimoine mondial.
Sibiu peut se prévaloir d’un ensemble de musées de grand intérêt, organisés en une douzaine d’institutions, qui soit détiennent des collections d’art et de peinture, soit se consacrent aux arts décoratifs, à l’archéologie, à l’anthropologie, à l’histoire, à l’archéologie industrielle, à l’histoire des arts et métiers, ou aux sciences naturelles.
La ville est située à proximité des monts Făgăraș, paradis des randonneurs, et de la populaire station de sports d’hiver de Păltiniş. De plus, elle se trouve au cœur des anciennes communautés saxonnes de Transylvanie, connues entre autres pour leurs églises fortifiées (en allemand, Wehrkirchen).

### La ville basse

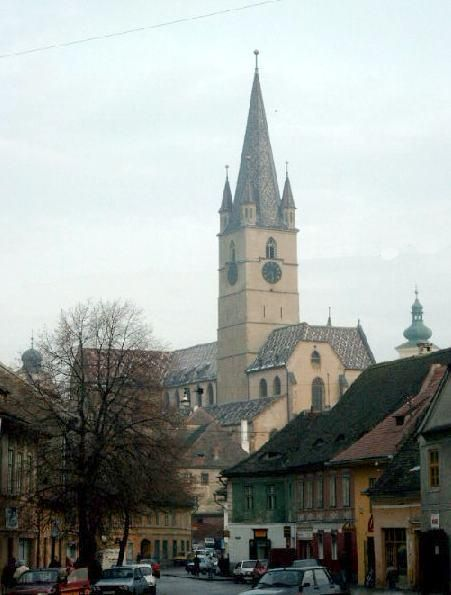
La cathédrale évangélique vue de la ville basse. La placette à l'avant-plan est la Piață Coroană. Plus au loin, à gauche, entre les branchages de l'arbre, on distingue le bulbe de la tour du Conseil, à droite, celui de l'église catholique.

La ville basse (Orașul de jos, en allemand Unterstadt), qui correspond à la zone entre la rivière Cibin à l'Ouest et le bord d’un plateau en contre-haut à l'Est, s’est développée parallèlement avec la première enceinte fortifiée. Celle-ci, sacrifiée au développement industriel et à l’urbanisme moderne à la fin du XIXe siècle, n’a laissé dans la ville basse aucun vestige visible. Seules deux tours de fortification subsistent aujourd’hui, mais elles appartiennent à la quatrième enceinte (voir ci-dessous), et furent édifiées au milieu du XVIe siècle.
De façon un peu inattendue pour une cité médiévale, les rues apparaissent plutôt longues et larges, alternant avec de petites places. Les maisons à deux étages et à vaste toiture, d’une architecture assez rustique, dotées d’un portail donnant accès à une cour intérieure, sont caractéristiques de ce quartier. Cependant, la ville basse comprend 18 bâtiments ayant conservé des éléments médiévaux du XVe au XVIIe siècle ; ces bâtiments sont pour la plupart situés dans les rues du 9-Mai (strada 9 mai) et d’Ocna (strada Ocnei).
La strada 9 mai, la plus ancienne des rues de la ville, anciennement Elisabethgasse, possède 7 immeubles classés monument historique, le plus important desquels est sis au no 43, une maison du XVIe siècle.
La place Dragoner, à l’intersection de la rue du 9-Mai et de la rue d'Ocna, peut être considéré comme le centre de la ville basse ; jusqu’en 1976 se dressait en son milieu un édifice baroque et néo-classique, de 1800, qui autrefois hébergeait le siège des dragons autrichiens.
La strada Ocnei, autre artère importante de la vieille ville, qui part de la porte d’Ocna (Poartă Ocnei), au Nord, et débouche dans la Petite Place, aligne plusieurs maisons anciennes: celle sise au no 3, anciennement auberge de l’Agneau blanc (Mielul Alb), date du XVe siècle, quoique remaniée ultérieurement ; celle portant le no 22, datant des XIVe – XVe siècles, est une des maisons les plus anciennes de Sibiu.
Le pittoresque Pasajul Aurarilor (passage des Orpailleurs, Fingerlingsstiege), qui fait la jonction entre la Piață Aurarilor (place des Orfèvres, nommée Fingerlingsplatz jusqu’en 1947) et la Petite Place (Piață Mică, en allemand Kleiner Ring) et se termine par un escalier, est un des lieux les plus romantiques de Sibiu. Il est bordé de plusieurs maisons du XVIe siècle. Dans la cour de l’immeuble no 5 (XVIe – XVIIIe siècle) on peut observer un fragment de muraille de la troisième enceinte de fortification (v. ci-dessous); en face, à gauche, se trouve la partie inférieure d’une tour de fortification (XIIIe siècle) qui appartenait à la deuxième enceinte, et que quelques maisons sur la Petite Place ont également intégrée.

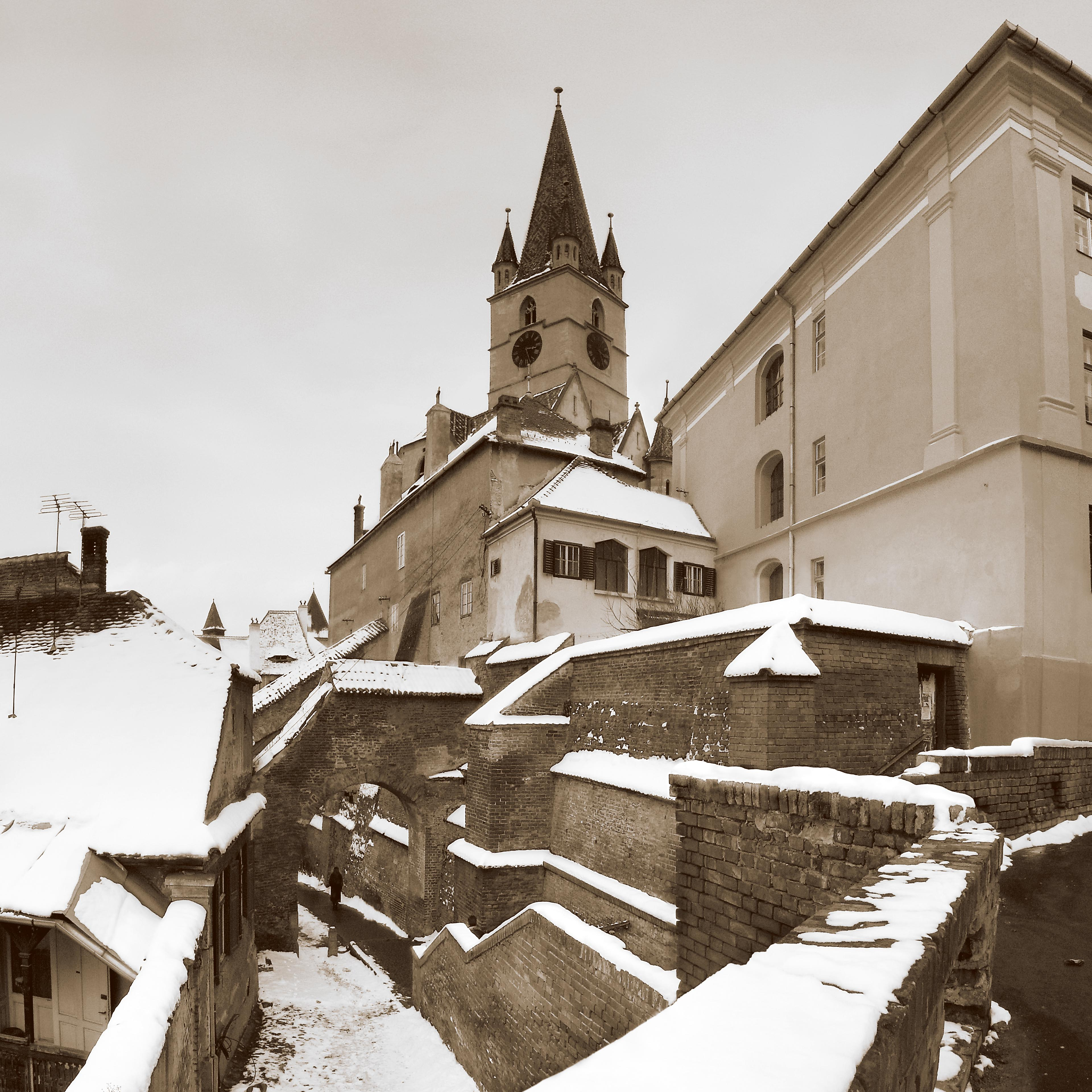
Pasajul Scarilor (littéralement « passage des Escaliers », en allemand Sagstiege), une des pittoresques ruelles en pente et à escaliers qui font communiquer ville basse et ville haute. À l'arrière-plan au centre, l'église évangélique; à droite, le collège Brukenthal ; au loin à gauche, on distingue le comble du petit clocher de l'église de l'Asile (Biserică Azilului).

On trouve d’autres maisons anciennes sur la strada Nouă (rue Neuve, en allemand Neugasse), où a été conservé le groupe de maisons anciennes le plus homogène de la ville, et sur la strada Turnului (rue de la Tour), où les immeubles ont conservé, en dépit de changements subis par leurs façades au XIXe siècle, leur volumétrie d’origine.
La Piață Armelor est dominée par le bâtiment de l’arsenal, dont l’existence est attestée pour la première fois en 1427, et qui fit fonction, tour à tour, d’auberge, d’arsenal et de caserne militaire. La partie la plus ancienne est côté Nord ; au Nord-Ouest a été intégrée une tour de fortification de 1457 ayant fait partie de la quatrième enceinte.
Dans la strada Azilului (rue de l’Asile, Spitalsgasse) se dressent l’église de l’Asile (Biserică Azilului, allemand Spitalskirche) et l’hospice de vieillards (Azilul de bătrâni), mentionnés pour la première fois dans une charte de 1292, lorsque l’église de l’Ordre du Saint-Esprit entreprit de fonder ici le premier hospice pour malades et nécessiteux de Sibiu/Hermannstadt. L’actuelle église de l’Asile, dont la première mention remonte à 1292, fut érigée sur les fondations d’une église romane, est un édifice composite gothique et baroque, résultat de remaniements s’échelonnant sur plusieurs siècles, jusqu’en 1760, date à laquelle elle fut transformée en église à nef unique. Elle est dotée d’un petit clocher en bois. Par un long passage voûté l’on parvient à une cour intérieure qu’enserre un vestige du tronçon sud de la haute muraille de fortification.

### La ville haute
La ville haute (Orașul de sus, en allemand Oberstadt) est depuis l’époque moderne le centre névralgique de Sibiu, et en concentre la plupart des monuments et curiosités. Elle s’articule autour de ses trois places historiques; la Piață Huet (littéralement « la toute petite place », la plus ancienne), la Petite Place, et la Grande Place, d’ailleurs fort peu éloignées les unes des autres.

#### La Grand Place

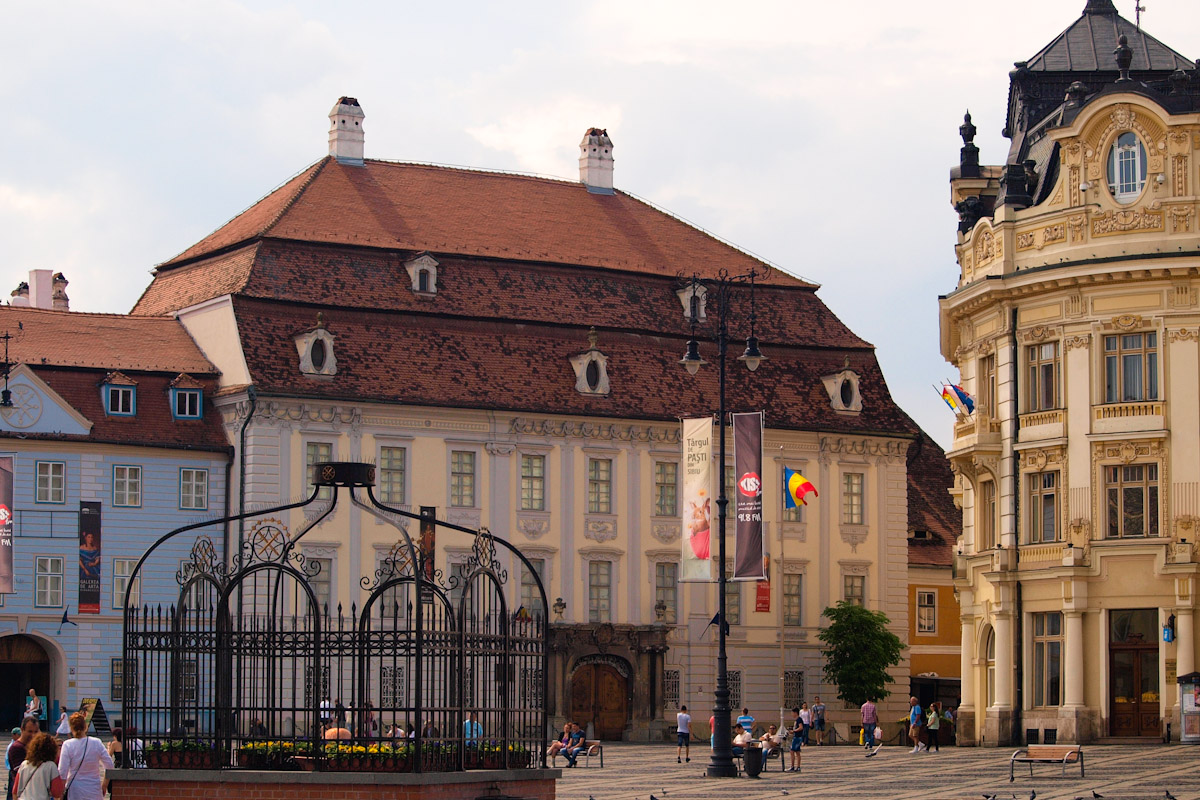
Le palais Brukenthal. À gauche, la Maison Bleue ; à droite, l'hôtel de ville.

La Grand Place (Piața Mare, allemand Großer Ring) est, comme son nom l’indique, la plus vaste des places de la ville, et en est le point central depuis le XVIe siècle. Mesurant 142 mètres de long et 93 de large, elle est du reste une des plus grandes de toute la Transylvanie.
Les flancs sud et est de la place sont occupés par des maisons à deux ou trois étages, dont les combles sont percés de lucarnes en forme d’amande avec en leur centre de petites fenêtres, qui les font ressembler à des yeux, d’où leur nom de « yeux de Sibiu » ou « yeux de la ville » (ochii orașului). La plupart de ces maisons datent du XVIIe au XIXe siècle et sont de style baroque.
À l’angle Nord-Ouest de la place se dresse le palais Brukenthal, un des monuments baroques les plus importants de Roumanie. Érigé entre 1777 et 1787, il servit de résidence principale au gouverneur de Transylvanie, Samuel von Brukenthal. Actuellement, il héberge la majeure partie du fonds du musée national Brukenthal (fondé en 1817), le reste des collections étant dispersé sur plusieurs autres sites.

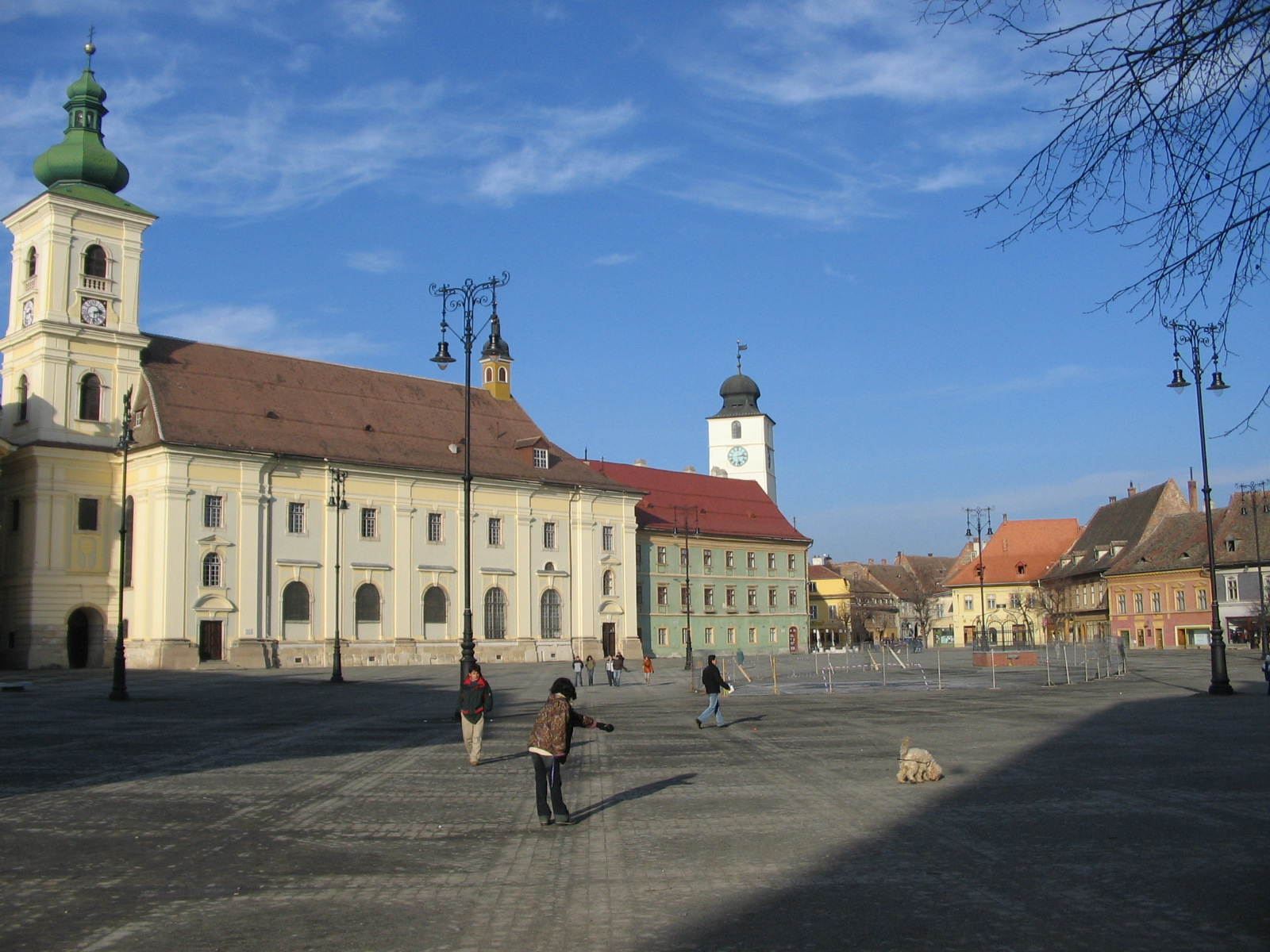
Grande place : l'église catholique.

L’église catholique (dite aussi «église des Jésuites», car c’est là qu’autrefois les jésuites de Sibiu avaient leur résidence et collège se dresse, flanquée de ses dépendances, du côté Nord de la place. Cette église baroque, à nef carrée, édifiée par les Jésuites après la conquête de la Transylvanie par l’Autriche, fut consacrée en 1733. Le campanile à l’Ouest, achevé en 1738, est en fait détaché de la nef. À l’intérieur, les pilastres qui supportent les travées surprennent par leur caractère massif. Elle fut restaurée dans les années 1971 à 1975, les peintures entre 1977 et 1978.

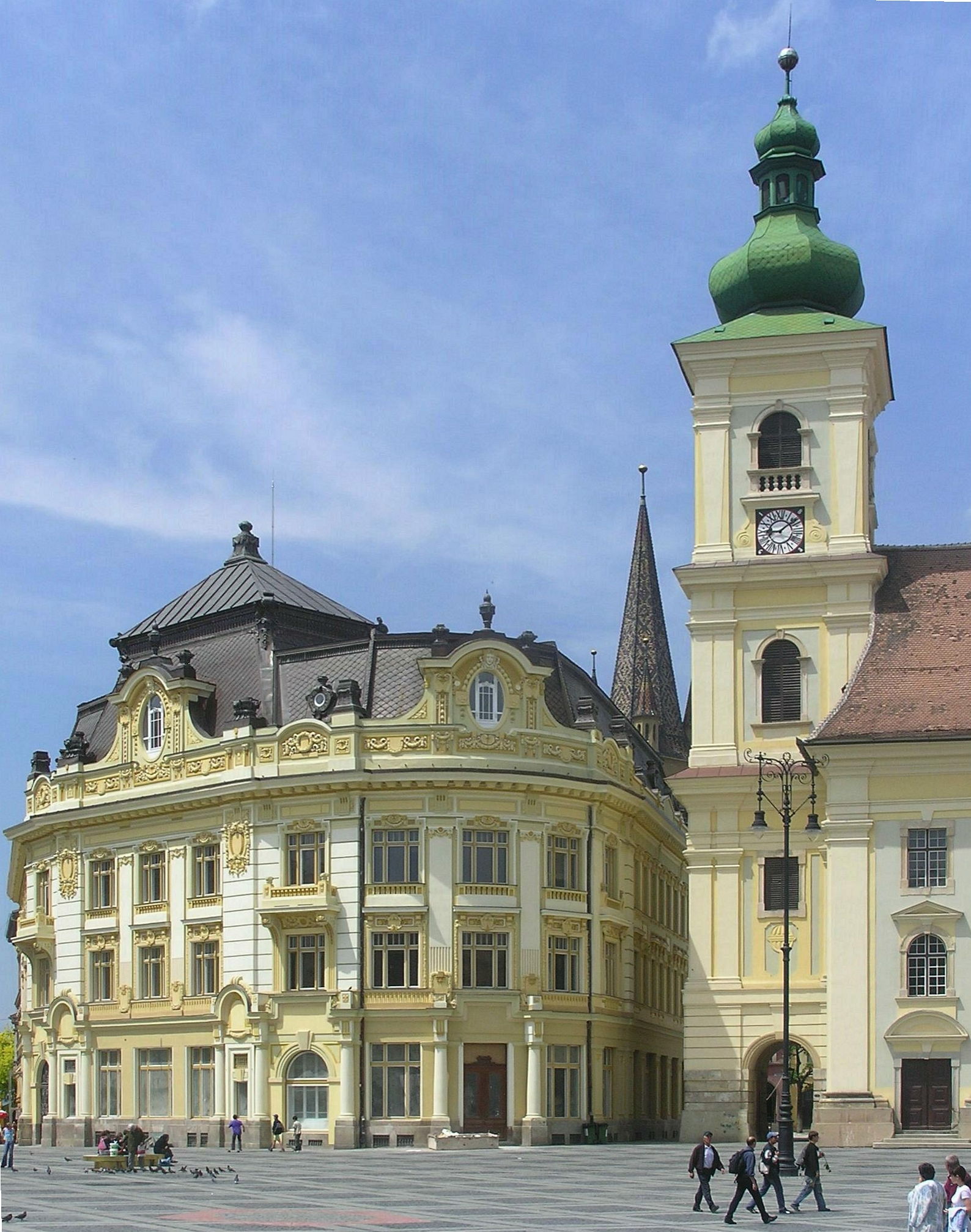
Grand Place : hôtel de ville (à gauche) et clocher de l'église catholique (à droite).

Le bâtiment néo-rococo à l’angle ouest de la place fut édifié en 1906 pour être le siège de la Grundkreditbank. Il fut fortement controversé en son temps, car venant s’intercaler entre deux autres édifices importants datant de la période baroque: l’église catholique et le palais Brukenthal. Depuis août 2006, après des travaux de restauration qui ont duré cinq ans, il fait office d’hôtel de ville et abrite au rez-de-chaussée également l’office de tourisme. Il présente la forme d’un fer à cheval, enserrant une cour intérieure couverte, et est localisé de manière à jouxter toutes les trois places historiques à la fois.

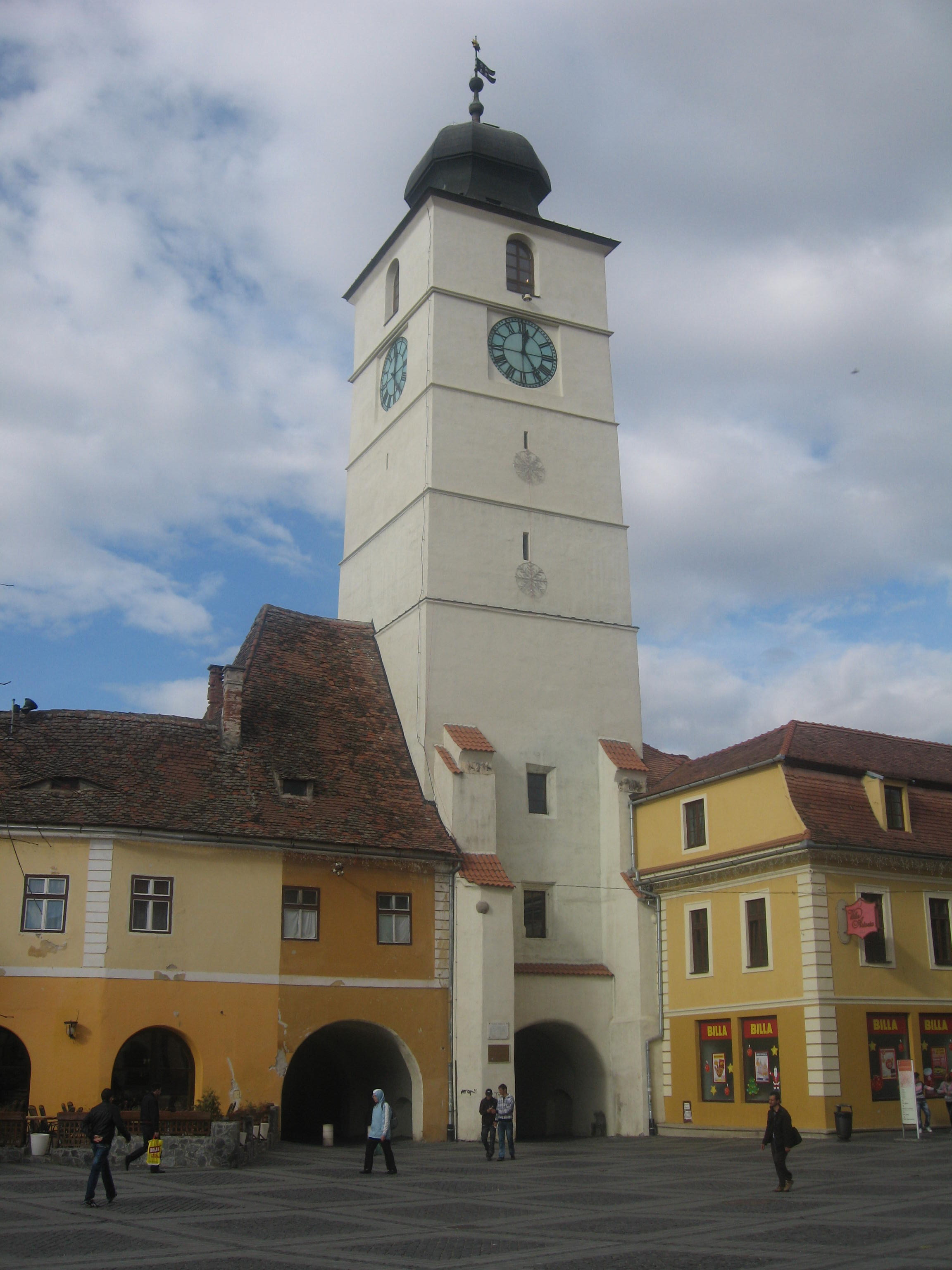
Tour du Conseil, dans l'angle Nord de la Grande Place.

À côté de l’église des Jésuites s’élance la tour du Conseil (Turnul Sfatului, en allemand Ratturm ou Ratsturm). Érigée au XIVe siècle, et mentionnée pour la première fois dans un document de 1370, cette tour blanche est un des monuments les plus connus de la ville, et un de ses symboles. On y entre par une petite porte, laquelle donne accès à un escalier en colimaçon permettant de gravir la tour jusqu’aux étages supérieurs ; ainsi peut-on, à l’avant-dernier étage, observer l’horloge et, au dernier étage, aménagé en salle panoramique, bénéficier d’une vue plongeante sur le centre historique. La naissance de cette tour coïncide probablement avec la construction de la deuxième muraille d’enceinte, c'est-à-dire qu’elle a dû avoir lieu entre 1224 et 1241. Sans doute intégrée dans une porte de cette deuxième enceinte, et ne comportant à l’origine que quatre étages, la tour fut ensuite remaniée plusieurs fois au fil des siècles. Dans sa forme actuelle, la tour s’élève sur sept étages, se rétrécissant légèrement d’étage en étage. Sur la partie sud de la tour se trouvent encastrés des bas-reliefs représentant deux lions, dont on suppose qu’ils faisaient partie de la tour primitive du XIIIe siècle. La tour fut utilisée de différentes façons : elle servit successivement d’entrepôt à grains, de tour de surveillance des incendies, de prison, et de musée de sciences naturelles au milieu du XVIIIe siècle. Entre 1962 et 1998, elle abrita le département médiéval du musée Brukenthal.
Sa dénomination de tour du Conseil fait référence à l’édifice qui lui est contigu, anciennement hôtel de ville, où avaient coutume de se réunir les membres du conseil municipal, ainsi que l'atteste un document de 1324. Sa forme actuelle est la résultante de plusieurs phases de construction, lors desquelles il fut rehaussé et incorporé dans tout un ensemble d’immeubles; de la construction originelle ne subsiste que le noyau central jusqu’au premier étage. Sous le bâtiment a été aménagé un passage entre la Grande Place et la Petite Place.
Parmi les demeures patriciennes de la Grand Place, il convient de citer :
Tout à côté du palais Brukenthal se trouve la Maison bleue (en allemand Blaues Stadthaus, dénomination datant de l’année 1819), demeure baroque du XVIIIe siècle, ayant pour trait particulier de porter, peintes sur une de ses façades, les anciennes armoiries de la ville de Sibiu. L’édifice fut entre 1858 et 1862 le siège de la Société des Sciences naturelles (Gesellschaft für Naturwissenschaften) et de l’Académie de Droit (Rechtsakademie), et est actuellement utilisé par le musée Brukenthal, qui y a transporté son Bureau du Patrimoine culturel national, son atelier de restauration, son administration, sa comptabilité, etc. Le principal corps de bâtiment est pourvu, au rez-de-chaussée, d’une maçonnerie en briques d’une respectable épaisseur, savoir 120 cm.
La maison Haller (casa Haller, en allemand Hallerhaus), qui aux alentours de 1475 était propriété de Hyronimus Schneider, changea plusieurs fois de propriétaire, avant que Petrus Haller en fît l’acquisition en 1537 et la maintînt dans sa famille pendant 354 ans. Cette demeure, de style gothique primitif, fut alors transformée par son nouveau propriétaire pour prendre son aspect renaissance actuel.
La porte cochère est délimitée par deux colonnes à chapiteau corinthien, qui soutiennent un arc plein cintre, portant les armoiries de Petrus Haller à son sommet, et surmonté d’un fronton à médaillon. Dans la cour est visible la tour d’habitation, qui a été gardée de l’édifice gothique originel.
La maison Lutsch (Casa Lutsch, allemand Lutschhaus) est aujourd’hui le siège du parti politique Forum démocratique des Allemands de Roumanie (FDGR).

#### La Petite Place

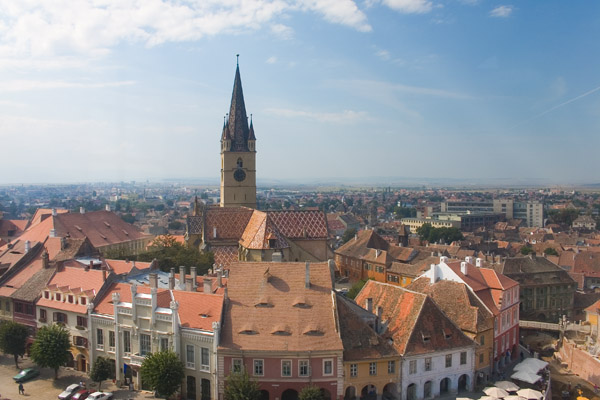
La Petite Place (à l'avant-plan) vue de la tour du Conseil. La façade blanche à gauche appartient à la Casa Hermes. Derrière: la cathédrale évangélique.

La Petite Place (Piață Mică, Kleiner Ring, en allemand) est, ainsi que son nom l’indique, de taille plus petite, et aussi de forme plus oblongue. Une autre caractéristique la signale: la ligne incurvée (convexe) de sa face Nord et est — ligne héritée des contours de la deuxième enceinte, ce en quoi elle se distingue de la Grande Place, dont le plan est à peu près rectangulaire. Au demeurant, son rôle dans la vie citadine actuelle est, en regard de la Grande Place, beaucoup moindre.
Les bâtiments de la Petite Place ne sont pas pourvus, à une exception près, de ces porches massifs, typiques de la Grande Place ou de la rue Balcescu (Str. Balcescu ou Heltauergasse); ce qui caractérise les maisons de la Petite Place sont les galeries voûtées du rez-de-chaussée, ouvertes vers la place et surmontées d’arcs plein-cintre. Sous ces voûtes étaient autrefois exposées les marchandises fabriquées par les artisans qui avaient dans ces maisons leur atelier.
Les bâtiments de cette place, d’assez haute taille, sont pour certains dotés également de ces lucarnes en forme d’amande connues sous le nom d’« yeux de Sibiu ».

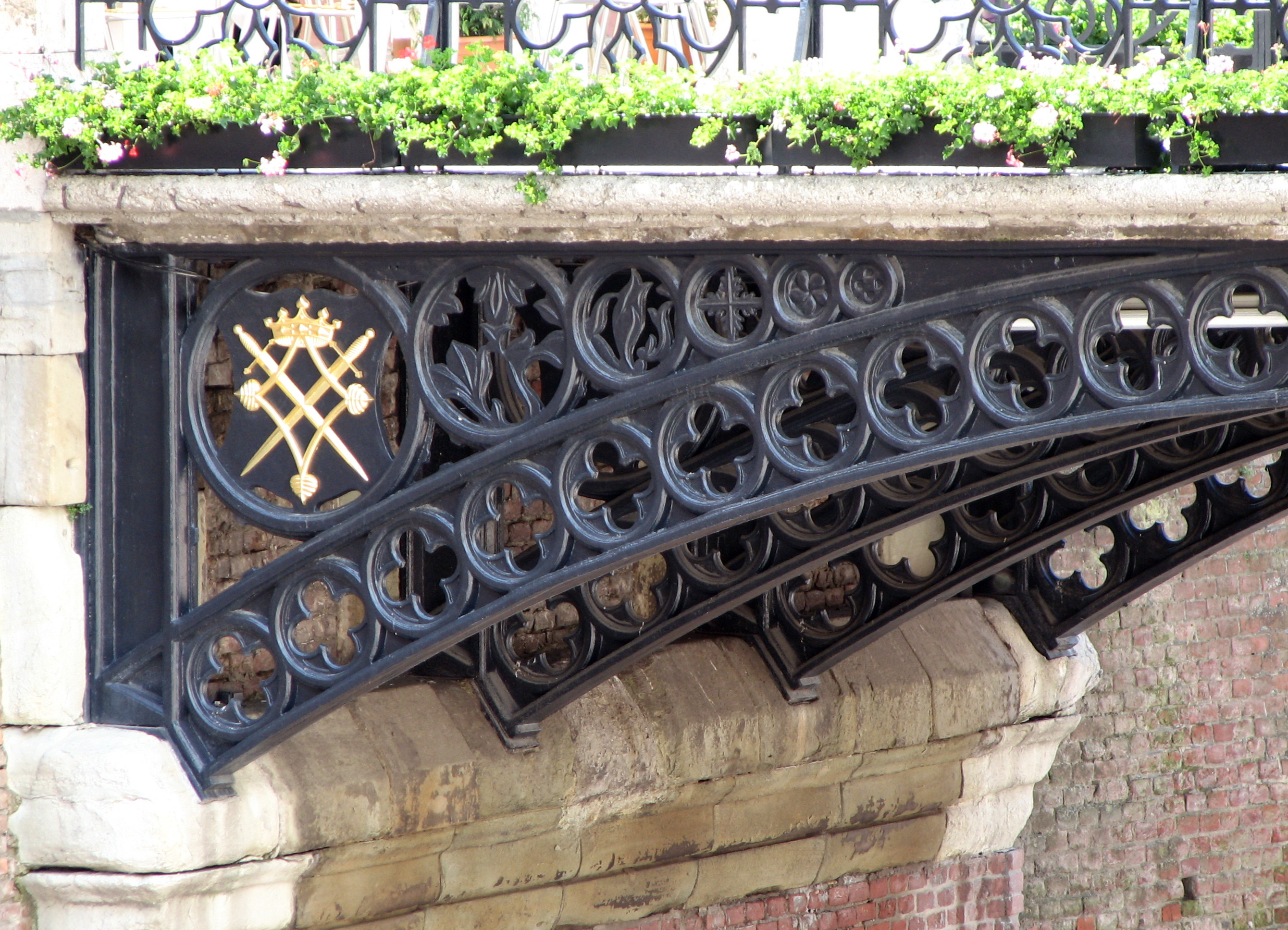
Pont des Mensonges, vue rapprochée de l'armature.

D’étroits passages établissent la communication entre la place et les deux autres places et les rues avoisinantes. La principale voie d’accès à la place, pour qui vient de la Ville basse, est la rue Ocnei (Burgenstraße), laquelle divise la place en deux. Avant de déboucher dans la place, la rue passe sous le pont des Mensonges (Podul Minciunilor, allem. Lügenbrücke), le premier pont en Roumanie à avoir été construit en fonte, et lequel, selon la légende, devrait s’effondrer aussitôt qu’un menteur l’emprunterait. Le pont fut construit après qu’eut été démoli un groupe de maisons qui s’étendait presque jusqu’à la Tour du Conseil et après qu’eut été percée la voie d’accès carrossable venant de la Ville basse (après 1851). Le pont fut achevé en 1859 et inauguré en 1860. Quatre traverses métalliques recourbées et décorées de rosettes constituent les éléments porteurs du pont; au-dessus, des sortes de cerceaux en fer forgé tiennent lieu de tympans. Sur un de ces cerceaux figure le nom du constructeur du pont, « Fredericus Hütte ». Côté sud, les cerceaux les plus grands portent le blason de la ville de Sibiu, et côté Nord, les inscriptions « 1859 » et « Friedrichs Hütte » ; les plus petits sont ornés de rinceaux ou de motifs géométriques de style néogothique. Les quatre piliers de pierre du pont, de robuste construction, portent des réverbères de fonte. Les deux garde-fous métalliques sont subdivisés en huit parties comportant chacune une rosace. Un escalier, le Burgerstiege, parallèle à la Strada Ocnei (Burgergasse), descend du pont des Mensonges vers la ville basse.

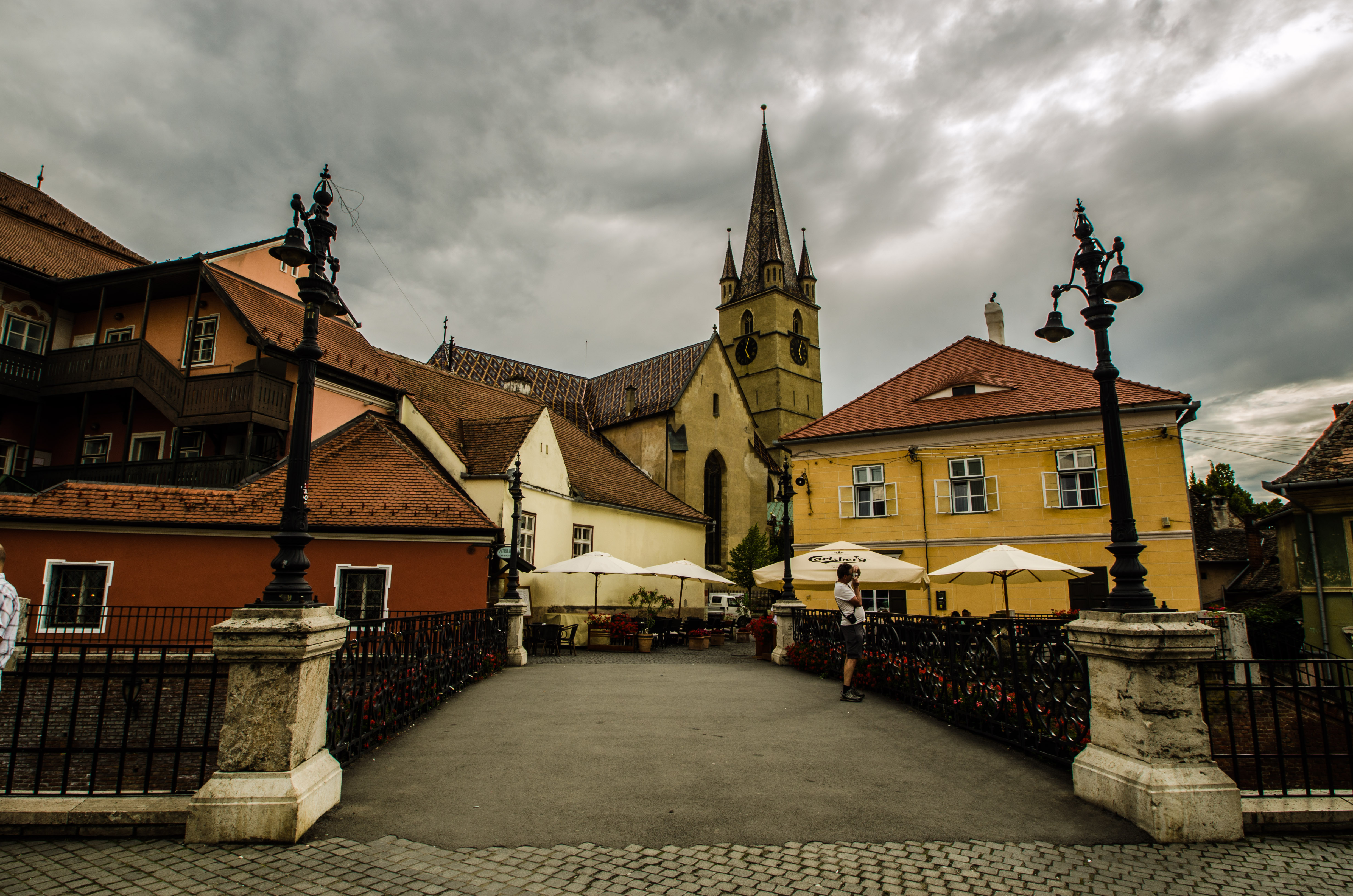
Pont des Mensonges et l'église évangélique en arrière-plan.

À droite de ce pont s’élève ce qui peut passer pour un autre symbole de la ville, la « Maison des Arts » (Casa Artelor, allem. Haus der Künste), édifice attesté dans une charte dès 1370, appartenant à la corporation des bouchers d’abord, aux drapiers ensuite. Il fit au XVIIIe siècle office d’entrepôt à grains, et tint lieu durant une brève période en 1765 de salle de théâtre. La façade principale est rythmée par une arcade régulière de 8 arches en plein-cintre, qui reposent sur des colonnes en briques, massives et s’élargissant vers le bas, et auxquelles répondent huit fenêtres au premier étage (et cinq « yeux » dans la toiture). Sur la façade est apposée, au centre d’un médaillon rond, un bas-relief représentant les armes de la ville en date de 1787, année d’une restauration; pour le reste, hormis l’encadrement des fenêtres et la corniche, aucun élément décoratif ne vient briser la sobriété de cet édifice. Le rez-de-chaussée se compose de onze salles semi-cylindriques voûtées, destinées à l’origine au commerce et accessibles par la galerie. L’étage est occupé par une seule et grande salle percée de fenêtres sur ses quatre faces.
La Maison rouge sise à gauche du pont est la « maison de Luxembourg », bâtiment de style baroque à quatre étages, anciennement siège de la guilde des orfèvres, aujourd’hui aménagé en auberge.
Le flanc Nord de la Petite Place est dominé à gauche par la maison portant le numéro 11, dénommée de nos jours « Casa Hermes », mais originellement Gewerbevereinsgebäude. Elle fut érigée entre 1865 et 1867 comme siège administratif du Gewerbeverein (qu'on pourrait traduire par chambre de commerce et d'industrie), et héberge maintenant le musée d’ethnologie Franz Binder, lequel fut ouvert en 1990 et fait partie de l'ensemble muséal ASTRA.

Vue panoramique de la Petite Place. On aperçoit, de gauche à droite: le musée de Pharmacie (maison à arcades, au crépi bleu pâle, en partie dissimulée par un arbre, et portant la mention 'hostel') ; la tour du Conseil (avec l'horloge) ; nef et clocher de l'église catholique ; l'hôtel de ville ; la maison de Luxembourg (façade rouge) ; juste derrière : le clocher de l'église évangélique ; le pont des Mensonges, enjambant la tranchée de la Str. Ocnei, et dont on distingue le parapet ; les arcades de la maison des Arts (avec médaillon aux armes de Sibiu). Remarquez à gauche la présence, dans quelques toitures, de ces lucarnes d'un type particulier, dites « yeux de Sibiu ».

#### La place Huet
La place se situe sur l’emplacement de la première enceinte fortifiée de Sibiu/Hermannstadt. La place à proprement parler remonte à la fin du XIIe siècle, l’existence d’une prévôté en l’an 1191 représentant en effet un point de repère ante quem pour la datation du périmètre de la place actuelle. Les bâtiments purent être construits sur la ligne de la première enceinte dès lors que ces ouvrages de fortification eurent été privés de leur utilité pratique, c'est-à-dire au début de la seconde moitié du XIVe siècle, après qu’eut été achevée la muraille englobant l’ensemble de la ville haute (troisième enceinte). Les bâtiments situés aux alentours de la cathédrale évangélique, parmi lesquels bon nombre sont d’importants témoins culturels, furent construits entre le XVe et le XVIIIe siècle. Les plus importants sont la maison paroissiale, la Sagturm et le lycée Brukenthal.

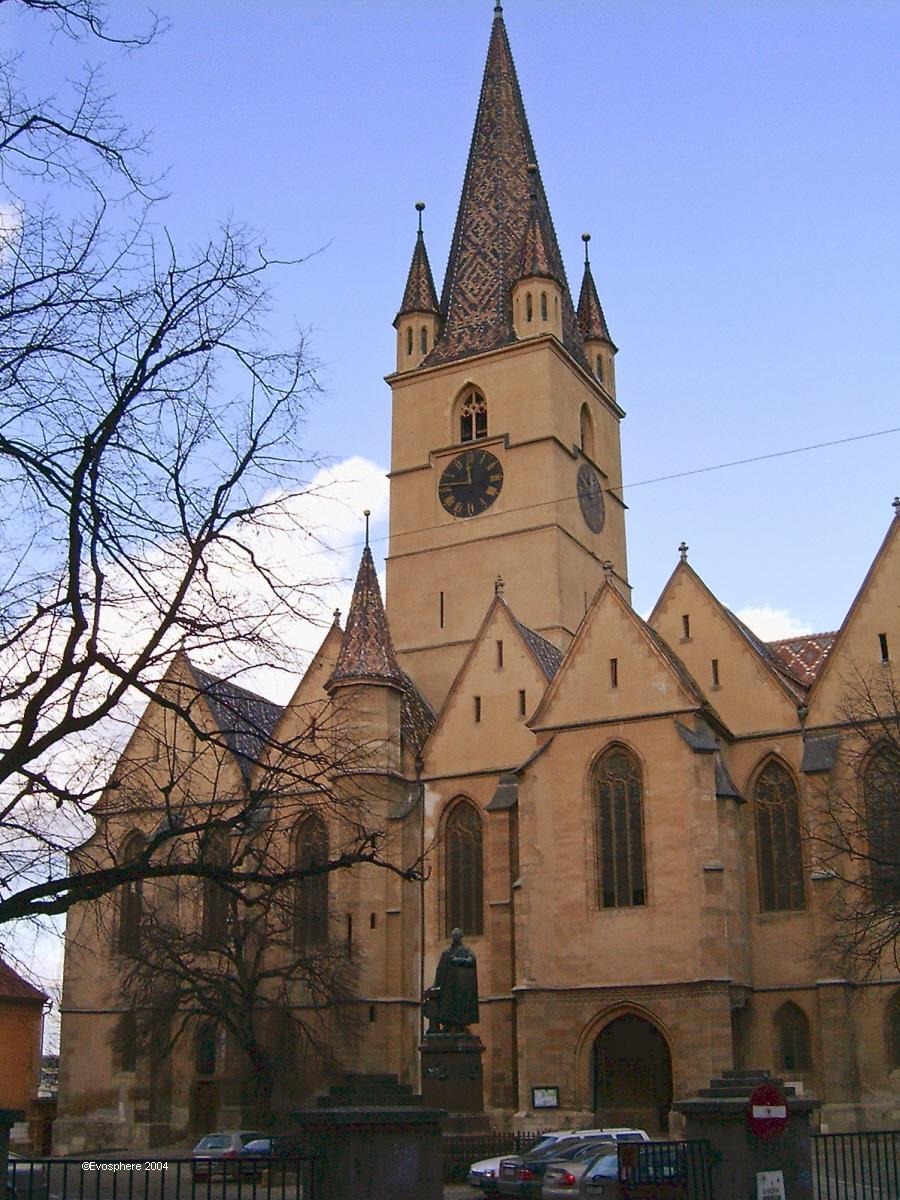
Face sud de l'église évangélique, avec le monument à l'évêque Teutsch.

La place cependant est dominée par la cathédrale évangélique (allemand Evangelische Stadtpfarrkirche), construite au XIVe siècle en lieu et place d’une église romane antérieure. Elle se compose d’un chœur polygonal à trois travées, flanqué au Nord par une sacristie ; lui font suite, vers l’Ouest, un transept puis une nef centrale et deux nefs latérales ; plus à l’Ouest encore s’élance le massif clocher, enserré dans un narthex, lequel se compose également de trois nefs. La partie la plus ancienne de l’édifice est le chœur, mentionné dans un document de 1371.
À l’origine, l’église était une basilique gothique avec transept et sacristie, dont les nefs latérales n’étaient que moitié aussi hautes que la nef centrale. Lors d’une deuxième phase de construction en 1424, la nef centrale fut exhaussée et les nefs latérales élargies. En 1448, l’on procéda à un agrandissement côté ouest, par l’adjonction d’un narthex, connu sous le nom de ferula. En l’an 1474 et suivants, l’on entreprit subitement de remanier profondément le flanc sud de l’église, après qu’il eut été décidé de transformer l’église en une église-halle (Hallenkirche), c'est-à-dire de faire en sorte que la nef centrale et les nefs latérales soient de même hauteur. Seuls les murs extérieurs sud, cependant, furent rehaussés, ce qui rendit l’église asymétrique et donna lieu, côté sud, à la création d’une galerie courant du narthex au transept.
Le clocher fut achevé en 1494. S’élevant sur sept étages et atteignant une hauteur de 73,34 m, il est la tour la plus haute de Transylvanie, et quand on arrive à Sibiu, de quelque direction que l’on vienne, c’est toujours sa silhouette que l’on aperçoit en premier. Il est doté en outre de quatre clochetons d’angle, ce qui est le signe que la ville jouissait du droit de haute justice.
La cathédrale est le siège de l’évêque de l’église nationale évangélique C.A. de Roumanie.
L’église renferme par ailleurs une grande richesse en objets mobiliers et œuvres d’art: autels, orgue de Sauer, peintures (dont une grande fresque de Johannes von Rosenau), fonts baptismaux, statues de bois, etc.
Sur le côté est de la place se dresse la maison paroissiale (casa parohiale, en allemand Pfarrhaus, littéralement 'presbytère'), doté d’un remarquable portail de pierre de style gothique d’Andreas Lapicida, comprenant dans sa partie supérieure une table rectangulaire qui porte son écusson (un lion dressé sur ses pattes de derrière sortant d’une couronne et tenant une croix) et, dans les quatre angles, les effigies du saint tutélaire, de Jean Baptiste, de l’empereur Frédéric et du pape Alexandre VI Borgia. Dans la partie supérieure de la table figure une inscription latine, encadrée d’une moulure qui annonce la Renaissance. La cave voûtée du presbytère date du début du XVe siècle.
Du côté ouest de la place se trouve le lycée Brukenthal, sur l’emplacement d’une ancienne école du XVe siècle.

#### Ailleurs dans la ville haute
L’ancien hôtel de ville (primăria veche, en allemand altes Rathaus, dénommé aussi maison Altemberger), commencé à la fin du XVe siècle, est le plus grand ensemble gothique de Roumanie. L’hôtel particulier construit par le bourgmestre (maire) Thomas Altemberger en constitue le noyau initial; le bâtiment sous sa forme actuelle fut réalisé en plusieurs étapes successives, la partie côté rue datant du XVIIIe siècle, et la face ouest de la cour datant des alentours de 1500; la partie la plus ancienne est la tour d’habitation à quatre niveaux, laquelle remonte à 1470. Transformé en hôtel de ville en 1549, l’édifice a été utilisé comme tel jusqu’en 1948, et abrite aujourd’hui le musée d’Histoire (Muzeul de Istorie, voir ci-dessous).

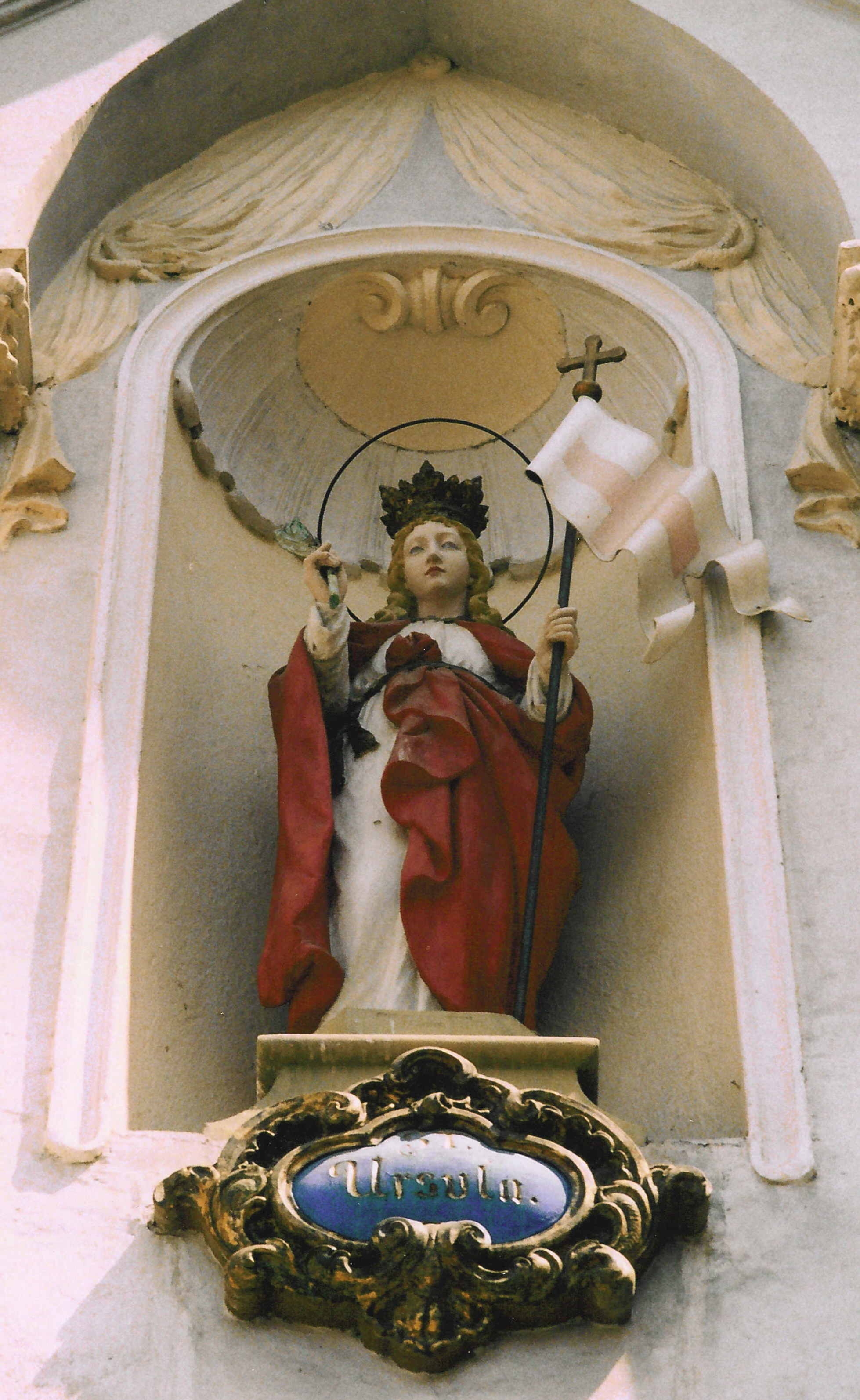
Église des Ursulines : effigie de sainte Ursule.

La communauté réformée, ayant obtenu en 1783 l’autorisation d’édifier un lieu de culte propre, entreprit donc de construire son église réformée (biserică reformată), d’après les plans de l’architecte Samuel Krempels. Inaugurée en 1786, l’église, d’aspect plutôt sobre, présente une étroite façade qui se signale d’abord par un portail simple à encadrement de pierre, ensuite par quatre pilastres soutenant un entablement constitué d’une architrave, d’une frise avec triglyphes et métopes, et d’une corniche à denticules. Au-dessus du fronton enfin se dresse un svelte clocher surmonté d’une flèche. L’intérieur, de facture également fort sobre — sobriété imposée par les préceptes de la religion — offre l’image d’une église-halle avec abside, couverte d’une voûte semi-cylindrique. Les parois sont ornées seulement de pilastres doublés supportant un entablement identique à celui de l’extérieur.
Construite en 1474 à proximité de la porte du sel (Poartă Sarii, en allemand Salztor, porte de la deuxième enceinte), l’église des Ursulines appartint à un couvent dominicain jusqu’en 1543, année où elle passa aux mains des Luthériens, la majeure partie de la population saxonne de Transylvanie ayant alors en effet, à la suite de la Réforme, adopté la religion protestante. L’extérieur de l’église présente de nombreux éléments gothiques, en particulier le portail principal (niche avec l’effigie polychrome de sainte Ursule), les fenêtres et les colonnes.
L’intérieur, gothique à l’origine, fut transformé en intérieur baroque après la reprise de l’édifice par des religieuses ursulines, arrivées là de Bratislava en 1733. Ces mêmes religieuses fondèrent aussi une école de filles et érigèrent près de l’église un couvent à façade baroque, devenu le collège pédagogique Andrei-Saguna. L’église fut nationalisée en 1948, mais depuis 1992 s’y célèbrent les offices de l’Église grecque-catholique roumaine.
La TeutschHaus est un complexe culturel relevant de l'église évangélique saxonne. Au départ, il s'agissait d'un orphelinat évangélique en activité de 1883 à 1947. Depuis sa rétrocession en 1999 à l'église évangélique, il accueille un centre de dialogue et culturel, un musée ainsi que l'église évangélique Sfantul Ioan, lieu réservé aux cérémonies religieuses évangéliques qui peut être visité sur demande.

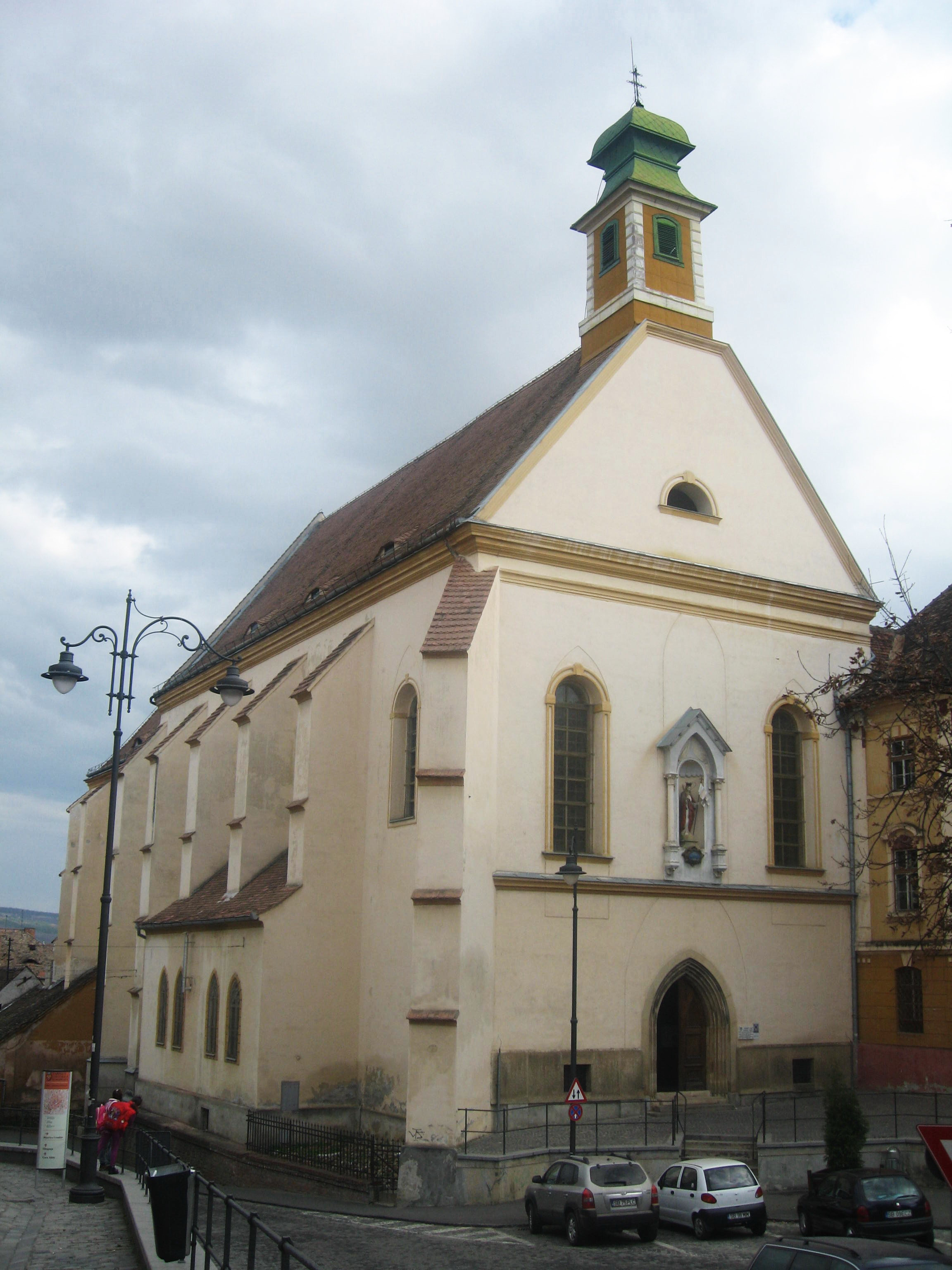
Église des Ursulines.

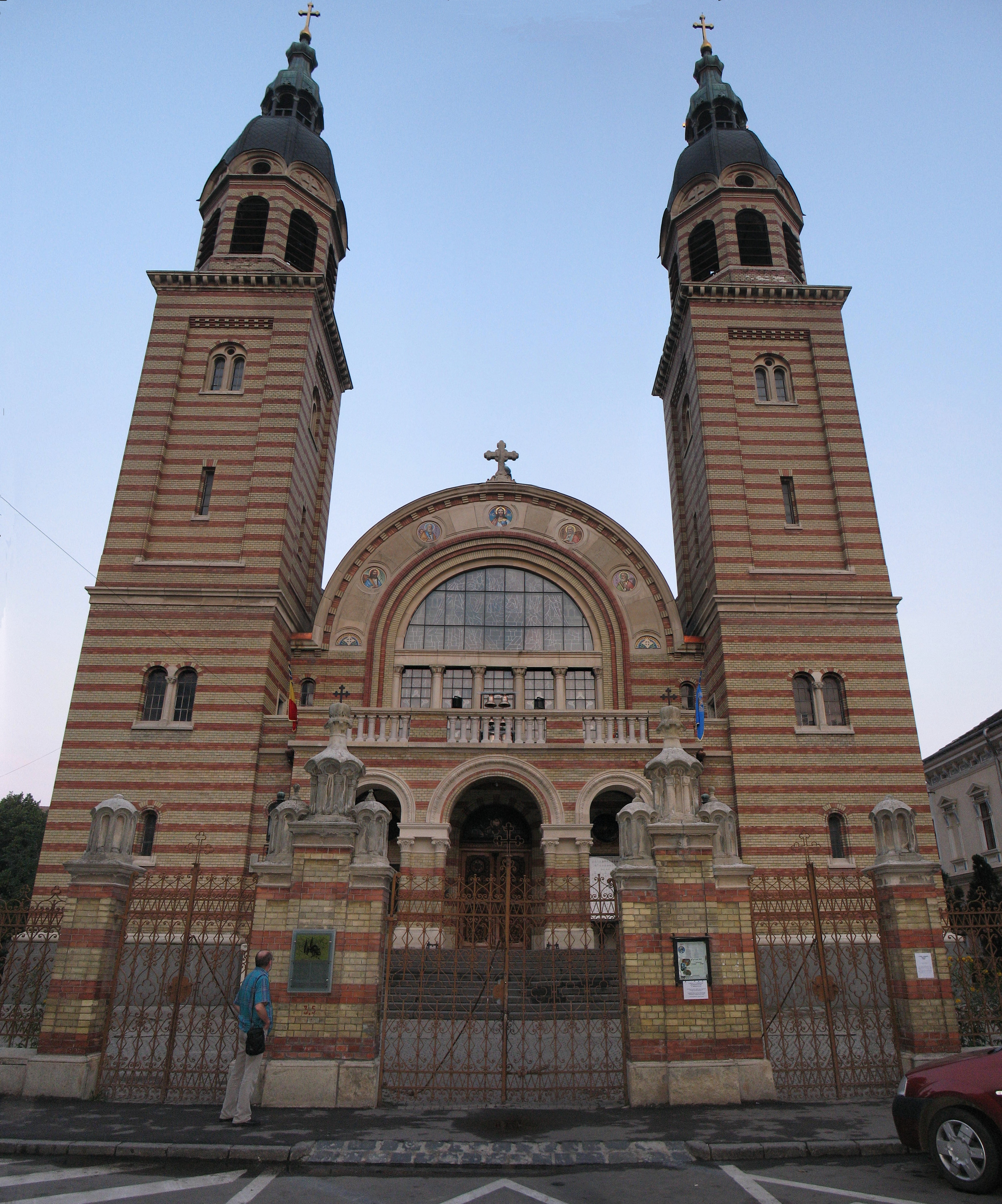
Cathédrale orthodoxe.

La monumentale cathédrale orthodoxe put voir le jour grâce aux fonds collectés dès 1858 par celui qui en conçut l’idée, Andrei Șaguna, évêque et — à partir de 1864 — archevêque métropolitain de l'Église orthodoxe roumaine de Transylvanie. L’empereur autrichien François-Joseph Ier lui-même et le gouverneur de la Transylvanie furent les premiers donateurs. Construite entre 1902 et 1906 sur l’emplacement d’une modeste église plus ancienne, qui dut être démolie, en même temps que quelques maisons qui se trouvaient sur les parcelles acquises à cette fin, l’édifice présente un plan centré, avec un jeu de volumes s’organisant autour de l’espace central de la nef couvert d’une coupole sur pendentifs (ce dernier terme étant à entendre comme: quartiers de voûte soutenant une coupole). La nef est flanquée de volumes hémisphériques et de quatre tours — deux petites, de coupe octogonale, à l’arrière, et deux plus grandes, encadrant le portail d’entrée, de coupe carrée à la base, mais devenant octogonales à hauteur des cloches, et couronnées de deux bulbes superposés et séparés par un lanternon. L’entrée est constituée de trois arcades plein-cintre avec chapiteaux. Derrière et au-dessus de ces arcades se dresse, entre les deux grandes tours, un fronton en demi-cercle, percé d’une fenêtre de même forme, et décoré de médaillons circulaires en mosaïque représentant le Christ et les quatre évangélistes.
Les matériaux choisis pour l’extérieur — briques pressées bichromes pour le parement, et cuivre pour les toits — concourent également à déterminer l’expression architecturale. Aux éléments architecturaux de l’édifice font écho les piliers des grilles d’entrée.
L’intérieur rejoint la tradition byzantine et frappe le visiteur par l’ampleur de la nef. Les pendentifs, peints à l’effigie des quatre évangélistes, la peinture sur l’intrados de la coupole représentant le Christ pantocrator entouré d’anges, ainsi qu’une partie des panneaux, sculptés dans le bois et dorés, de l’iconostase sont de la main d’Octavian Smighelschi (1866-1922, né à Ludus) et d’Artur Coulin (1869-1912), peintre formé à Sibiu.

### Ailleurs dans la ville
La chapelle Sainte-Croix (Capela Sfintei Cruci, située dans le quartier de la gare) et son crucifix ont une histoire remarquable. À l’emplacement de cette chapelle se trouvait autrefois un couvent dominicain de la première moitié du XIIIe siècle. L’histoire du crucifix commence en 1417, lorsque l’artiste autrichien Peter Lantregen sculpte, dans un même bloc de pierre, le calvaire monumental représentant Jésus sur la croix entre Marie et l’apôtre Jean. La croix, haute de 7,30 mètres, se trouvait probablement au-dessus de l’autel de l’église des Dominicains. Le siège de Sibiu/Hermannstadt par les Hongrois au XVIIe siècle a poussé la municipalité de Sibiu à démolir l’église, afin de ne laisser aux assiégeants aucun point d’appui possible, l’église étant en effet sise à proximité, et en dehors, des murailles de défense de la ville. Parallèlement, les dominicains construisirent à l’intérieur des murs un nouveau monastère avec église, l’actuelle église des Ursulines. Le crucifix resta enseveli sous les décombres et les gravats pendant 24 ans. À partir de 1683, après que, sur ordre de la municipalité, l’on eut déblayé les gravats et dégagé le crucifix monolithique, fut édifiée autour du crucifix, au cours des deux siècles suivants, la chapelle telle qu’elle apparaît aujourd’hui.
L’église dîn Groapă (Biserică Din Groapă, littéralement 'dans la fosse'), une des premières églises orthodoxes de Sibiu, fut construite entre 1788 -1789, grâce au financement de la pieuse veuve Stana Hagi Petru Luca. L’édifice dut cependant être rénové peu après par ses descendants, entre 1802 et 1803, après qu’il eut été gravement endommagé par le tremblement de terre du 26 octobre 1802.
En résulta un édifice singulier, petite église à nef unique, dotée, à son extrémité ouest, d’une tour à trois niveaux. Les façades sont plutôt dépouillées, des pilastres à chapiteau dorique en constituant les seuls éléments décoratifs (le parement de briques apparentes, pas très heureuses esthétiquement, qui en couvre l’extérieur a été réalisé après 1990). À l’intérieur, où règne une même sobriété, se remarquent, appliqués à la balustrade de la tribune, les portraits peints à l’huile des trois fondateurs de l’église : Hagi Constantin Popp, Stana Petru Luca et Pauna Constantin. Au début des années 1960, Nicolae Brana (1905-1986), peintre roumain originaire d’un village des environs de Sibiu, fut chargé de redécorer l’intérieur de l’église ; il créa à cet effet quelques œuvres monumentales, notamment un Christ pantocrator et un Chemin de croix.
Dans le cimetière jouxtant l’église reposent, outre ses trois fondateurs déjà cités, plusieurs personnalités marquantes du monde religieux roumain du XIXe siècle : Vasile Moga (1774-1845), le premier archevêque roumain-orthodoxe de Transylvanie, le métropolitain Miron Romanul (1874-1898), Ion Metianu, archevêque de Transylvanie entre 1875 et 1898, et métropolitain de 1898 à 1916, Moise Fulea, directeur de l’école roumaine nationale de Transylvanie, le poète, journaliste et pédagogue Zaharia Boiu (1836-1903), et l’écrivain Ioan Codru Dragusanu (1812-1884).
L’église roumaine la plus ancienne de Sibiu, employée actuellement par les Roumains orthodoxes, est sise à l’Ouest de la vieille ville: c’est l’église dintre Brazi (Biserica dintre Brazi, littéralement « l'Église parmi des sapins »), dédiée aux saints patrons Pierre et Paul. Initialement église grecque-catholique, elle est le premier lieu de culte en matériau durable érigé à l’intention de la population roumaine de la ville. Sa construction, qui eut lieu de 1778 à 1788, fut financée par l’évêque Grigore Maior (ro). Il s’agit d’un édifice éclectique, mêlant éléments traditionnels orthodoxes et éléments baroques, tant dans la façade qu’à l’intérieur; en particulier, l’unique nef dont se compose l’église combine une coupole reposant sur un tambour ovale — d’un usage fort fréquent dans les monuments anciens de Roumanie, jusqu’au-delà des Carpates — et des formes typiquement baroques, telles que pilastres massifs compliqués, entablements avec frise à triglyphe, corniches proéminentes, coquilles dorées en stuc, etc.
Dans le petit cimetière près de l’église se trouvent de nombreuses tombes de personnalités roumaines, notamment du docteur Alexandru Vaida-Voevod (1878-1950), ancien premier ministre de la Grande Roumanie, réinhumé ici.

### Fortifications

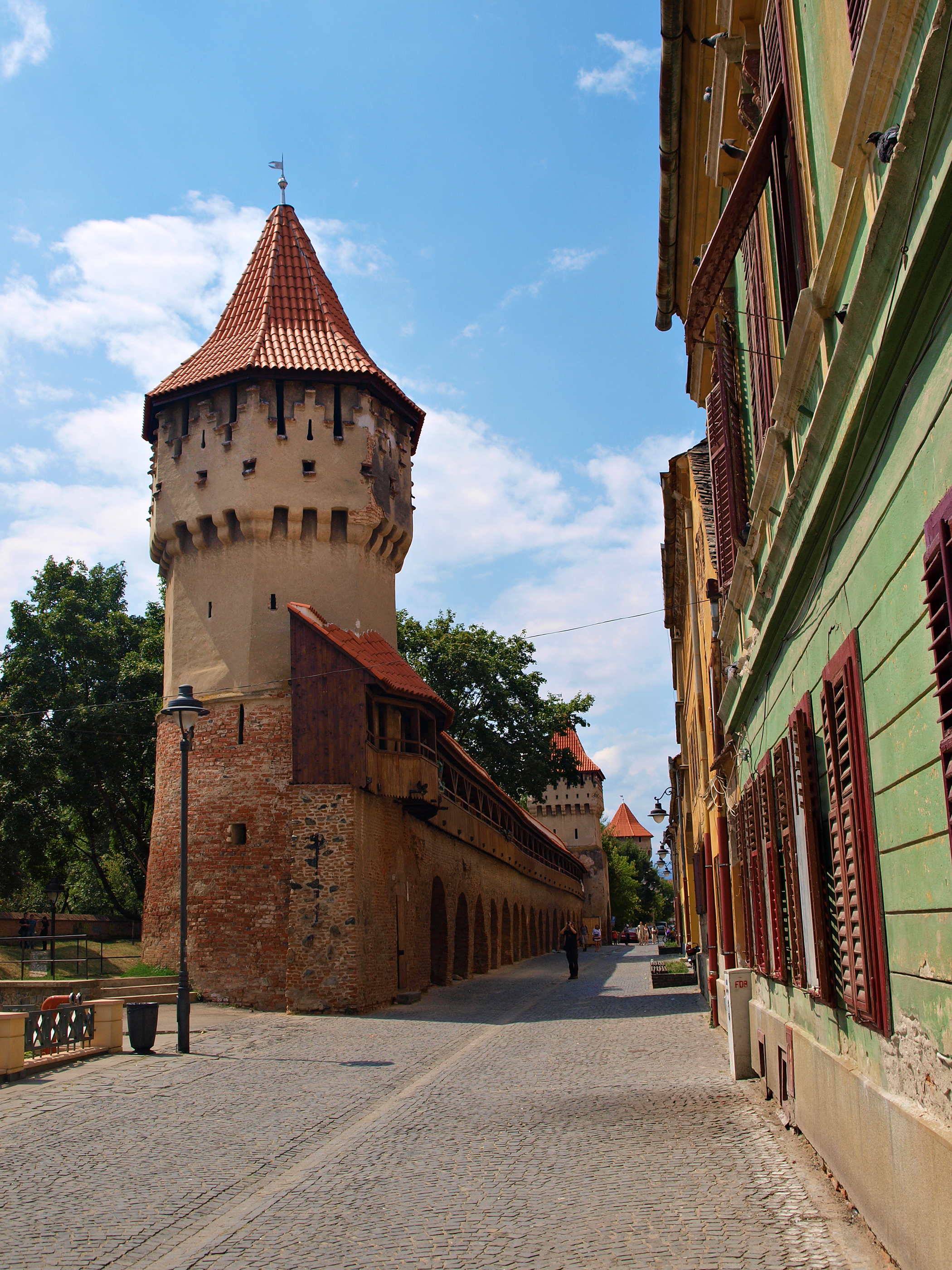
Fortifications de Sibiu.

Sibiu était une des villes fortes les plus importantes du sud-est de l’Europe. Au fil des siècles, plusieurs enceintes défensives furent successivement bâties autour de la ville, en grande partie en briques d’argile. On en distingue quatre :
La première enceinte, élevée entre 1191 et 1224, qui englobait la ville basse et s’étendait jusqu’à l’actuelle place Huet, à la lisière de la ville haute ;
La deuxième enceinte, élevée entre 1224 et 1241, qui enserrait une partie de la ville haute, dont l’actuelle Petite Place ;
La troisième enceinte, élevée entre 1357 et 1366, qui embrassait la ville haute tout entière, et dont l’emplacement correspondait au tracé des voies actuelles suivantes : le boulevard Coposu (au sud-est), les rues Manejului et Movilei (au Nord-est), les rues Alexandru Odobescu et Centumvirilor (au Nord-Ouest), la rue Ioan Lupas et la place Unirii (au sud-ouest).
La quatrième enceinte, élevée en 1457, qui englobait la ville basse, et suivait, d’Est en Ouest, le tracé des actuelles rues Funarilor, Blanarilor, Rotarilor, Pielarilor, Zidului, Pulberariei, Croitorilor, Pânzarilor; elle faisait à l’Ouest, dans la zone de la rue Bastionului, la jonction avec les murailles de la troisième enceinte.

#### Première enceinte

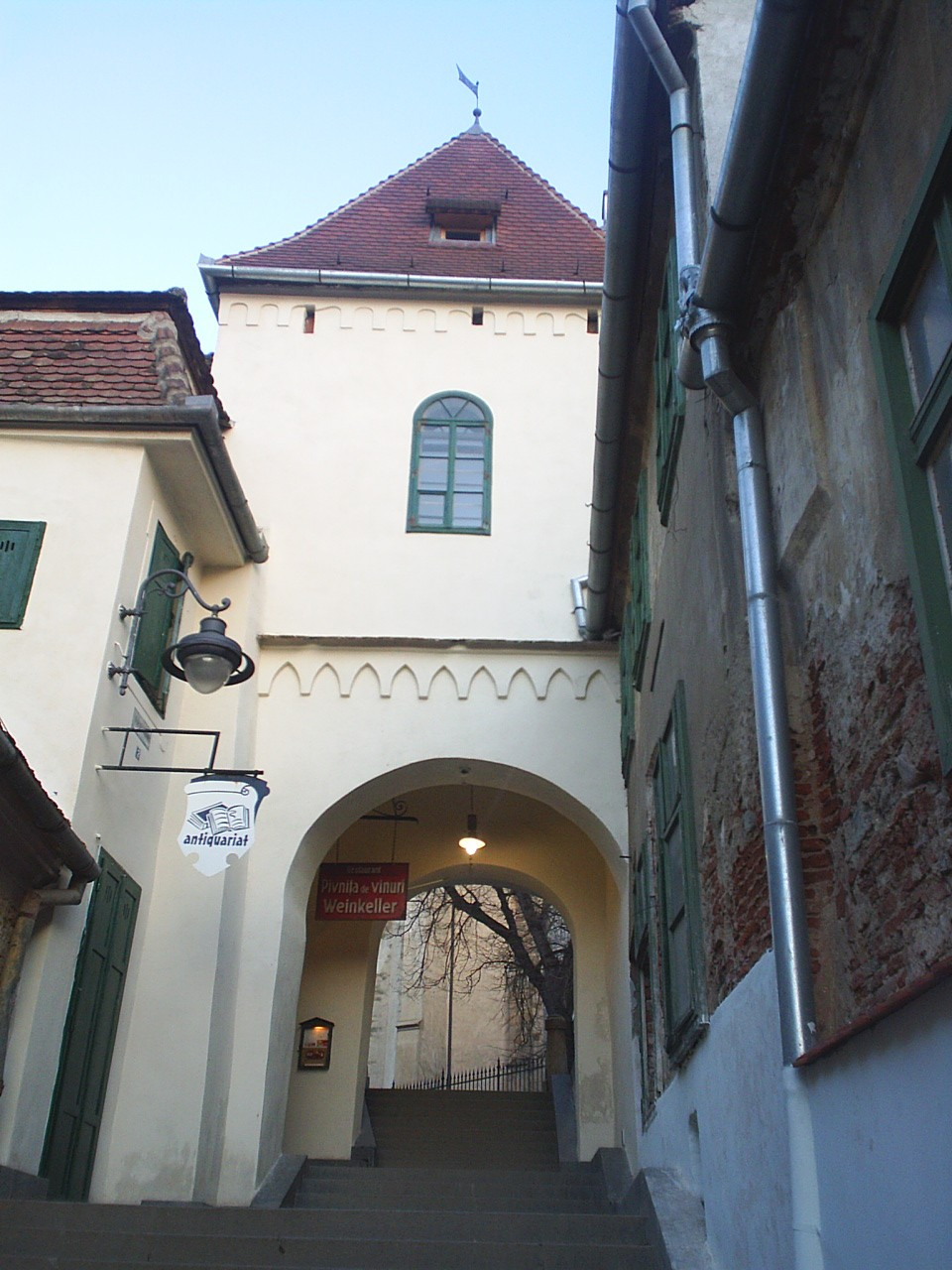
La tour de l’Escalier (Turnul Scărilor, Sagturm), ouvrage faisant partie de la première enceinte; sans doute la plus vieille bâtisse de Sibiu, quoique fortement remaniée au XVIe siècle.

La tour de l’Escalier (Turnul Scarilor, en allemand Treppenturm ou Sagturm), sise place Huet, est la seule à subsister des trois portes que comptait la première muraille d’enceinte. Datant du XIIIe siècle, cette bâtisse, une massive construction en briques d’un seul étage, est le plus ancien bâtiment de Sibiu, même si dans sa forme actuelle il remonte à l’année 1542. Un passage voûté sous le bâtiment permet de rejoindre les escaliers qui relient la ville basse à la ville haute. Jusqu’au dix-neuvième siècle, c’est par une ruelle escarpée (Pasajul Scarilor, Sagstiege ou Pemflingerstiege) qui longeait les murailles de la première enceinte que l’on atteignait la ville basse. De cette enceinte, il reste ici un bout de muraille de 30 mètres, construit au XIIIe siècle.

#### Deuxième enceinte
Sur la Piață Aurarilor (littéralement place des Orfèvres, Fingerlingsplatz, à l'Est de la Petite Place), près de la maison no 11, peut s’observer une portion de muraille de la deuxième enceinte. Dans la cour de la maison no 4, l’on peut voir la muraille esquisser une courbe qui prolonge la forme incurvée de la face est de la Petite Place (Piață Mică). Dans la cour jouxtant la maison au no 5 se trouve une tour de défense carrée à trois niveaux, intégrée à une maison d’habitation.

#### Troisième enceinte
De la troisième enceinte ont été conservés de nombreux vestiges. C’est le tronçon sud-est qui est le mieux préservé. Les trois lignes parallèles de la triple enceinte y sont encore discernables :
- d’abord, le long de la Str. Cetatii (littéralement rue des Fortifications, Harteneckgasse, rue parallèle au boulevard Coposu), un alignement de trois tours fort bien conservées (la tour des Arquebusiers, Turnul Archebuzierilor ou Armbrusterturm ; la tour des Charpentiers, Turnul Dulgherilor, ou Zimmermannsturm ; la tour des Potiers, Turnul Olarilor ou Töpferturm, datant toutes trois du XVe siècle); les courtines, d’une hauteur de 10 mètres, qui relient ces tours entre elles, ne sont en fait que des reconstructions des anciennes murailles ;
- ensuite, le long du boulevard Coposu, une muraille haute de 10 mètres également en brique rouge, laquelle offre incontestablement le coup d’œil le plus impressionnant. Dans la section sud de cette muraille, vers la Piață Unirii (Hermannplatz), se trouve une plaque commémorative en marbre rappelant la visite de l’empereur François Ier en 1828 ;
- enfin un rempart de terre, entre la chaussée de l’actuel boulevard et la muraille. C’est aujourd’hui un espace vert avec arbres, appelé Promenade, aménagé en 1791.

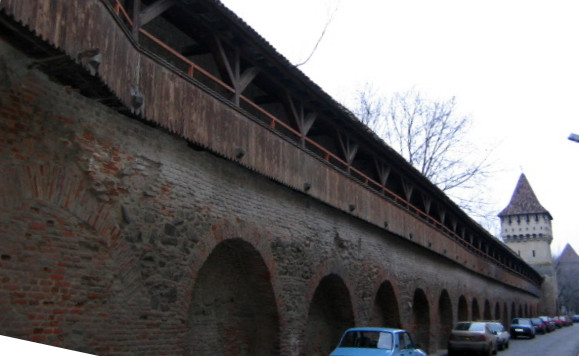
Muraille longeant la Str. Cetatii, correspondant à la partie sud-est de la troisième enceinte. L’on aperçoit, en perspective, la tour des Potiers (Turnul Olarilor, Töpferturm), puis plus au loin, la tour des Arquebusiers (Turnul Archebuzierilor, Armbrusterturm).

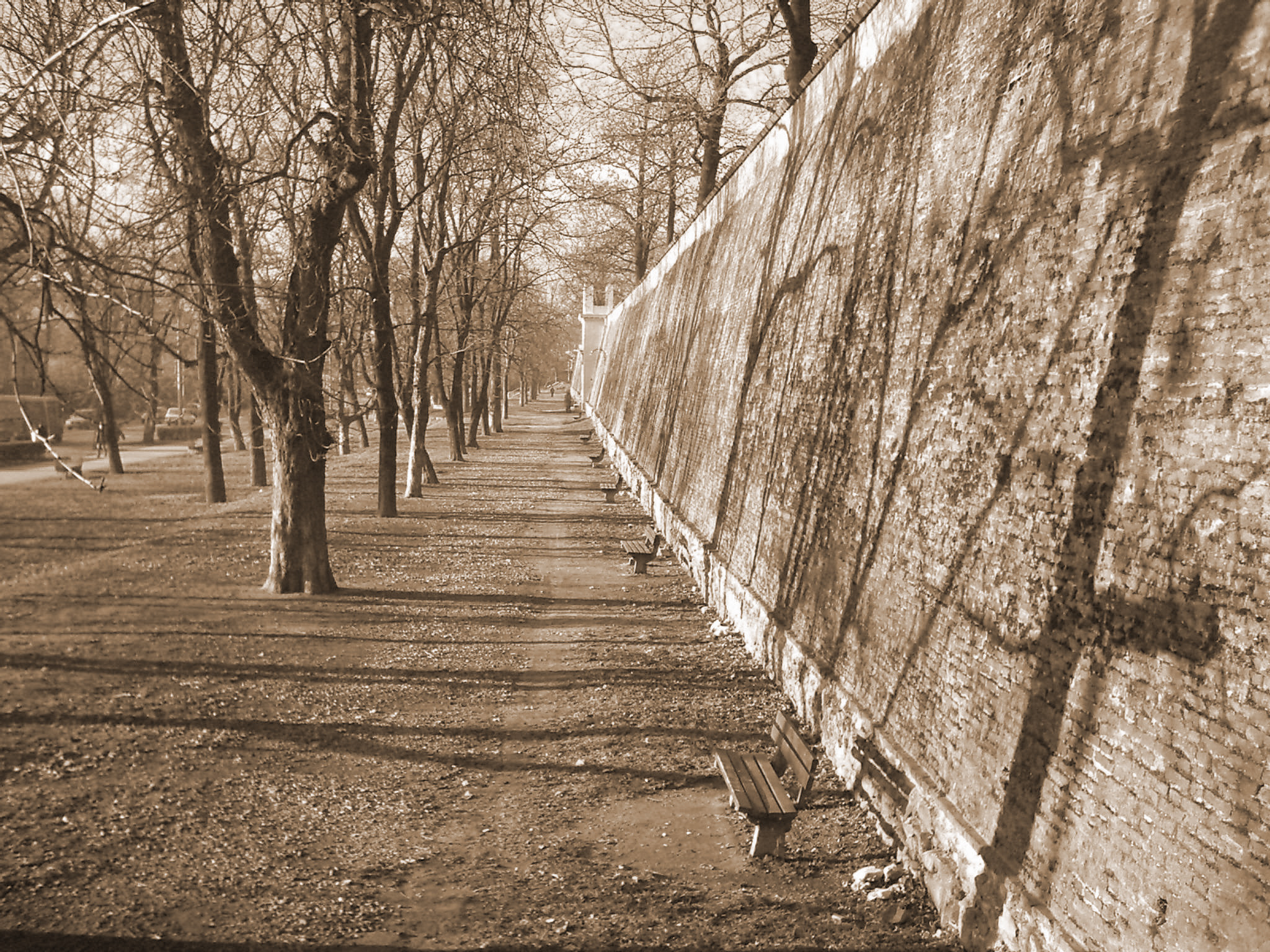
Muraille faisant partie de la troisième enceinte, actuellement sur le boulevard C.Coposu

À partir du bastion Haller, ajouté à l’enceinte au XVIe siècle, à l’extrémité nord-est du boulevard Coposu (voir ci-dessous), la troisième enceinte se dirige vers le Nord; de cette partie nord subsistent des portions de muraille le long de la Str. Manejului (rue du Manège, en allemand Reitschulgasse) jusqu’à l’église des Ursulines. Ces murs, qui se composent d’une série d’arches soutenant autrefois le chemin de ronde, et qui sont doublés d’une deuxième muraille parallèle, furent édifiés entre 1357 et 1366. Ce tronçon de muraille fut en fait reconstituée dans sa forme d’origine en 1976, et seul un pan de muraille de 50 mètres de long environ fut maintenu tel qu’il apparaissait avant cette date. Plus au Nord encore, la Str. Movilei, rue parallèle à la Str. Avram Iancu (Reispergasse), conserve quelques vestiges des murailles de défense qui doublaient la troisième enceinte. Au croisement du passage Scarilor (Pemflingerstiege) et de la rue Odobescu, à proximité de l’ancienne mairie, se dresse la quadrangulaire tour de la Porte (Turnul Portii, Torturm, XIVe siècle), un des éléments les mieux préservés de la troisième enceinte. Enfin, d’autres sections de muraille de cette même enceinte ont été conservées près de la Strada Bastionului, c'est-à-dire à l’extrême ouest de la vieille ville (elles s’observent le mieux depuis l’Aleea Filozofilor).

#### Quatrième enceinte
Dans la ville basse, toute trace visible des plus anciennes murailles a disparu; les seuls vestiges de fortifications à y subsister sont la tour à Poudre et la tour des Tanneurs, mais celles-ci datent du XVe siècle et appartiennent à la quatrième enceinte.
La massive et ronde tour à Poudre (Turnul Pulberariei, allem. Pulverturm ou Schiesspulverturm), au no 33 de la Str. Ocnei (Burgergasse), fut construite à la fin du XVe siècle à l’emplacement d’un entrepôt de poudre à canon, et faisait partie intégrante d’un complexe de bâtiments destiné à défendre la porte d’Ocna (Poarta Ocnei, Burgertor) proche.
La tour des Tanneurs (Turnul Pielarilor, Gerberturm), sise Str. Pulberariei (Pulvergasse), fut érigée en 1457 sur un plan octogonal, dont les côtés mesurent environ 3 mètres. S’évasant au dernier de ses quatre étages, elle est dotée à ce niveau de trois mâchicoulis par côté. Sa garde était confiée à la corporation des tanneurs. Au cours des siècles, elle fut endommagée à de nombreuses reprises par des incendies et explosions, et en 1638 par la foudre, mais chaque fois reconstruite.

#### Tours et bastions duXVIesiècle
Au XVIe siècle, des ouvrages de fortification modernes furent adjoints aux vieilles enceintes médiévales; ce sont en particulier les bastions, dont un a subsisté jusqu’à nos jours, le bastion Haller, situé au bout du boulevard Corneliu Coposu. Cet ouvrage en forme de fer de pique, avait une longueur totale de 223 mètres et dont les murs atteignaient une hauteur de 9 mètres, fut bâti en 1552 à l’instigation du général autrichien Castaldo, alors que Peter Haller était maire de Sibiu.
La Grosse Tour (Turnul Gros, en allemand Dicker Turm), de forme semi-circulaire et dépassant en hauteur la muraille extérieure d’environ 25 mètres, fut érigée en 1540 contre la muraille est de la troisième enceinte. Ses multiples niveaux défensifs en faisaient une véritable machine de guerre. Cet ouvrage abrita en 1778 le premier théâtre de Sibiu. Il vient d’être entièrement rénové et a retrouvé sa destination théâtrale.
Le bastion des Mercenaires (Bastionul mercenarilor, ou Soldischbastei), bâti entre 1622 et 1627 pour la défense de la ville haute, – est le dernier en date des bastions urbains. Il présente, dans sa partie supérieure, une saillie permettant de combattre plus facilement les échelles d’assaut ; de là, l’on surplombe une partie de la ville basse.
Au pied du bastion se trouvent deux portes donnant accès au souterrain. Sur le mur du bastion est apposée une plaque de marbre portant ce qui est sans doute la plus belle exécution des armoiries de la ville. À proximité se dressait la tour des Orfèvres, jusqu’à sa démolition en 1881.

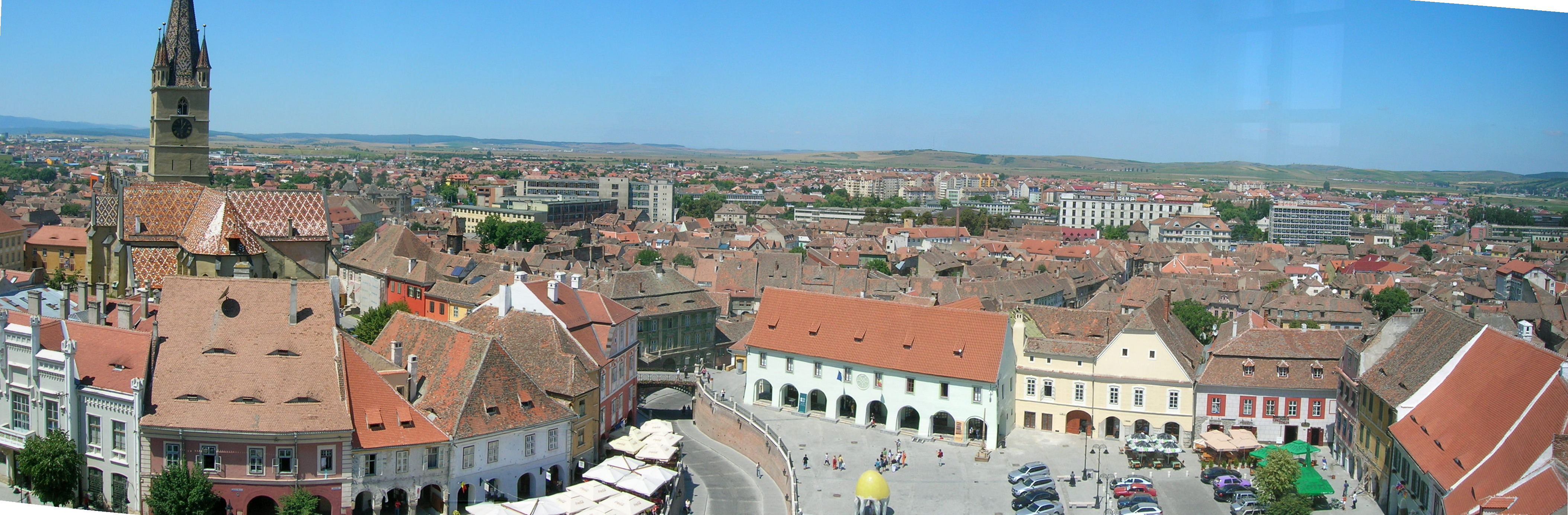
Vue générale de Sibiu depuis la tour du Conseil, coup d’œil vers l’Ouest. À l’avant plan, tout en bas, le flanc ouest de la Petite Place, avec à gauche la façade gris pâle à pinacles de la Casa Hermes, partiellement visible (musée Franz Binder) ; au centre, le pont des Mensonges ; à gauche de celui-ci, la Casa Luxemburg (façade rouge), et à droite de ce même pont, la longue façade armoriée, à arcades, de la Casa Artilor (musée Emil Sigerus). Un peu plus à l’arrière, à gauche, l’église évangélique ; à gauche de celle-ci, sur la place Huet, s’aperçoit une petite partie de la façade couleur crème du collège Brukenthal ; à droite de cette même église, la maison paroissiale (Pfarrhaus), en cours de ravalement. Un peu à droite de celle-ci, le menu clocher en bois de l’église de l’Asile (Biserică Azilului). Si l’on suit le tracé de la Strada Ocnei (qui emprunte la tranchée sous le pont des Mensonges) obliquement vers la droite, l’on aboutit à une tour ronde, à comble conique aplati : la tour à Poudre (Turnul Pulberariei) ; plus à gauche, équidistante de l’observateur, la tour octogonale des Tanneurs (Turnul Pielarilor). Plus éloigné, un peu à droite du transept nord de l’église évangélique, le clocher blanc, à bulbe, de l’église dintre Brazi. Tout à l’arrière-plan, le plateau transylvain, avec tout à gauche la zone d’activités ouest, que jouxte, à gauche (non visible sur la photo), l’aéroport de Sibiu. Dans le lointain à gauche, les Carpates méridionales. La lucarne en forme d’œil est un phénomène très répandu dans la ville.

## Culture et éducation

### Musées

#### Historique

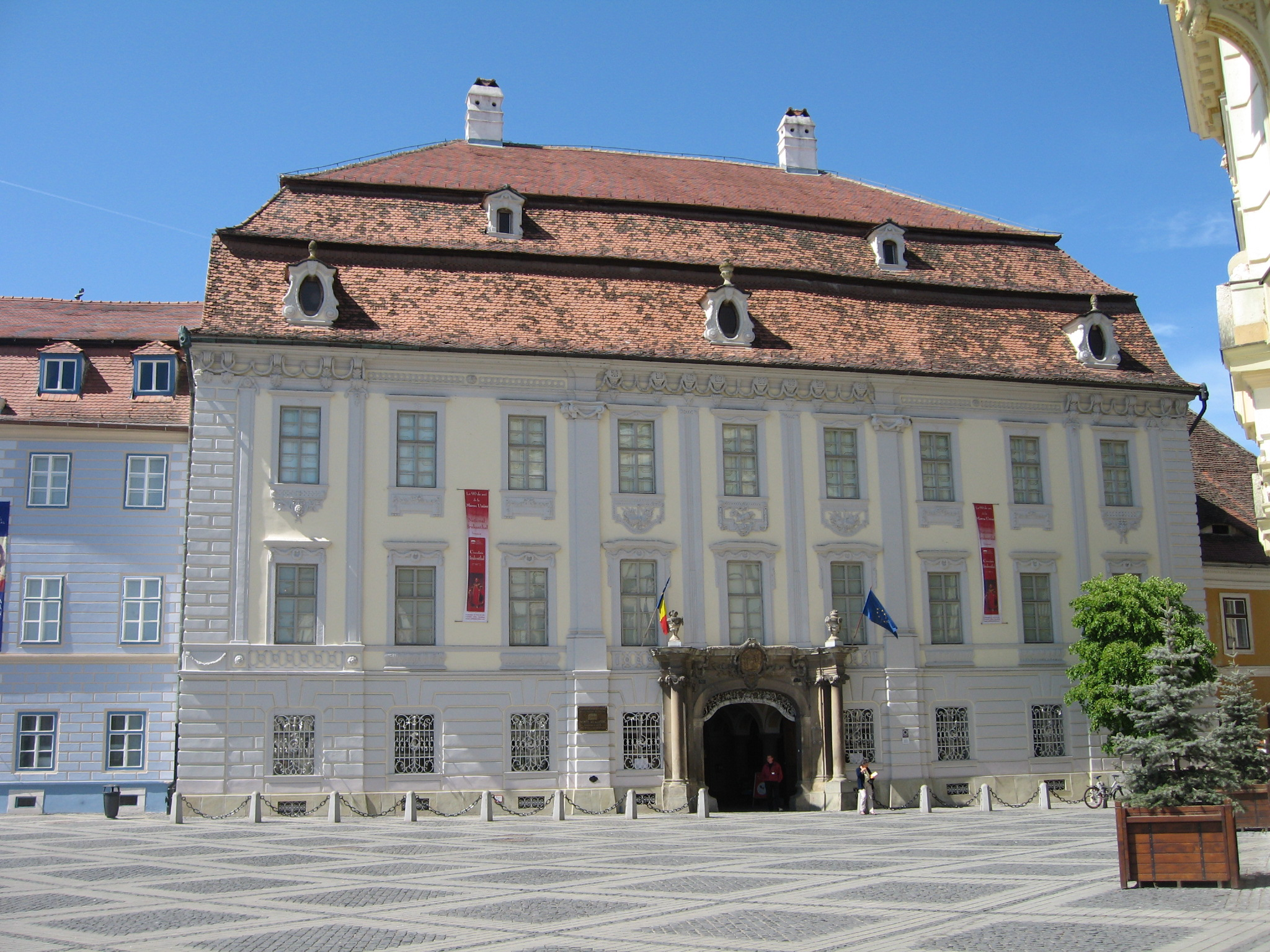
Le palais Brukenthal

À Sibiu fut fondé, le 25 février 1817, le premier musée sur le territoire actuel de la Roumanie, le musée Brukenthal. Un deuxième musée fut ouvert en 1895 : le musée de la Société transylvaine des Sciences naturelles, devenu musée des Sciences naturelles, sur le site de la strada Cetatii (rue de la Citadelle), près des murailles de la deuxième enceinte.
Au début des années 1950, le fonds du musée Astra et celui du musée saxon d’Ethnographie furent transférés vers le musée Brukenthal. En 1967 l’exposition permanente d’Armes et de Trophées de chasse fut ouverte au public, puis, en 1972, dans un bâtiment historique sur la Petite Place, le musée d’Histoire de la Pharmacie.
En 1988 fut inauguré, dans l’ancien hôtel de ville, le musée d’Histoire, lequel hérita de l’essentiel de la collection numismatique et de la collection d’antiquités romaines de Samuel von Brukenthal, ainsi que de la collection d’armes de la Société Carpatine Transylvaine et de la collection d’histoire du musée ASTRA.
En 1990, la section d’art populaire et d’ethnographie se détache de l’ensemble du musée Brukenthal pour former un musée à part et permanent, le musée « Astra ».
Après 1990 fut constitué le musée national Brukenthal, vaste ensemble muséal comprenant, outre le musée Brukenthal installé dans le palais du même nom (galerie d’art et bibliothèque), le musée d’Histoire « Casa Altemberger » (établi dans l’ancien hôtel de ville), le musée d’Histoire naturelle, le musée d’Histoire de la Pharmacie, et le musée de la Chasse « August von Spiess (en) ».

#### Aperçu
Voici un aperçu schématique des musées de Sibiu : 
- Le musée national Brukenthal, lequel se compose de :
  - la galerie d’art et la bibliothèque ;
  - le musée d’Histoire ;
  - le musée d’Histoire naturelle ;
  - le musée de la Pharmacie ;
  - le musée de la Chasse.
- Le complexe muséologique Astra, lequel se compose des :
  - le musée de la Civilisation populaire traditionnelle ;
  - le musée d’Ethnographie universelle « Franz Binder » ;
  - le musée de la Culture populaire saxonne « Emil Sigerus ».
- Musée des locomotives à vapeur de Sibiu.

Ces institutions sont décrites avec quelques détails ci-après.

#### Musée national Brukenthal

##### Galerie d'art et bibliothèque Brukenthal
Les collections initiales du baron von Brukenthal, que sont la pinacothèque, le cabinet des estampes, la bibliothèque et la collection numismatique, virent le jour pour l’essentiel entre 1759 et 1774, c'est-à-dire pendant la période où il vécut principalement à Vienne.
Lorsqu’il revint à Sibiu en qualité de gouverneur de la Grande-Principauté de Transylvanie (1777-1787), le baron emporta avec lui ses collections, si bien que le calendrier de Hochmeister (éditeur et libraire à Sibiu) pour l’année 1790 pouvait, en citant les attraits de la ville, faire état de la pinacothèque du baron, laquelle comprenait 800 tableaux et était disposée dans 13 salles du palais Brukenthal. Au fil du temps, les collections s’enrichirent, à la fois par des acquisitions nouvelles et par des dons.
Les objets de la Galerie d’Art nationale se trouvent exposés aux premier et deuxième étages du palais Brukenthal. Le palais abrite par ailleurs le Cabinet d’Estampes et la Bibliothèque Brukenthal, qui possède à l’heure actuelle quelque 300 000 unités (manuscrits, incunables, livres rares étrangers, livres roumains anciens, littérature transylvanienne, livres courants et revues spécialisées).

###### La Galerie d’Art nationale

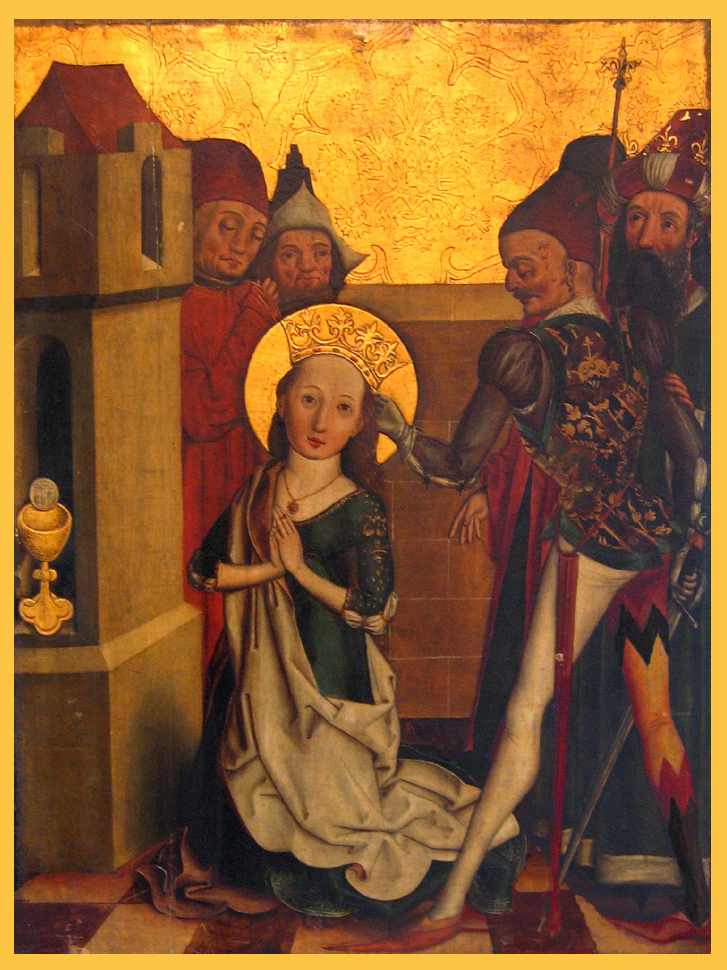
Le Martyre de Sainte Barbe, élément de diptyque d'église saxonne, conservé dans les réserves de la galerie d’Art du musée Brukenthal.

La collection de peinture européenne comprend environ 1 200 œuvres représentatives des principales écoles de peinture européennes du XVe au XVIIIe siècle : flamande et hollandaise (avec des tableaux de Jan van Eyck, Marinus van Reymerswale, Frans Floris de Vriendt, Rubens, Antoine van Dyck, Frans Snyders, Jan Fyt, Hendrick ter Brugghen, Adriaen Pietersz van de Venne, Jan Gerritsz van Bronkhorst), allemande et autrichienne (Lucas Cranach l'Ancien, Schwab von Wertinger, Christoph Pauditz, Anton Faistenberger, Hans von Aachen, Peter Strudel, Frans C. Sambach, Johann H. Schönfeld, Georg Hinz, Franz W. Tamm, Maximilian Pfeiler), italienne (Alessandro Botticelli, Tullio Lombardo, Tiziano Vecellio, Pâris Bordone, Sebastiano Ricci, Alessandro Magnasco), espagnole et française. Les objets actuellement exposés permettent en quelque sorte au visiteur d’embrasser du regard et de comparer entre eux tous les principaux courants et styles depuis la Renaissance jusqu’au Rococo.

###### Le Cabinet d’estampes
Le fonds initial était constitué de gravures européennes du XVIe au XVIIIe siècle. Le baron Samuel von Brukenthal se mit à collectionner des estampes lors de son séjour à Vienne, les premiers documents attestant de l’acquisition d’estampes datant en effet de la période de 1775 à 1786. L’intérêt du collectionneur se portait en premier lieu vers des gravures produites d’après des modèles de grands maîtres de la Renaissance et du baroque, lui permettant de compléter sa collection de peinture européenne. Le fonds du cabinet d’estampes comprend près de 1 000 gravures des écoles allemande, autrichienne, flamande, hollandaise, italienne, française, anglaise et suisse. Par ailleurs, 2 000 autres planches, renfermées dans des albums, illustraient des collections célèbres du XVIIIe, de Paris, Vienne, Dresde, Rome, Düsseldorf et Londres. Parmi les noms importants représentés dans la collection Brukenthal, on trouve Albrecht Dürer, Jan Saenredam, Jacques Callot, Giambattista Piranesi, Giambattista Tiepolo, etc.
Il convient de mentionner aussi la collection de graphisme transylvanien, qui réunit plus de 3 000 dessins, aquarelles et gravures, et constitue une importante source documentaire sur la Transylvanie des XVIIIe et XIXe siècles. Enfin, des œuvres d’artistes roumains (Theodor Aman, Stefan Luchian, Theodor Pallady, Gheorghe Petrascu, Nicolae Tonitza), acquises dans la seconde moitié du XXe siècle, sont venues compléter la collection.

###### La Bibliothèque Brukenthal
À la collection de livres réunie par le baron Brukenthal (15.972 volumes) se sont ajoutées, au fil des années, d’autres collections, parmi lesquelles : la bibliothèque de la Chapelle, incorporée en 1879, dont la fondation remonte au XIVe siècle, et qui comprend la bibliothèque du couvent des dominicains ainsi que celle de quelques patriciens de Sibiu. Ces regroupements ont permis de porter le nombre des incunables de 76 à 356. Plus tard encore, la bibliothèque a absorbé également le fonds de livres du chapitre évangélique, de l’Académie de droit, ainsi qu’une série de dons de la part de particuliers et d’institutions scientifiques de Roumanie ou d’autres pays.
Le nombre total de volumes atteint environ 280 000, dont 442 sont des incunables, groupés dans 382 volumes.
La bibliothèque comprend environ 30 000 livres rares des siècles XVIe à XVIIIe, parmi lesquels un grand nombre de livres illustrés de gravures de grande valeur, et produits par les imprimeries les plus en vue d’Europe ou appartenant aux plus grands éditeurs de leur époque.
Pour le XVIIIe siècle, le collectionneur manifeste une prédilection pour les livres illustrés, généralement de petite dimension, plus particulièrement ceux d’éditeurs et de graveurs français. Il y a lieu de citer aussi 1 500 livres roumains rares et une riche collection de livres transylvains (collection nommée Transilvanica). Parmi les manuscrits, mérite mention en particulier le célèbre Bréviaire Brukenthal (acquis en 1786 à Vienne), crée aux Pays-Bas au début du XVIe siècle, sur parchemin, en minuscules gothiques, illustré de miniatures attribuées à Simon Bening (1483 - 1561) et Geeraert Hornebaut (1465 - 1540).

##### Musée d'histoire
Installé dans l’ancien hôtel de ville (Primaria veche, Altes Rathaus, dit aussi maison Altemberger), le musée d’Histoire a ouvert ses portes en 1984 et se compose des sections suivantes : Archéologie préhistorique et antique; Archéologie médiévale; Sceaux et Estampes; Carl Engber Collectionneur et Bibliophile; Histoire de Sibiu; Médailles et Décorations; Corporations de Sibiu; Cabinet numismatique; Armes et Armures; Mouvements nationaux et culturels de Transylvanie; et Pierreries antiques et médiévales.
Sont ainsi exposés: 60 000 monnaies antiques et médiévales; 39 000 pièces d’archéologie, auxquelles s’ajoutent 82 000 fragments provenant de fouilles archéologiques; 14 000 pièces décoratives et objets d’artisanat; 1 900 armes; 33 000 pièces graphiques documentaires.

##### Musée d'histoire naturelle

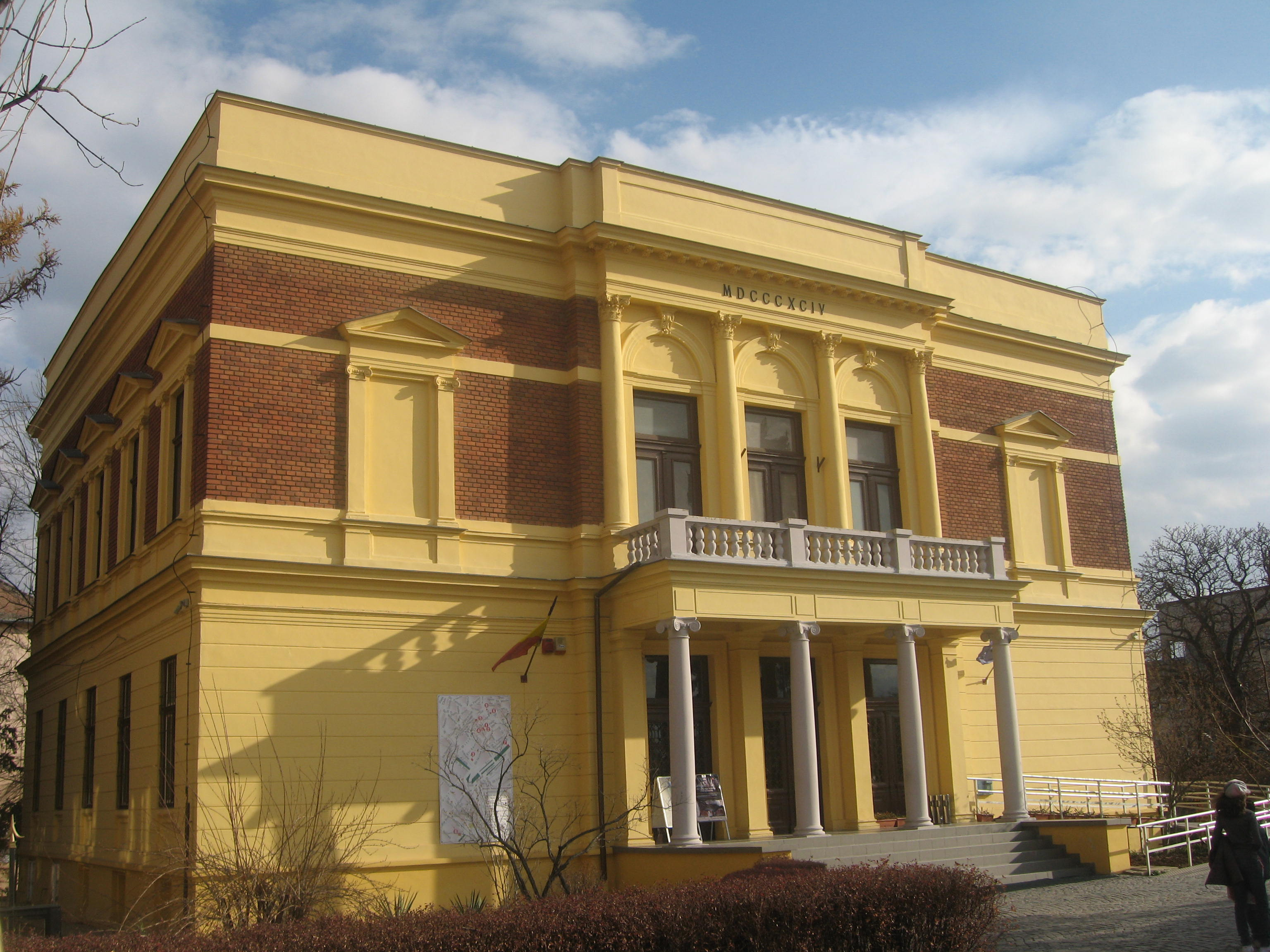
Muséum d'histoire naturelle.

Les bases de ce musée furent jetées en 1849, lorsque fut fondée la Société transylvaine de Sciences naturelles ('Siebenbürgischer Verein für Naturwissenschaften zu Hermannstadt'). Les premières collections étaient un herbier du XVIIIe siècle, de 1 811 pièces, et un autre herbier, constitué entre 1834 et 1882, d’environ 29 000 pièces. Vinrent s’y ajouter une collection ornithologique de 1853 comprenant 528 oiseaux indigènes et 145 oiseaux exotiques, puis la collection ethnographique de Franz Binder (laquelle en fut cependant détachée en 1993, pour être intégrée au musée ASTRA) et une collection minéralogique.
Toutes ces collections purent enfin être hébergées et exposées lorsque fut inauguré et ouvert au public, en 1895, l’édifice néo-classique sur la Strada Cetății (rue de la Citadelle), spécialement construit à cet effet.
Le fonds du musée comporte près d’un million de pièces. Ce sont : 168 000 pièces de botanique, 22 500 de zoologie, 12 000 de minéralogie, 7 000 de pétrographie, 266 000 d’entomologie, 510 000 de malacologie (étude des mollusques), 57 000 de paléontologie, et 5 000 d’ornithologie.

##### Musée d'histoire de la pharmacie

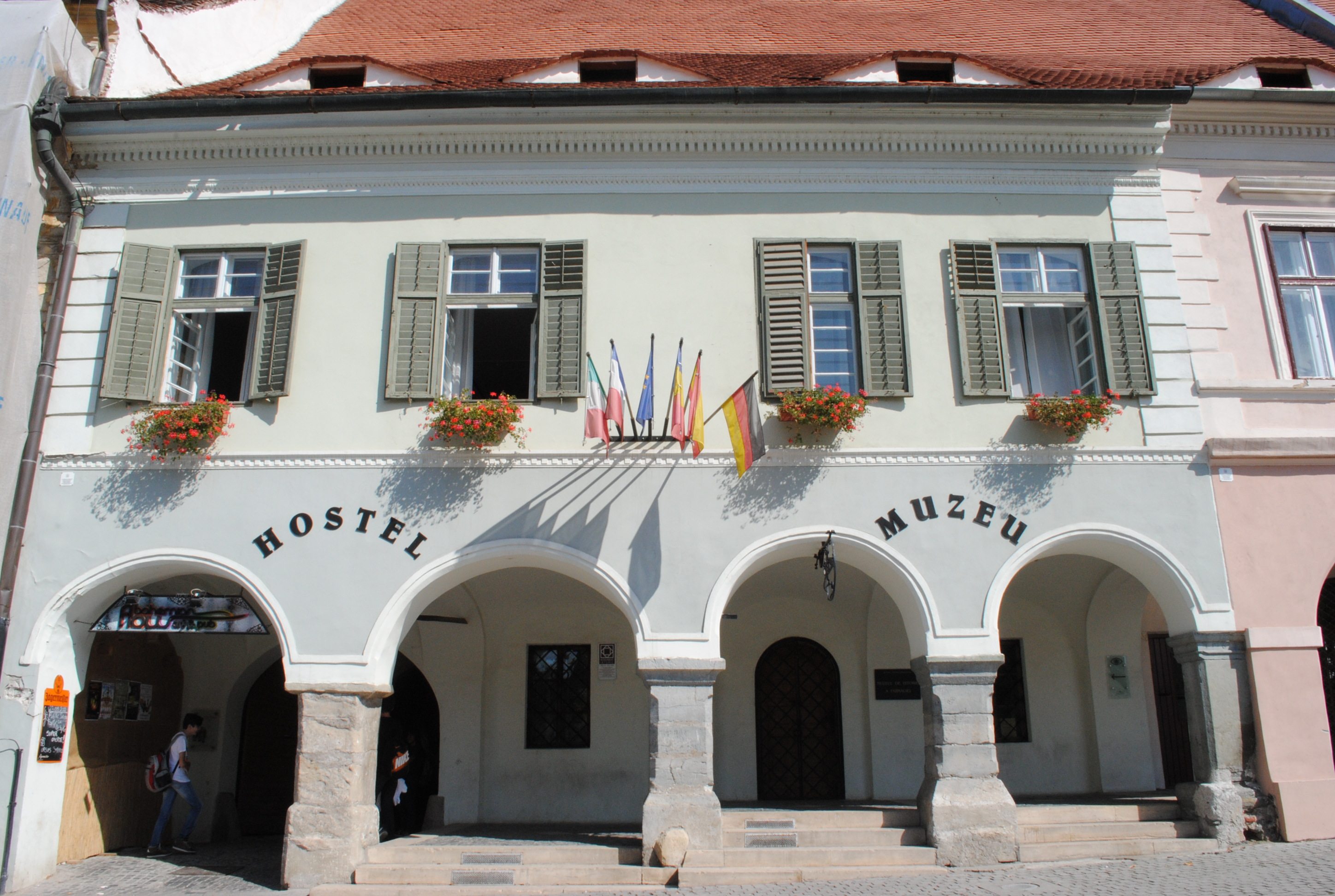
Musée d'histoire de la pharmacie.

Le fonds de ce musée ouvert en 1972 réunit près de 6 600 pièces du XVIe au XIXe siècle. Celles-ci proviennent de 67 sources différentes, en particulier de pharmacies, de laboratoires pharmaceutiques, d’institutions médicales et de particuliers, situés dans 32 localités différentes du pays.
Cette collection a été hébergée dans un bâtiment sis sur la Petite Place, datant de 1568, qui a été classé monument historique et dont l’architecture comporte des éléments gothiques et renaissance.
Le musée se compose de trois salles — l’officine, le laboratoire et une salle d’exposition consacrée à l’homéopathie — et renferme 2900 objets: récipients en bois, porcelaine et verre; mortiers en bronze ou en fonte; châssis de balance de style viennois avec poids utilisés en pharmacie; instruments médicaux et chirurgicaux; microscopes; bistouris; et aussi anciennes publications.
L’officine, d’abord, élément traditionnel de toute pharmacie, destiné à présenter à la clientèle les produits pharmaceutiques, rappelle, par son décor, les pharmacies typiques d’autrefois. Le mobilier aussi est vieux de plus d’un siècle, ayant en effet été commandé et exécuté à Vienne en 1902, spécialement pour cette pharmacie. Parmi les instruments exposés dans cette première pièce (petite entorse à la réalité, car aucun instrument ne se trouvait normalement dans l’officine) retient plus particulièrement l’attention un mortier de bronze de 1597, l’objet le plus ancien de la collection.
Par un étroit couloir on gagne la deuxième salle, où sont montrés instruments médicaux et chirurgicaux, ciseaux et microscopes, balances de divers types, distillateurs, récipients métalliques et de céramique, machines à broyer et travailler la matière première, filtres, verrerie de laboratoire, etc., objets reflétant l’évolution des conceptions médicales.
La troisième et dernière salle est consacrée à l’homéopathie. Celle-ci jouissait à Sibiu d’une grande popularité; c’est en effet le fondateur lui-même de cette pratique médicale, Samuel Hahnemann, qui en fit ici la promotion; il fut le premier bibliothécaire du baron Samuel von Brukenthal et exerça dans cette ville pendant près d’un an. La collection homéopathique regroupe près de 2900 objets, mais la troisième salle permet de voir également du matériel documentaire, p.ex. la première édition de la pharmacopée roumaine, parue à Bucarest en 1862, un vieux traité de botanique édité à Sibiu en 1866, etc.

##### Musée de la Chasse «August von Spiess»

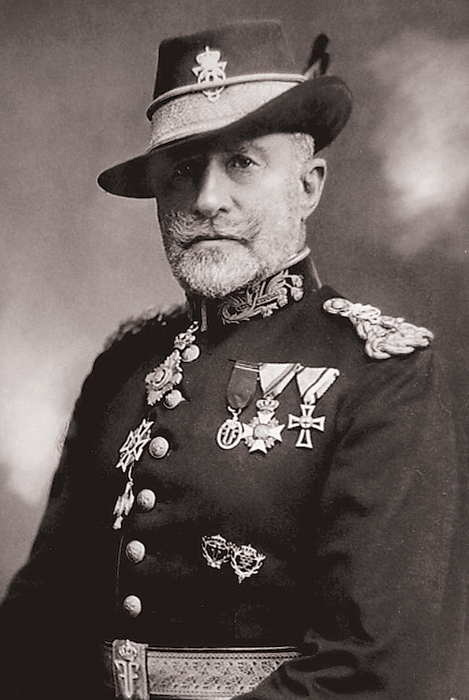
August von Spiess en uniforme de colonel du 64e régiment transylvain d'infanterie de l'armée austro-hongroise.

Le musée de la Chasse « August von Spiess (en) » fut ouvert au public en 1966. En 1981, après restauration et réorganisation, il fut déplacé vers une coquette villa, de style roumain, qui avait appartenu au colonel-chasseur Von Spiess, autorité en matière cynégétique, qui assuma pendant de longues années la fonction de grand veneur de la Maison royale. Le colonel, dont le nom est cité dans les annales internationales de cynégétique, était un chasseur renommé et eut l’occasion de participer à un long safari en Afrique, d’où il rapporta un certain nombre de pièces de haute valeur, qui font partie aujourd’hui de la collection de ce musée.
À l’heure actuelle, le fonds du musée compte 1.577 objets (dont quelques-uns ont près de 100 ans), et provient en majeure partie de trois collections importantes: la collection August von Spiess, la collection Emil Witting et la collection de la Société transylvaine de Sciences naturelles de Sibiu.
Le musée comprend quatre salles. La première offre un aperçu historique des instruments et des armes de chasse, la deuxième est consacrée au gibier à plumes, la troisième au gros gibier, la quatrième enfin accueille des trophées de chasse en provenance d’Afrique.

#### Complexe muséal national ASTRA

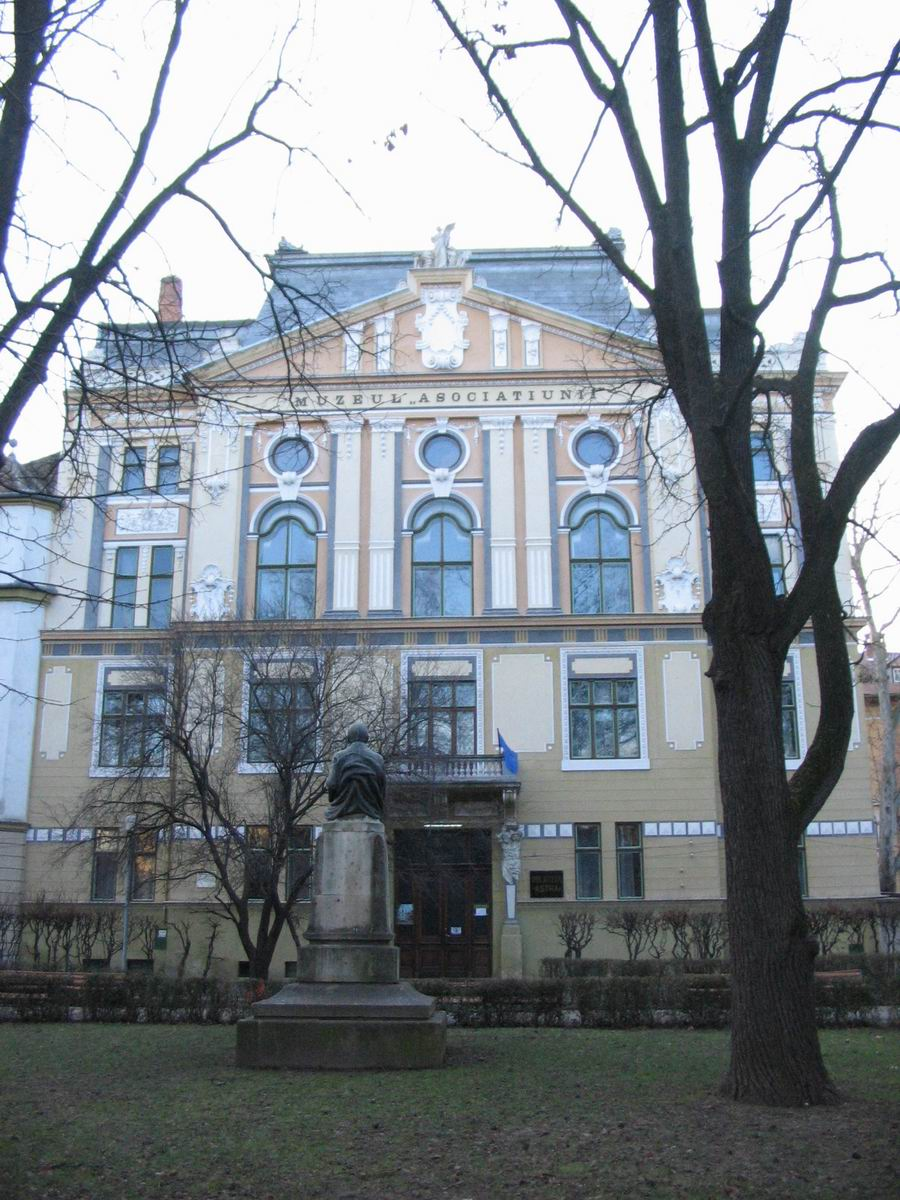
Le palais de l’Association, dans le parc « Astra » à Sibiu. À l'avant-plan, buste de George Bariț (journaliste, historien et philologue roumain).

Le point de départ de ce musée est la fondation à Sibiu, en 1861, de « l’Association transylvaine pour la littérature roumaine et la culture du peuple roumain » (Asociațiunea Transilvană pentru Literatură Română și Cultura Poporului Român, dénomination qui est à l’origine de l’acronyme ASTRA). Cette association, ayant en 1867 appelé à la création d’un « musée de grande envergure », décide, lors de son assemblée générale en 1897 à Mediaș, d’engager les actions nécessaires pour la construction d’un édifice en vue d’héberger le futur musée de l’Astra; ce sera le « musée de l’Association » (Muzeul Asociațiunii), bâtiment néo-classique situé dans l’actuel Parc « Astra », inauguré en 1905 par une grande exposition « ethnographique et historico-culturelle ». En 1950 cependant, pour motifs « idéologiques », le musée fut fermé par la dictature communiste et ses collections réparties sur les départements d’histoire, d’art et de sciences naturelles du musée Brukenthal.
En 1963 est inauguré, à Padurea Dumbrava, à 4 km au sud-ouest de Sibiu, un musée de plein air, le « musée des Techniques populaires », selon les concepts et les thèmes élaborés pour le musée Astra par Cornel Diaconovici en 1905, et suivant le projet proposé par l'ethnologue Romulus Vuia en 1940.
En 1990, le ministre de la Culture donne son assentiment à ce que le « musée des Techniques populaires » soit séparé du « complexe muséal de Sibiu » et se constitue en une nouvelle entité muséale, le « musée de la Civilisation populaire de Roumanie ». En 1992 intervient un changement de dénomination, le musée se nommant désormais « musée de la Civilisation populaire traditionnelle ASTRA » (Muzeul Civilizației Populare Tradiționale ASTRA Sibiu).
Cet écomusée a une superficie de 96 ha et s’articule sur un circuit de visite d’une longueur totale de 10 km.
Le musée abrite des témoignages et des monuments originaux représentatifs des activités et du système de valeurs du village roumain. Y ont été rassemblés: maisons d’habitation reconstituées provenant de différentes parties du pays, intérieurs de maison conservés dans leur état d’origine, outils et installations de l’industrie et de l’artisanat paysans, moyens de transport en commun traditionnels, etc. Au travers de sites particuliers et de bâtiments (fermes, ateliers, etc.), tous les domaines d’activité sont illustrés: agriculture, élevage, apiculture, pêche et chasse, etc. Le fonds du musée comprend 340 bâtiments originaux et 19 000 objets, et est subdivisé en cinq grands domaines thématiques.
Le premier domaine concerne les opérations et procédés de traitement de produits animaux et végétaux en vue de la production alimentaire. De ce domaine thématique relèvent : la pêche (pêcherie de Mahmudia–Tulcea), l’apiculture (élevage d’abeilles et extraction de cire d’abeilles dans une « ferme d’abeilles » provenant de Sebesul de Jos), l’élevage de bovins et de moutons, la viticulture et la fruiticulture, et enfin le pressage des huiles et le moulage, illustrés par un groupe de moulins (à bras, flottants, à vent, à traction animale, etc.).
Le domaine des techniques de transport et des moyens de communication est représenté par deux objets: le pont flottant de la rivière Olt (à Turnu Roșu, dans le défilé de la Tour Rouge traversant les Carpates) et le « bac ailé » provenant de Topalu–Constanța.
Le troisième domaine recouvre les processus de traitement de matières premières en vue de l’obtention de matériaux de construction et d’ustensiles. Ainsi y trouve-t-on des ateliers pour le travail du bois et des métaux et des ateliers de poterie, des scieries, des ateliers de menuiserie, un four à chaux, des forges, des ateliers de charronnerie, etc. Une zone plus petite est consacrée aux moyens de transport campagnards.
Le quatrième domaine a trait aux processus et procédés utilisés en peausserie et ceux utilisés pour obtenir des fibres textiles d’origine animale ou végétale pour l’habillement et pour la fabrication d’objets d’usage courant. En font partie e.a. une ferme de Saliste (Sibiu), un moulin avec fosse de tannage de Fanete–Bihor, des ateliers ruraux de fabrication de Gura Raului, Rucar–Brașov et Polovragi–Gorj.
Le cinquième domaine enfin, de date plus récente, est consacré aux bâtiments d’accès public, comme p.ex. l’auberge « Hanul Rustic » (auberge rustique), construite en 1922 et provenant du canton de Harghita, où il a été en activité jusqu’en 1958, ou l’auberge « Cârciumă din Bătrâni » (« Auberge des Anciens ») de Prahova. Ces deux auberges font office par ailleurs de café-restaurant dans le musée.
Du même complexe muséal font partie le musée d’Ethnographie universelle Franz Binder et le musée de la Culture populaire saxonne « Emil Sigerus ».

##### Musée d'ethnographie universelle «Franz Binder»

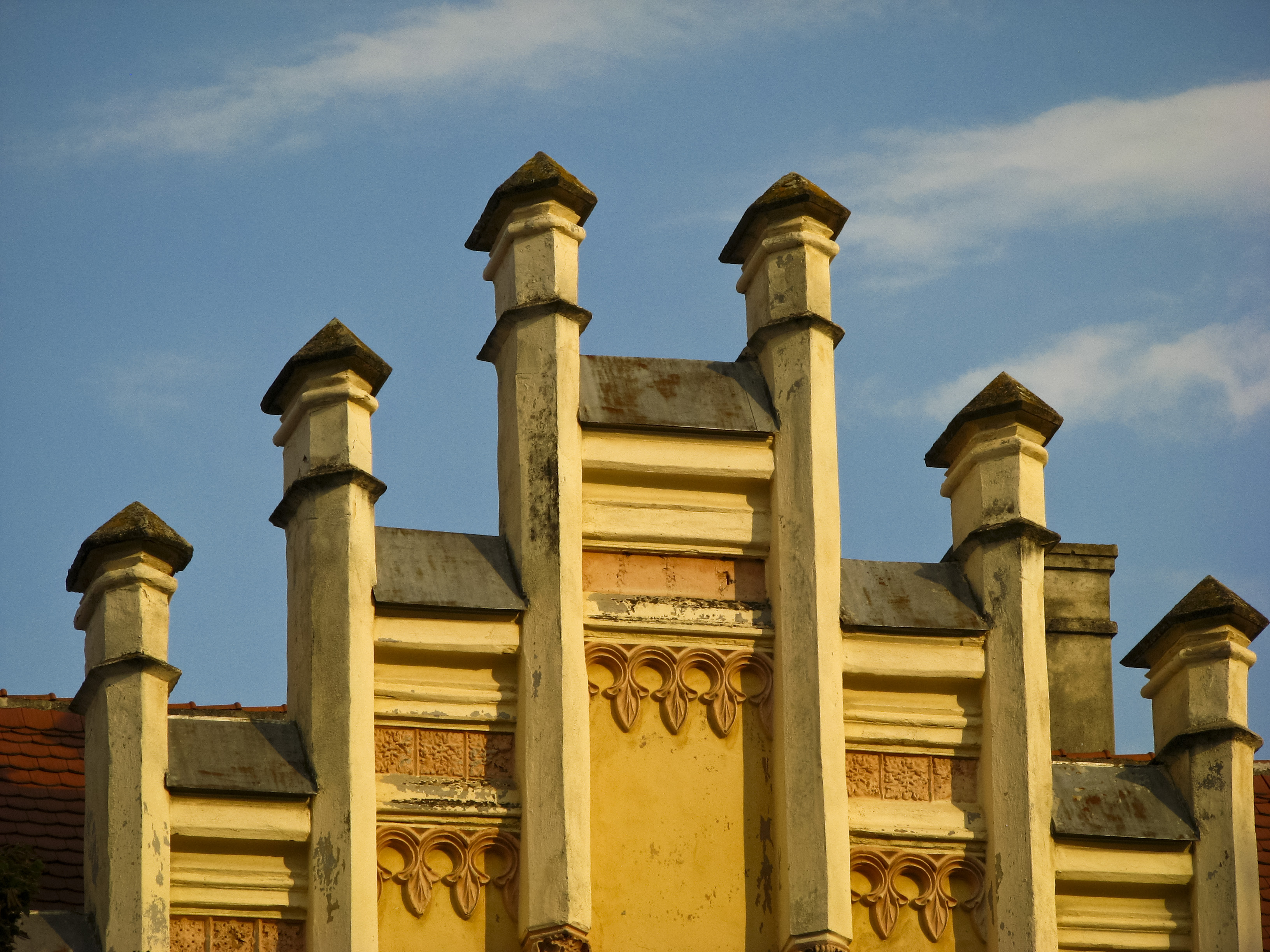
Musée d'ethnographie universelle « Franz Binder ».

Inauguré en 1993, le musée « Franz Binder » est le premier et aussi l’unique musée d’ethnographie extra-européenne de Roumanie.
Le musée a été aménagé dans un bâtiment situé sur la Petite Place (Piață Mică), édifié en style néogothique entre 1865-1867, classé monument historique, connu aujourd’hui sous le nom de Casa Hermes, lequel à l’origine servit de siège administratif du Gewerbeverein, mais eut ensuite des destinations diverses.
La collection du musée d’Ethnographie universelle « Franz Binder » s’est constituée au XIXe siècle par une série de dons et acquisitions provenant de voyageurs ou de collectionneurs d’objets ethnologiques, au premier rang desquels le voyageur et explorateur Franz Binder (1824-1875). La plupart de ces personnes étaient membres de l’Association transylvaine des Sciences naturelles (allem. Siebenbürgischer Verein für Naturwissenschaften), laquelle a été active dans la deuxième moitié du XIXe siècle et dans la première partie du XXe siècle. Une foule d’objets en provenance de toutes les parties du monde — d’Afrique du Nord, des sources du Nil, de Chine, du Japon, d’Océanie, d’Asie Mineure, du Brésil, de Laponie, d’Australie, etc. — sont venus ainsi alimenter les « collections exotiques » du musée d’Histoire naturelle, collections qui composaient le fonds d’une salle particulière restée ouverte dans le bâtiment du musée jusqu’en 1957.
À partir de 1993, les pièces les plus importantes de ces anciennes collections exotiques sont réapparues dans une exposition permanente — « Culture et art des peuples du monde » — du musée « Franz Binder » nouvellement créé; ce sont, en particulier, la momie égyptienne dont avait fait don en 1907 le consul Hermann von Hannenheim, et une série d’armes nilotiques de la collection de Franz Binder.
Le fonds continua de s’enrichir après 1990 par des dons ainsi que par une politique d’acquisition et d’échanges. Sont nées ainsi : la collection « Zaïre » ; une collection spéciale d’objets de provenance extra-européenne qui étaient originellement des cadeaux présidentiels; une collection de jouets traditionnels japonais obtenus grâce à un échange avec le musée des jouets de Hyogo ; une collection de costumes populaires des minorités ethniques de Chine, don de l’ambassade de Chine de Bucarest; une collection équatorienne; des donations d’objets d’Indonésie, une première datant de 2000, une deuxième de 2003, faite par l’ambassade d’Indonésie en mémoire d'Hilarie Mitrea, un médecin et naturaliste roumain transylvain originaire de Rășinari près de Sibiu, citoyen austro-hongrois, qui avait exploré ce pays au XIXe siècle.
Le fonds du musée « Franz Binder », qui totalise quelque 3 000 objets, se décompose donc en deux parties: l’une, correspondant aux collections « anciennes », assurément les plus intéressantes, comprenant des pièces originaires de différentes parties du monde (principalement du continent africain) et recueillies sur le terrain même par des collectionneurs de la région, puis cédées au musée des Sciences naturelles dans la deuxième moitié du XIXe siècle ; l’autre, correspondant aux collections « nouvelles », intégrées dans le patrimoine du musée après 1990.

##### Musée de la culture populaire saxonne «Emil Sigerus»

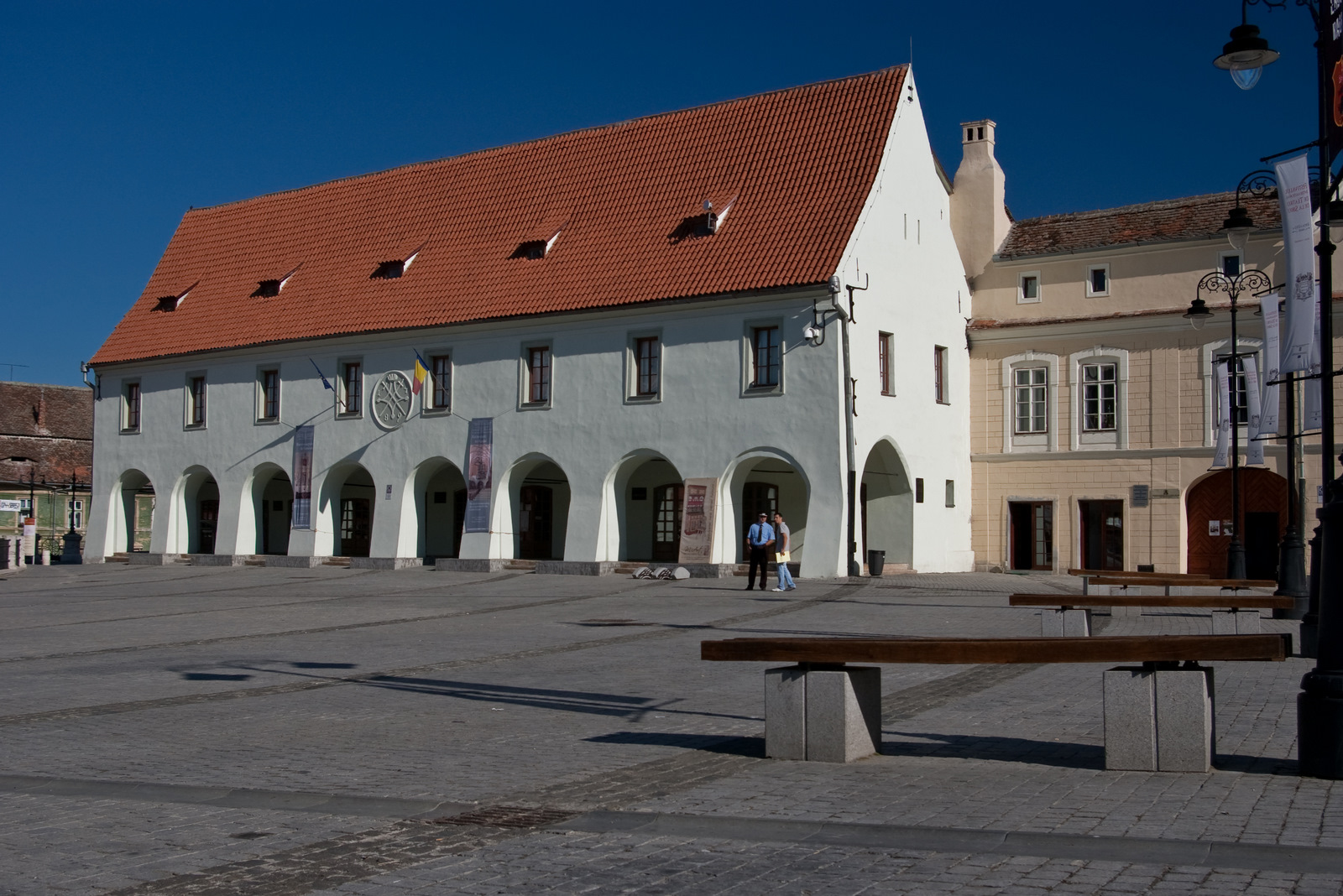
Musée de la culture populaire saxonne « Emil Sigerus ».

Ce musée, fondé en 1997 et hébergé dans la maison des Arts (Casa Artelor) sur la Petite Place, est venu combler une lacune dans la muséologie roumaine; jusque-là en effet, les contributions apportées par les Saxons, au cours des quelque huit siècles de leur implantation en Transylvanie, à la formation et à l’enrichissement de la culture roumaine avaient été peu mises en valeur.
Le fonds de ce musée, qui avoisine les 7 000 objets, réunit la collection Emil Sigerus, récupérée du patrimoine de l’ancien musée carpatique (fondé en 1885), et une série d’autres collections de haute valeur ayant appartenu à des particuliers.
Une exposition permanente, ayant pour thème « La Civilisation transylvaine : artisanat des carreaux de faïence (du XVe au XIXe siècle) », permet au musée de valoriser ce noyau particulier, de haut intérêt documentaire, de son fonds. Par le biais des carreaux de faïence en effet, lesquels constituent depuis quelques décennies un important sujet d’investigation pour les médiévistes, il est possible d’affiner notre perception de la façon dont les Roumains et les autres ethnies vivant sur le territoire de la Roumanie (Allemands, Hongrois et Sicules) ont vécu ensemble et se sont influencées réciproquement.

##### Musée de l'église évangélique C.A. de Roumanie (Landeskirchliches Museum der Evangelischen Kirche A.B. in Rumänien)
Ce musée créé en 2007 au sein de la TeutschHaus offre une vue d'ensemble sur l'histoire et la culture des Saxons de Transylvanie. Il met aussi en lumière l'histoire complexe et multiséculaire de l'église évangélique de Transylvanie. Sont abordés : l'histoire de la colonisation saxonne, la construction des églises fortifiées de Transylvanie par les Saxons, l'art, l'architecture, la vie culturelle et communautaire, l'enseignement confessionnel et l'histoire récente, de la période habsbourgeoise à l'intégration à l'Union européenne.Le musée dispose d'une riche collection d’objets et de documents historiques, composant un trésor d’une valeur inestimable, tenu à jour et archivé depuis des années, notamment grâce au soutien financier de la fondation Volkswagen.

#### Musée des Locomotives à vapeur
La mise au dépôt à Sibiu, dans les années 1960, des anciennes locomotives à vapeur de la ligne à voie étroite Sighișoara-Sibiu, fut l’amorce de la collection de ce musée. À partir de 1991, notamment grâce à l’action de quelques cheminots passionnés de la région de Brașov, d’autres locomotives, à écartement étroit ou standard, sont venues s’ajouter à ce premier groupe.
Le musée des Locomotives à vapeur, situé dans un dépôt près de la gare, a été inauguré en 1994, à l’occasion du centenaire de la ligne Sibiu-Cisnădie. Le fonds comprend aujourd’hui 35 locomotives à vapeur, 2 grues à vapeur et 2 chasse-neige à vapeur, fabriqués entre 1885 et 1958. Sept parmi ces locomotives sont toujours aptes à fonctionner et utilisées en diverses occasions. La plus ancienne est une Wiener Neustadt austro-hongroise de 1885 ; les autres locomotives ont été construites dans des ateliers roumains ou proviennent d’autres pays, comme l’Allemagne (Borsig, Schwarzkopf, et Henschel — une des locomotives issues de cette dernière firme datant de 1894) ou les États-Unis (Baldwin).

### Presse écrite

#### En langue roumaine
Le quotidien local le plus important, mais assurément aussi un des plus appréciés au niveau national en Roumanie, est Tribuna Sibiului, journal politique fondé en 1884, sous le titre de Tribuna, par l’écrivain et journaliste Ioan Slavici. Le journal a joué un rôle important dans la vie politique et culturelle de la Transylvanie, œuvrant, à travers la culture, pour l’unité politique des Roumains; il combattit les latinisations excessives et favorisa le réalisme populaire, publiant de nombreux textes à caractère folklorique et des œuvres littéraires inspirées de la vie en zone rurale. Il a longtemps été le journal le plus lu de Transylvanie. Quoiqu’il eût à souffrir de nombreuses périodes d’interruption, à chaque fois cependant le quotidien paraissait de nouveau, sous d’autres noms, et paraît encore aujourd’hui. Y collaborèrent de nombreuses personnalités connues en Roumanie telles que George Coșbuc (poète), Ion Pop-Reteganul (pédagogue, prosateur, journaliste et folkloriste), Octavian Goga (poète et homme politique), Ion Popovici-Bănățeanu (nouvelliste), etc.
En février 1968, un groupe composé de journalistes consacrés et de jeunes auteurs débutants fondèrent le titre Tribuna Sibiului, qui atteignit entre 1968 et 1989 ses plus forts tirages. Actuellement, le quotidien offre, sur 24 pages, de lundi à samedi, des informations diverses, tant locales (ville et județ de Sibiu) que nationales et internationales.
Telegraful Român, paraissant depuis 1853, est le journal le plus ancien de cette partie de l’Europe.
Outre les titres mentionnés, la presse écrite à Sibiu comprend encore une mosaïque de quotidiens et hebdomadaires; nous citerons :
- Monitorul de Sibiu, Sibianul, Ziarul de Sibiu ;
- les revues culturelles Revista Transilvania (dont la première parution remonte à 1868) et Euphorion ;
- la revue Sibiu Business, qui se veut le reflet de la vie économique du département (județ) de Sibiu, et s’adresse aux acteurs économiques ;
- enfin, la mairie de Sibiu publie ses annonces et fait connaître les décisions du conseil municipal à travers une publication au titre très approprié : Primăria Sibiu.

#### En langue allemande
L’hebdomadaire Hermannstädter Zeitung (de) fut fondé, sous son nom actuel, en 1968. Peu après sa fondation, lorsque, sous le régime de Ceaușescu, l’usage des toponymes allemands se trouva interdit, le nom de la publication fut changé en Die Woche (La Semaine). Jusqu’en 1989, c'est-à-dire jusqu’à la révolution, le journal était, de fait, le porte-voix du gouvernement roumain.
Aujourd’hui, la revue n’est plus lue seulement par les Allemands de Sibiu, mais aussi, dans une mesure croissante, par des étrangers qu’intéresse la Roumanie, car la revue est l’unique moyen de s’informer sur la situation de la population saxonne. À l’heure actuelle, 41 pour cent du tirage (lequel a augmenté de 1700 en 1995 à 2100 en 2007) est écoulé à l’étranger.
Le journal s’applique aussi à attirer les publics jeunes. Ainsi, la rubrique « Juniorecke » (coin junior) fut créée à l’intention des 9 à 14 ans, afin de consolider leurs connaissances en allemand. Pendant une période, un supplément s’adressant aux adolescents de 15 à 18 ans, intitulé HaZett, était adjoint à la revue, mais, le fort intérêt initial manifesté par le lectorat ne se confirmant pas ensuite, le supplément a été supprimé.

#### En langue hongroise
En langue hongroise paraît l’hebdomadaire Szebeni Ujsag.

### Établissements d'enseignement

#### Supérieur
Sibiu est un important centre d’enseignement supérieur, comptant, en 2007, plus de 28 000 étudiants, fréquentant un total de 38 facultés. Environ 12 % de la population de la ville est titulaire d’un diplôme de l’enseignement supérieur.
L’université Lucian Blaga de Sibiu, fondée en 1990, comprenait à l’origine cinq facultés: Sciences et polytechnique; Lettres; Droit et histoire; Médecine; Technologie de l’alimentation et du textile. Depuis, l’éventail des facultés s’est élargie incluant:

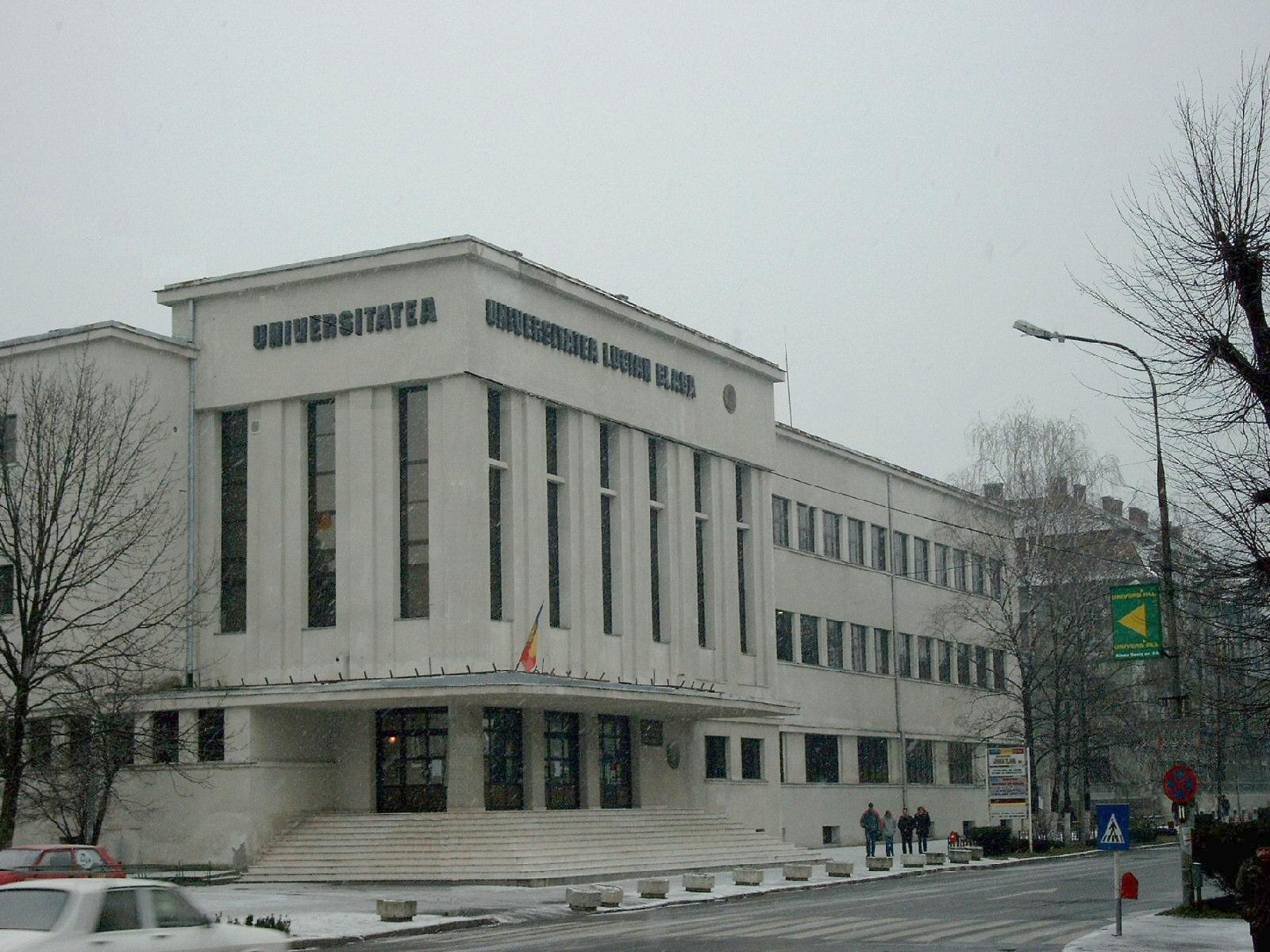
Université Lucian Blaga

- La Faculté de théologie Andrei Șaguna
- La Faculté d’arts et lettres
- La Faculté Nicolae Lupu d’histoire et d’études patrimoniales
- La Faculté Simion Bărnuțiu de droit
- La Faculté Hermann Oberth d’ingénierie
- La Faculté des sciences
- La Faculté Victor Papilian de médecine
- La Faculté des sciences économiques
- La Faculté de journalisme
- La Faculté d’agronomie, de l’industrie alimentaire et de la protection de l’environnement
- La Faculté d’enseignement à distance et d’apprentissage en ligne

Sont également établis à Sibiu l’Académie militaire Nicolae-Bălcescu, la Faculté de théologie évangélique, ainsi qu’un certain nombre d’universités privées.

#### Secondaire
Sibiu compte 20 institutions d’enseignement secondaire, dont voici les plus importantes:

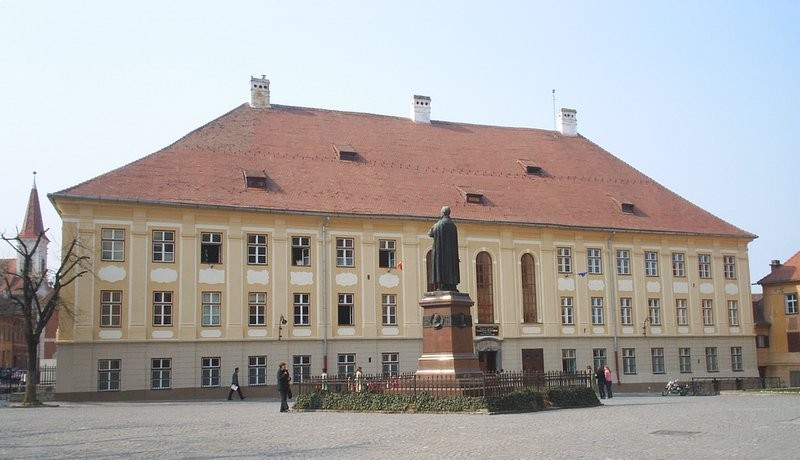
Le Collège national Samuel von Brukenthal, sur la Piață Huet. À l'avant-plan: la statue de l'évêque Georg Daniel Teutsch. Sur la gauche, on remarque le clocher de l'église réformée.

- Le collège national Gheorghe-Lazăr (principalement sciences et informatique, avec quelques classes bilingues)
- Le collège national Samuel von Brukenthal (où l’enseignement est dispensé en langue allemande)
- Le collège national Octavian-Goga (sciences sociales, sciences et informatique)
- Le lycée théorique Onisifor-Ghibu (informatique, sciences sociales et sports)
- Le collège pédagogique Andrei-Șaguna (formation des instituteurs, informatique, sciences sociales et sports)
- Le lycée théorique Constantin-Noica (sciences sociales et sciences)
- Le collège agricole D. P. Barcianu
- Le collège économique George-Baritiu
- Le collège technique des industries alimentaires Terezianum
- Le lycée des arts
- Le lycée théologique baptiste Betania
- Le groupe scolaire industriel énergétique
- Le groupe scolaire de construction et d’architecture Charles Ier
- Le groupe scolaire industriel de transport ferroviaire
- Le groupe scolaire du travail du bois Avram Iancu

### Capitale européenne de la culture
Sibiu a été désigné capitale européenne de la culture de 2007 grâce à son excellente collaboration avec Luxembourg, mais aussi grâce à ce que beaucoup voient comme une renaissance sociale miraculeuse durant ces dernières années. Les effets à long terme et l'impact sur les habitants de la ville sont, pourtant, assez discutés. Les médias considèrent le statut de capitale de la culture comme une reconnaissance naturelle des mérites de la ville, tandis qu'une partie des jeunes intellectuels le voit moins comme une reconnaissance que comme une occasion en partie manquée de restaurer le patrimoine et la vie culturelle de la ville.

## Personnalités liées
- Johann Michael Ackner (1782-1862), archéologue et naturaliste, issu de la minorité des  Saxons de Transylvanie, décédé à Sibiu
- Pauline Schullerus (1858-1929) ethnologue, botaniste et écrivaine roumaine issue de la minorité des Saxons de Transylvanie, a vécu et est décédée à Sibiu.
- Hermann Oberth (1884-1989), né à Sibiu et issu de la minorité des  Saxons de Transylvanie, est un physicien considéré comme l'un des pères fondateurs du vol spatial
- Emil Cioran (1911-1995), écrivain roumain
- Ion Besoiu (1931-2017), acteur roumain né à Sibiu
- Dan Dănilă (1954-), poète et peintre roumain
- Klaus Iohannis (1959-), président roumain depuis 2014
- Mihaela Stănuleț (1967-), championne olympique de gymnastique.
- Claudia Presăcan (1979-), gymnaste, championne olympique et du monde.

## Jumelages

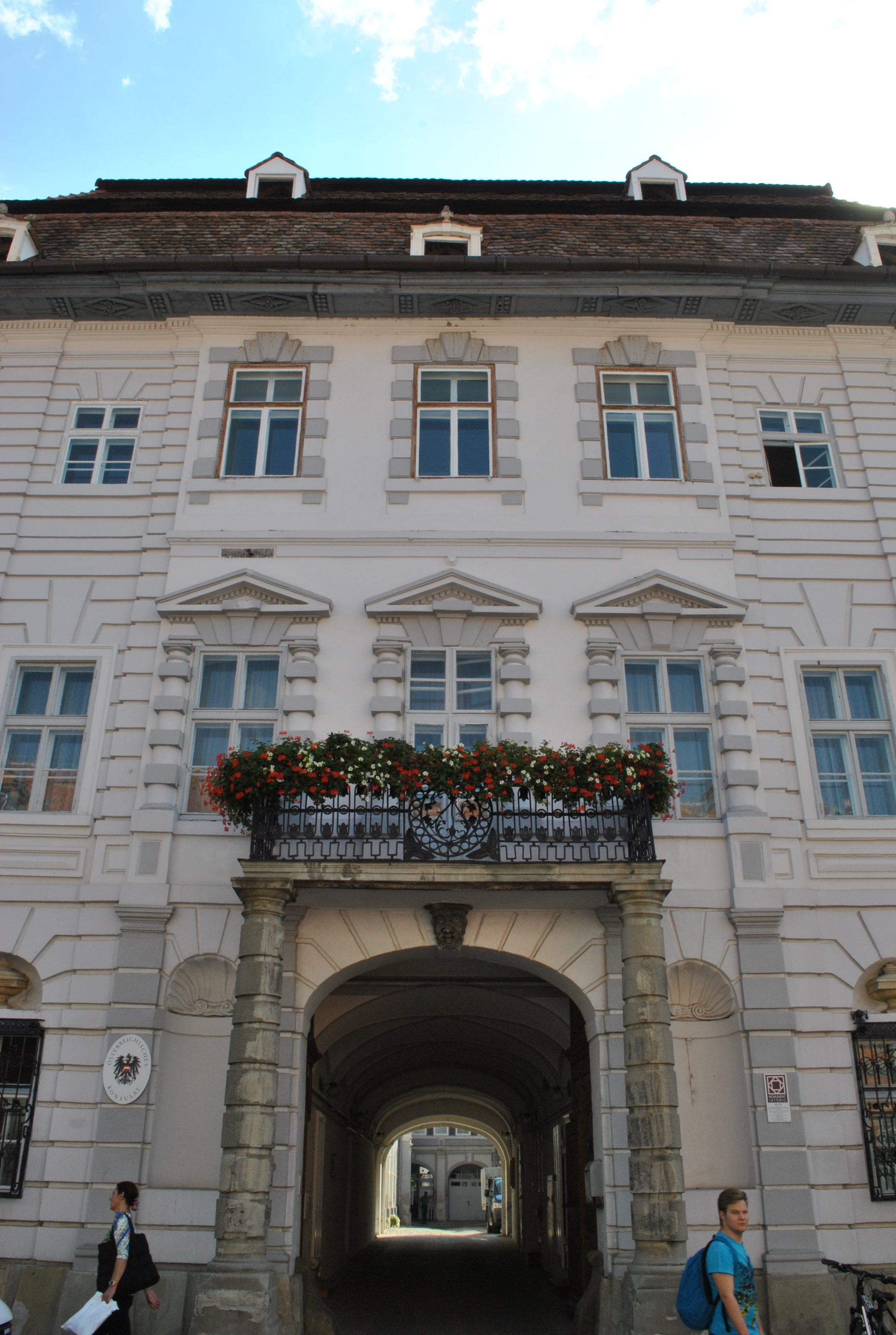
Consulat d'Autriche.

La ville de Sibiu est jumelée avec :
- Deventer (Pays-Bas) depuis le 22 mai 2007
- Marbourg (Allemagne) depuis le 24 octobre 2005
- Landshut (Allemagne) depuis le 13 avril 2002
- Rennes (France) depuis 1999
- Klagenfurt am Wörthersee (Autriche) depuis 1996
- Columbia (États-Unis) depuis 1994
- Valencia (Venezuela) depuis 1993
- District métropolitain de Wirral (Royaume-Uni) depuis 1994
- Bauru (Brésil) depuis 1995
- Malines (Belgique) depuis 1996
- Thorigné-Fouillard (France)